# Champagney (Haute-Saône)
Vous lisez un « bon article » labellisé en 2017.
Pour les articles homonymes, voir Champagney.
Champagney est une commune française située dans le département de la Haute-Saône, en Franche-Comté, dans la région administrative Bourgogne-Franche-Comté. Elle fait partie de la communauté de communes Rahin et Chérimont.
Située dans une région particulièrement vallonnée, son altitude varie de 343 mètres au centre-ville à 680 mètres au nord du territoire communal. La population compte 3 797 habitants en 2022. Ses habitants se nomment les Champagnerots et Champagnerotes. Elle est traversée par le Rahin ainsi que par deux autres cours d'eau plus modestes et le canal de la Haute-Saône, inachevé. Très marquée par la Seconde Guerre mondiale, Champagney a reçu la croix de guerre 1939-1945.
Au cœur d'un modeste bassin minier, Champagney connaît une forte activité d'exploitation charbonnière et industrielle, la houille ayant été exploitée du XVIIIe au XXe siècle, ce qui favorisa pleinement l'économie locale. Quatorze puits sont recensés sur la commune.
La ville est principalement connue pour sa maison de la Négritude et des droits de l'homme, lieu de mémoire autour de l'esclavage des Noirs et du Vœu de Champagney demandant l'abolition de l'esclavage. Elle possède aussi de grands plans d'eau : le bassin de Champagney et les ballastières. La commune comporte une portion inachevée du canal de la Haute-Saône, notamment le tunnel du Chérimont. La commune est par ailleurs classée station verte, un label d'écotourisme.

## Géographie

Carte du territoire de Champagney dans le périmètre rouge, au côté des communes de Champagney et de Ronchamp qui formaient un bassin minier pendant deux siècles (1757-1958).

### Localisation
Champagney se situe entre les premiers contreforts des Vosges et le massif du Chérimont, dans la vallée du Rahin qui s'étend de Plancher-les-Mines à Ronchamp, où les forêts sont nombreuses.
La localité fait partie du canton de Champagney et appartient à la communauté de communes Rahin et Chérimont. Champagney est située dans l'Est de la Haute-Saône, dans le Nord-Est de la Franche-Comté.
| Ronchamp      |                   | Plancher-Bas         |
| Magny-Danigon | Champagney        | Frahier-et-Chatebier |
| Clairegoutte  | Étobon, Chenebier | Échavanne            |

### Topographie

Carte topographique simplifiée de Ronchamp, Champagney et Magny-Danigon.

Le village s'est installé sur un territoire caractérisé par la présence de vastes plaines vallonnées au pied du massif des Vosges. L’altitude varie de 343  à   680 mètres. Le point culminant du territoire communal est situé juste en dessous du roc du Plainet (dont le sommet se trouve à Fresse et atteint 807 mètres), en forêt d'Arobert. La ville est notamment dominée par la colline du Bermont (429 m), située dans la partie nord du territoire et la Tête du Cheval (589 m) — situé à la limite de Clairegoutte — point culminant du Chérimont, un massif de collines boisées occupant la partie sud du territoire communal,. Du fait de son altitude et de sa pente, la commune de Champagney est classée « commune de montagne » en mars 2016.

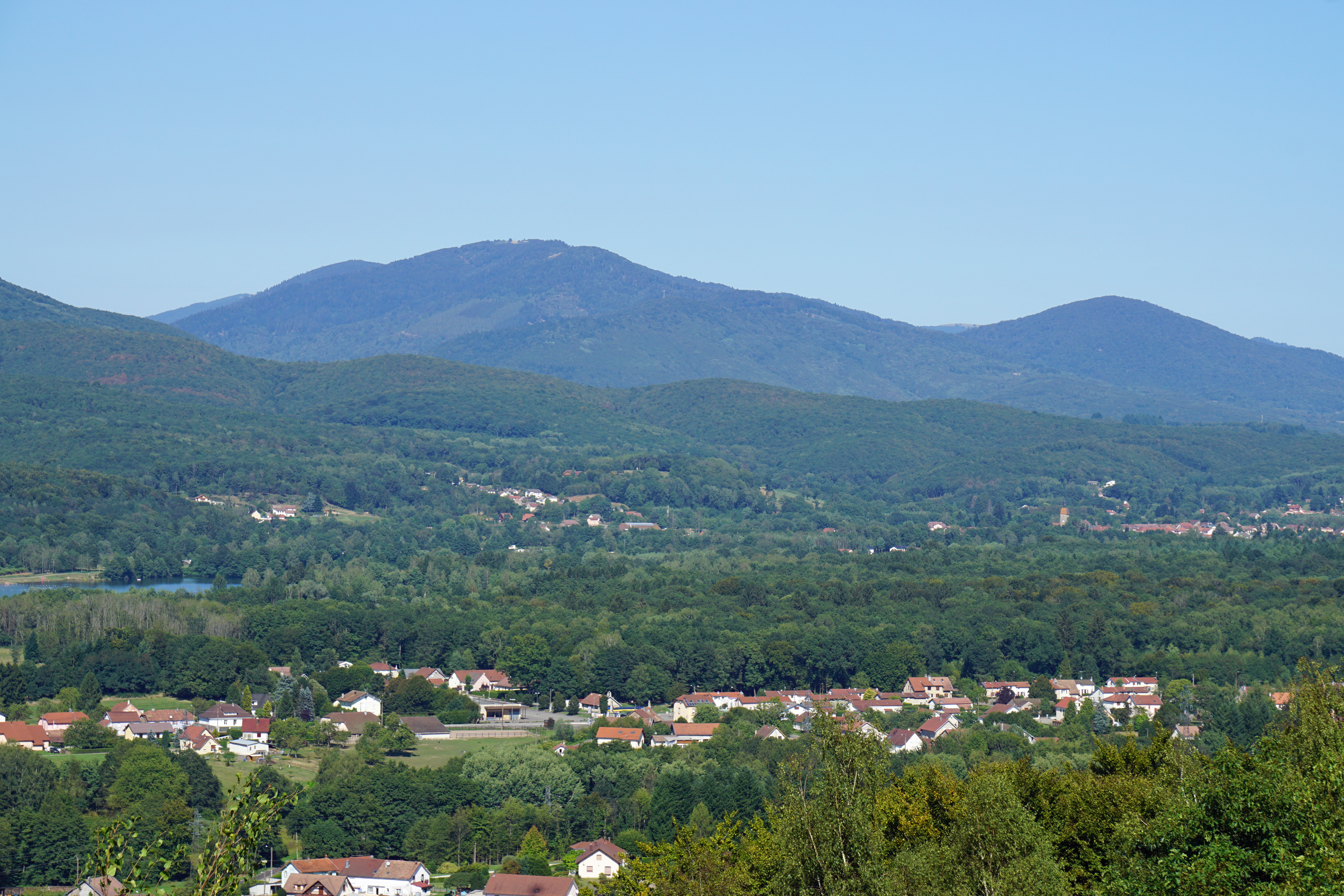
Champagney surplombée par les Vosges dont la Planche des Belles Filles.
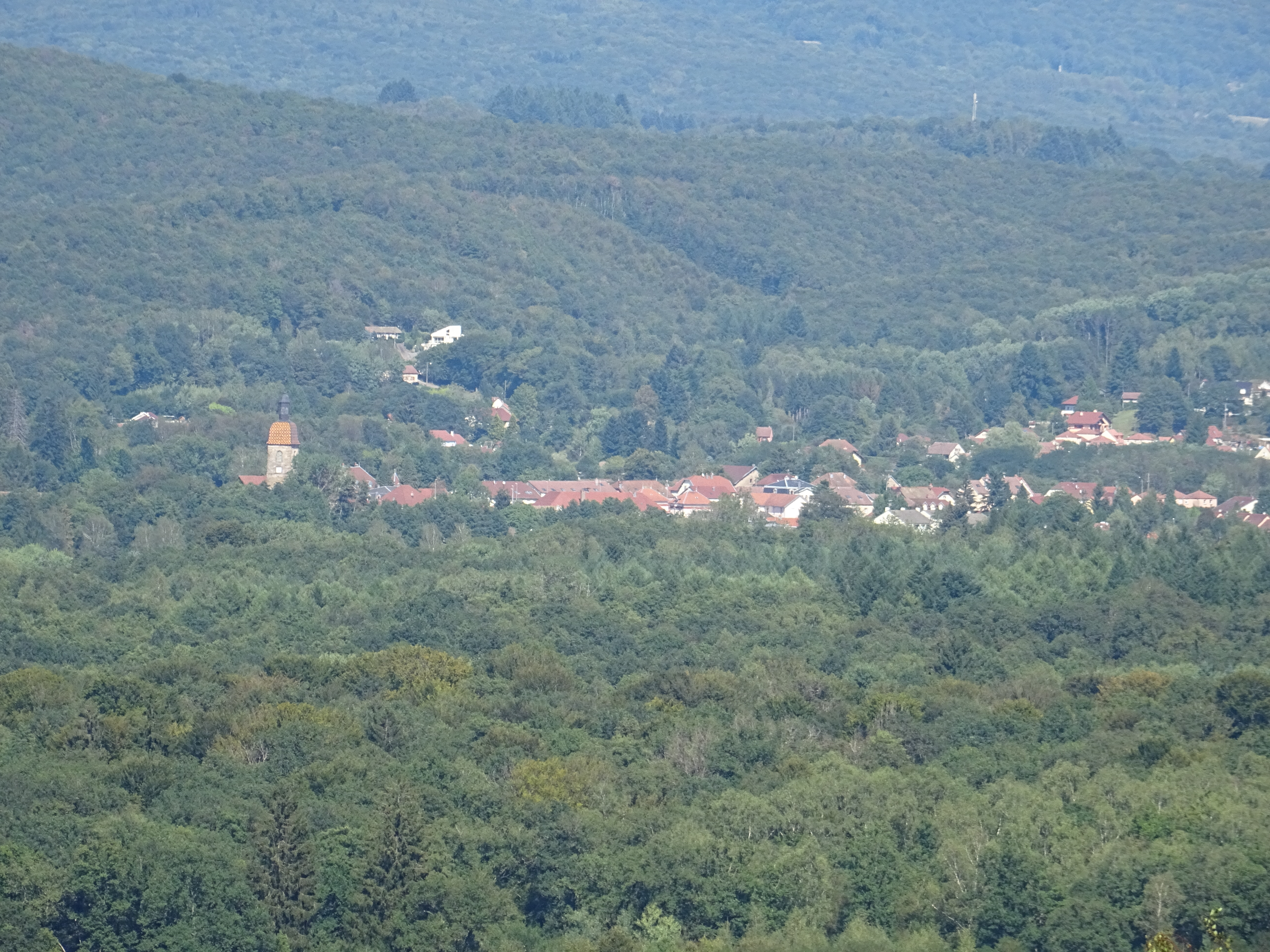
Champagney est cernée de collines boisées.

### Géologie
- Bourgs et limites communales
- Dévono-Dinantien (hK3)
- Stéphanien (h5)
- Affleurement houiller du Stéphanien (h5A)
- Viséen (ha)
- Conglomérats de l'Autunien (r)
- Silts et pélites rouges (rB)
- Grès et conglomérats (rC)
- Grès conglomératiques feldpathiques (rD)
- Silts et pélites rouges (rE)
- Dépôts morainiques (Gx)
- Alluvions récentes (Fz)
- Alluvions anciennes de basses terrasses (Fy)
- Colluvions (C)

Carte géologique simplifiée de Champagney et du bassin minier.
Bourgs et limites communales
Dévono-Dinantien (hK3)
Stéphanien (h5)
Affleurement houiller du Stéphanien (h5A)
Viséen (ha)
Conglomérats de l'Autunien (r)
Silts et pélites rouges (rB)
Grès et conglomérats (rC)
Grès conglomératiques feldpathiques (rD)
Silts et pélites rouges (rE)
Dépôts morainiques (Gx)
Alluvions récentes (Fz)
Alluvions anciennes de basses terrasses (Fy)
Colluvions (C)
: Failles

Champagney est construite sur le plateau de Haute-Saône dans la dépression sous-vosgienne et s'appuie sur le versant méridional du massif des Vosges. La partie nord du territoire est montagneuse et repose essentiellement sur un sol daté du Viséen (ha) et du Stéphanien (h5). C'est à ce niveau, en bordure d'une faille, qu'affleure une partie du bassin houiller stéphanien sous-vosgien qui s'étend jusqu'à Romagny, et dont le gisement est ici composé de deux couches de charbon (dont l'épaisseur varie de quelques centimètres à trois mètres) s'inscrivant dans un quadrilatère de cinq kilomètres de long sur deux kilomètres de large en limite des communes de Champagney et de Ronchamp (h5A).
Les terrains du Carbonifère qui affleurent au nord sont recouverts au sud par du grès rouge (r et rD) et divers types d'argile (rC) datant du Permien (Autunien principalement). Ces dépôts sont localement masqués par des alluvions terrasses (Fx et Fy). Les terrils recèlent de nombreux fossiles témoignant de l'époque du Carbonifère dont la particularité est de regrouper à la fois des plantes vivant dans un environnement sec et montagnard (Épine noire, Fougères, Cordaites) et les premières plantes à fleurs qui sont présentes uniquement dans les couches les plus récentes) et dans des milieux de plaines marécageuses (renoncule flottante Lepidodendron, sigillaire, Calamites, Sphenophyllum) ainsi que des poissons d'eau douce (présence d'un grand lac).

La formation du gisement houiller de Champagney.
Coupe du gisement houiller entre Ronchamp et Courmont, avec le puits Arthur-de-Buyer (Magny-Danigon).

Entre ces deux grands systèmes se trouve la zone alluvionnaire de la vallée du Rahin dont les abords sont couverts d'alluvions (Fz), et de dépôts morainiques (Gx), ces derniers amenés par la glaciation de Würm, au Quaternaire. Plusieurs failles cisaillantes traversent la commune, liées à la proximité des fossés du Rhin et de la Saône,.

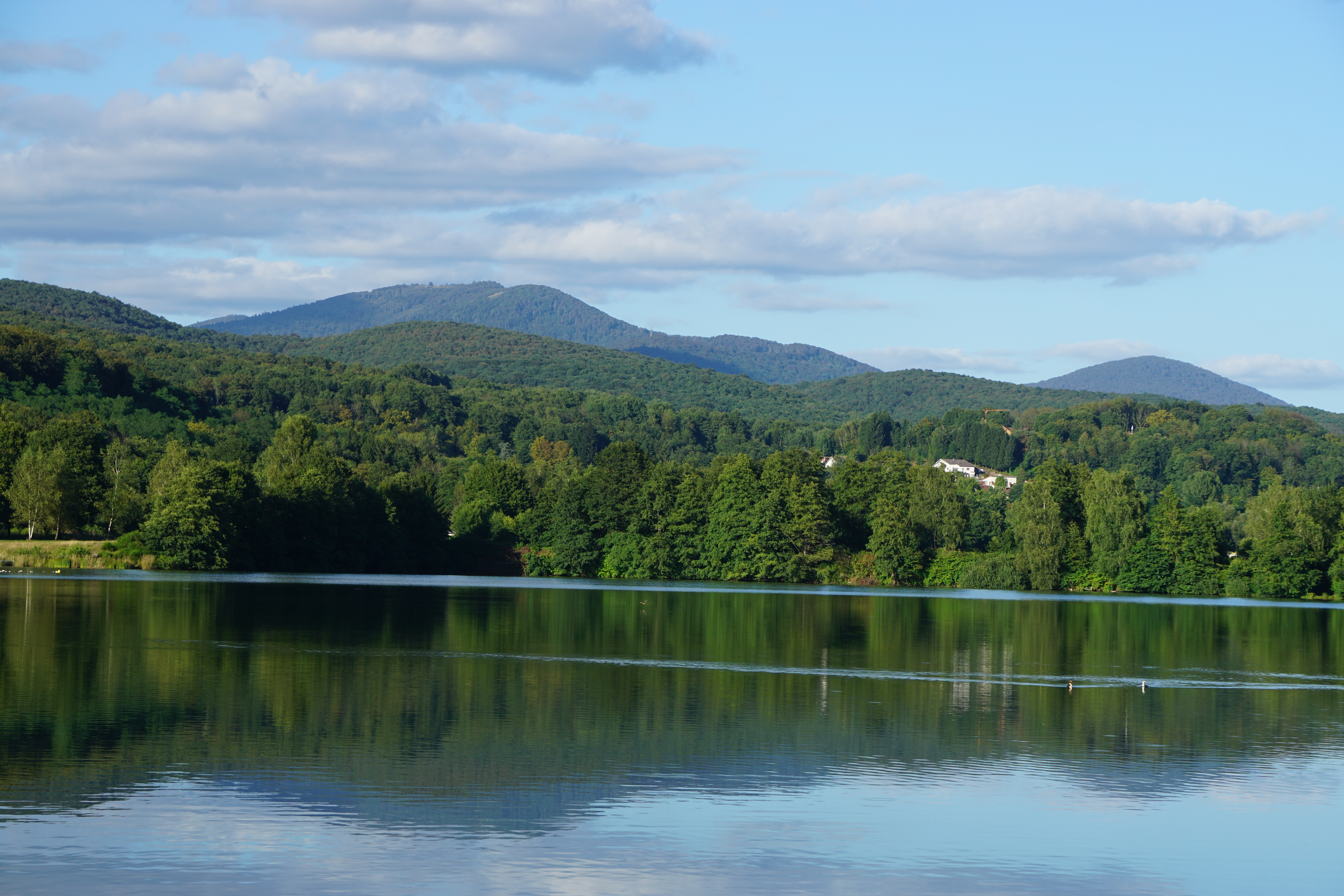
Les ballastières surplombées par les Vosges dont la Planche des Belles Filles.

### Hydrographie
Le Rahin, qui prend sa source non loin du col du Stalon, entre le ballon de Servance et le ballon d'Alsace, traverse la commune. Celle-ci possède aussi de grands plans d'eau : les ballastières et le bassin de Champagney qui est alimenté par une dérivation du Rahin. Le bassin devait servir de réservoir d'alimentation au canal de la Haute-Saône, situé au sud de la commune et resté inachevé. La commune comporte plusieurs étangs qui sont tous artificiels.

### Climat
Pour des articles plus généraux, voir Climat de la Bourgogne-Franche-Comté et Climat de la Haute-Saône.
En 2010, le climat de la commune est de type climat de montagne, selon une étude du Centre national de la recherche scientifique s'appuyant sur une série de données couvrant la période 1971-2000. En 2020, Météo-France publie une typologie des climats de la France métropolitaine dans laquelle la commune est exposée à un climat semi-continental et est dans une zone de transition entre les régions climatiques « Lorraine, plateau de Langres, Morvan » et « Vosges ».
Pour la période 1971-2000, la température annuelle moyenne est de 9,8 °C, avec une amplitude thermique annuelle de 17,3 °C. Le cumul annuel moyen de précipitations est de 1 359 mm, avec 13,6 jours de précipitations en janvier et 10,5 jours en juillet. Pour la période 1991-2020, la température moyenne annuelle observée sur la station météorologique de Météo-France la plus proche, « Étobon », sur la commune d'Étobon à 7 km à vol d'oiseau, est de 10,7 °C et le cumul annuel moyen de précipitations est de 1 272,5 mm. 
La température maximale relevée sur cette station est de 38,5 °C, atteinte le 24 juillet 2019 ; la température minimale est de −18 °C, atteinte le 1er mars 2005,,.
Les paramètres climatiques de la commune ont été estimés pour le milieu du siècle (2041-2070) selon différents scénarios d'émission de gaz à effet de serre à partir des nouvelles projections climatiques de référence DRIAS-2020. Ils sont consultables sur un site dédié publié par Météo-France en novembre 2022.

## Urbanisme

### Typologie
Au 1er janvier 2024, Champagney est catégorisée bourg rural, selon la nouvelle grille communale de densité à sept niveaux définie par l'Insee en 2022.
Elle appartient à l'unité urbaine de Champagney-Ronchamp, une agglomération intra-départementale regroupant deux  communes, dont elle est ville-centre,,. Par ailleurs la commune fait partie de l'aire d'attraction de Belfort, dont elle est une commune de la couronne,. Cette aire, qui regroupe 91 communes, est catégorisée dans les aires de 50 000 à moins de 200 000 habitants,.

### Occupation des sols

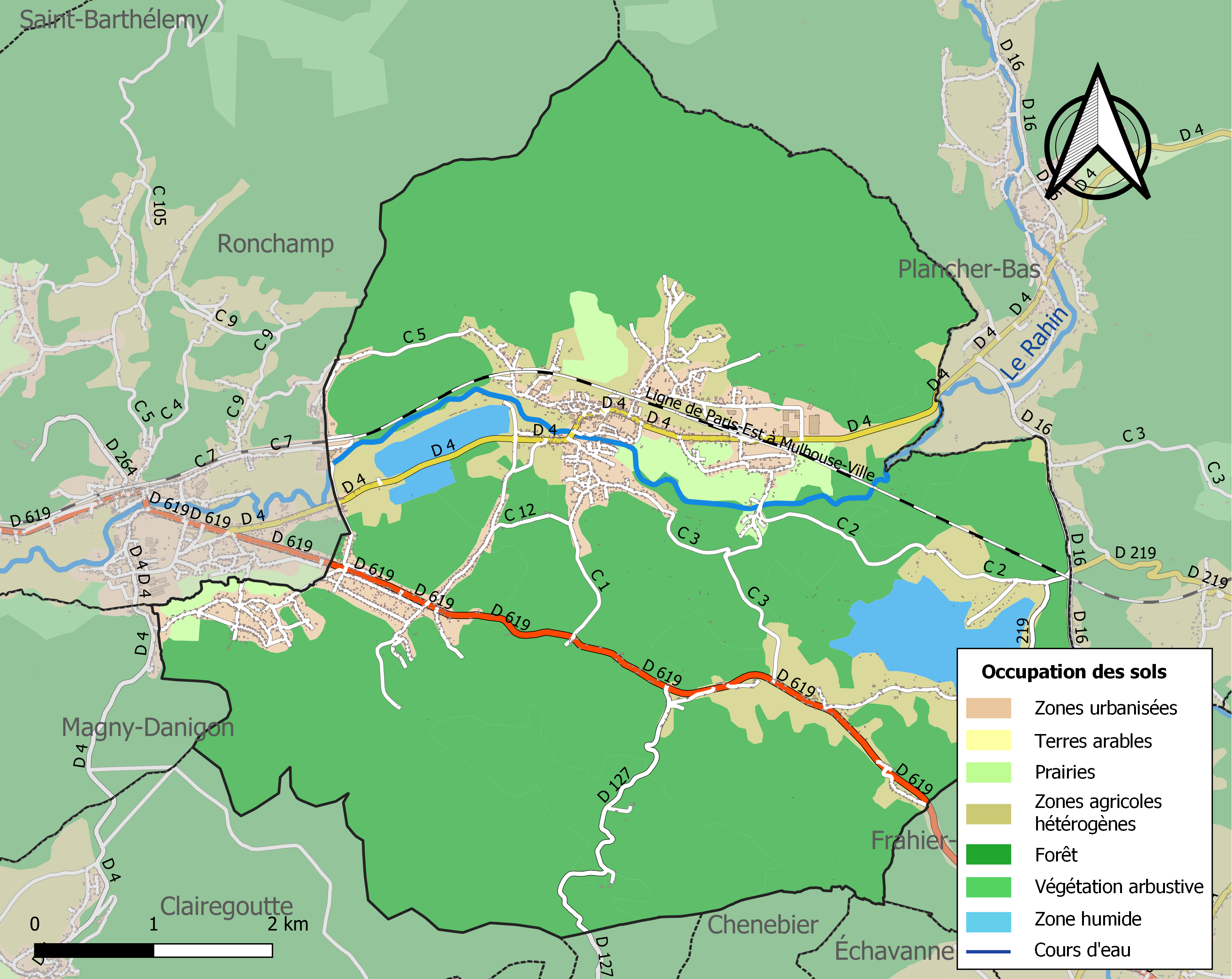
Carte des infrastructures et de l'occupation des sols de la commune en 2018 (CLC).

L'occupation des sols de la commune, telle qu'elle ressort de la base de données européenne d’occupation biophysique des sols Corine Land Cover (CLC), est marquée par l'importance des forêts et milieux semi-naturels (76 % en 2018), en diminution par rapport à 1990 (77 %). La répartition détaillée en 2018 est la suivante : 
forêts (76 %), zones agricoles hétérogènes (10,3 %), zones urbanisées (6,8 %), eaux continentales (4 %), prairies (2,9 %).
L'IGN met par ailleurs à disposition un outil en ligne permettant de comparer l’évolution dans le temps de l’occupation des sols de la commune (ou de territoires à des échelles différentes). Plusieurs époques sont accessibles sous forme de cartes ou photos aériennes : la carte de Cassini (XVIIIe siècle), la carte d'état-major (1820-1866) et la période actuelle (1950 à aujourd'hui).

### Morphologie urbaine

Développement urbain de Champagney et du bassin minier.

Champagney est formée d'un bourg entouré de plusieurs hameaux qui sont le Bas-des-Côtes, le Ban, Éboulet et la Houillère. L'habitat du centre-ville est particulièrement dense autour de l'église Saint-Laurent.
La commune compte aussi quatre anciennes cités minières : la cité Saint-Jean, composée de cinq maisons édifiées en 1867, la cité des Époisses construite en 1872 à côté du puits Sainte-Pauline, la cité d'Éboulet construite en 1931 près du puits Notre-Dame, ainsi que trois maisons identiques construites pour les chefs de poste.
L'urbanisme de Champagney est directement lié à celui de Ronchamp puisque Éboulet, la Houillère, le Bas-des-Côtes et la cité des Époisses sont dans la continuité urbaine directe du bourg de Ronchamp. Les deux villes appartiennent d'ailleurs à la même unité urbaine.

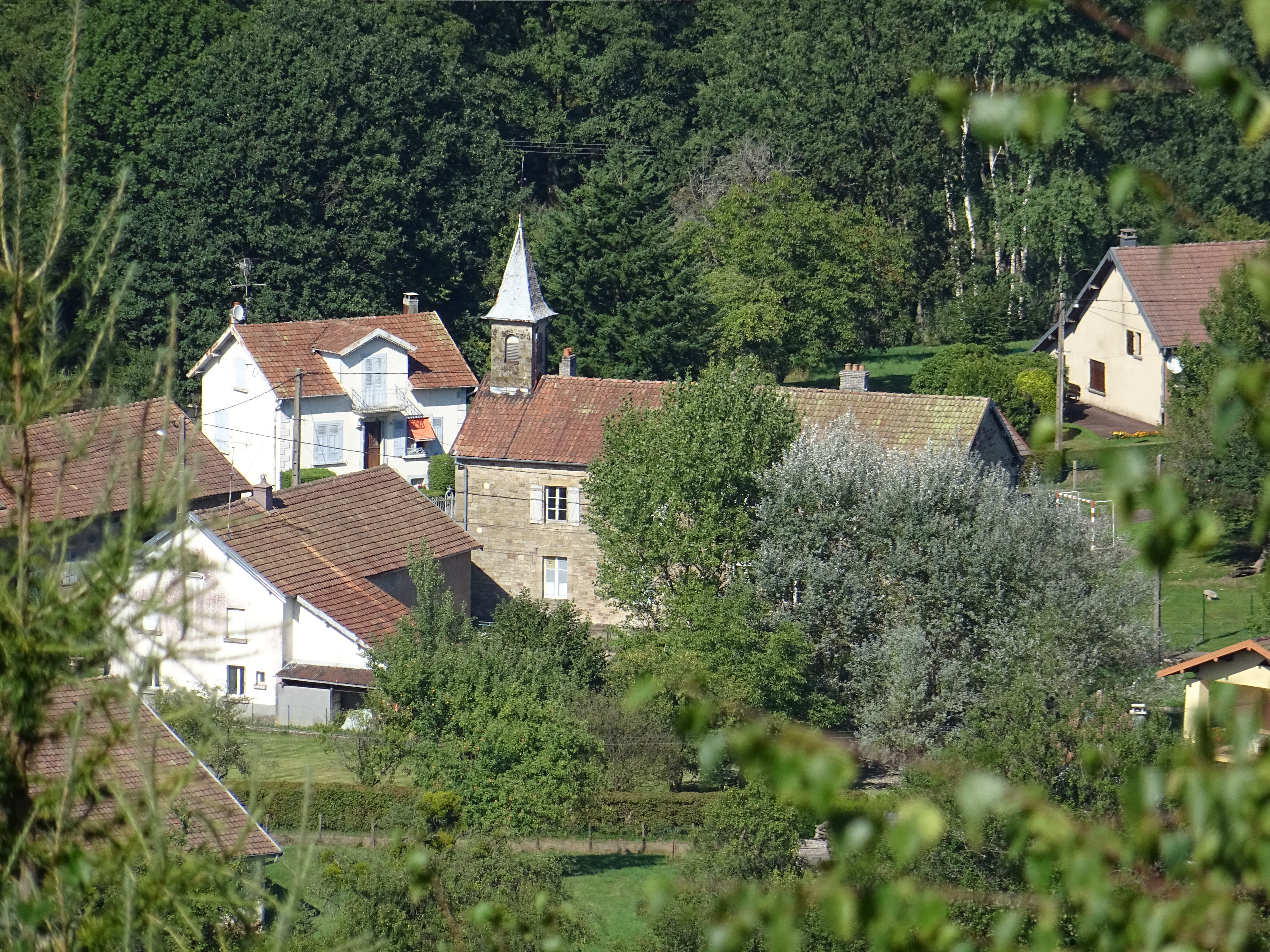
Le hameau d'Éboulet.
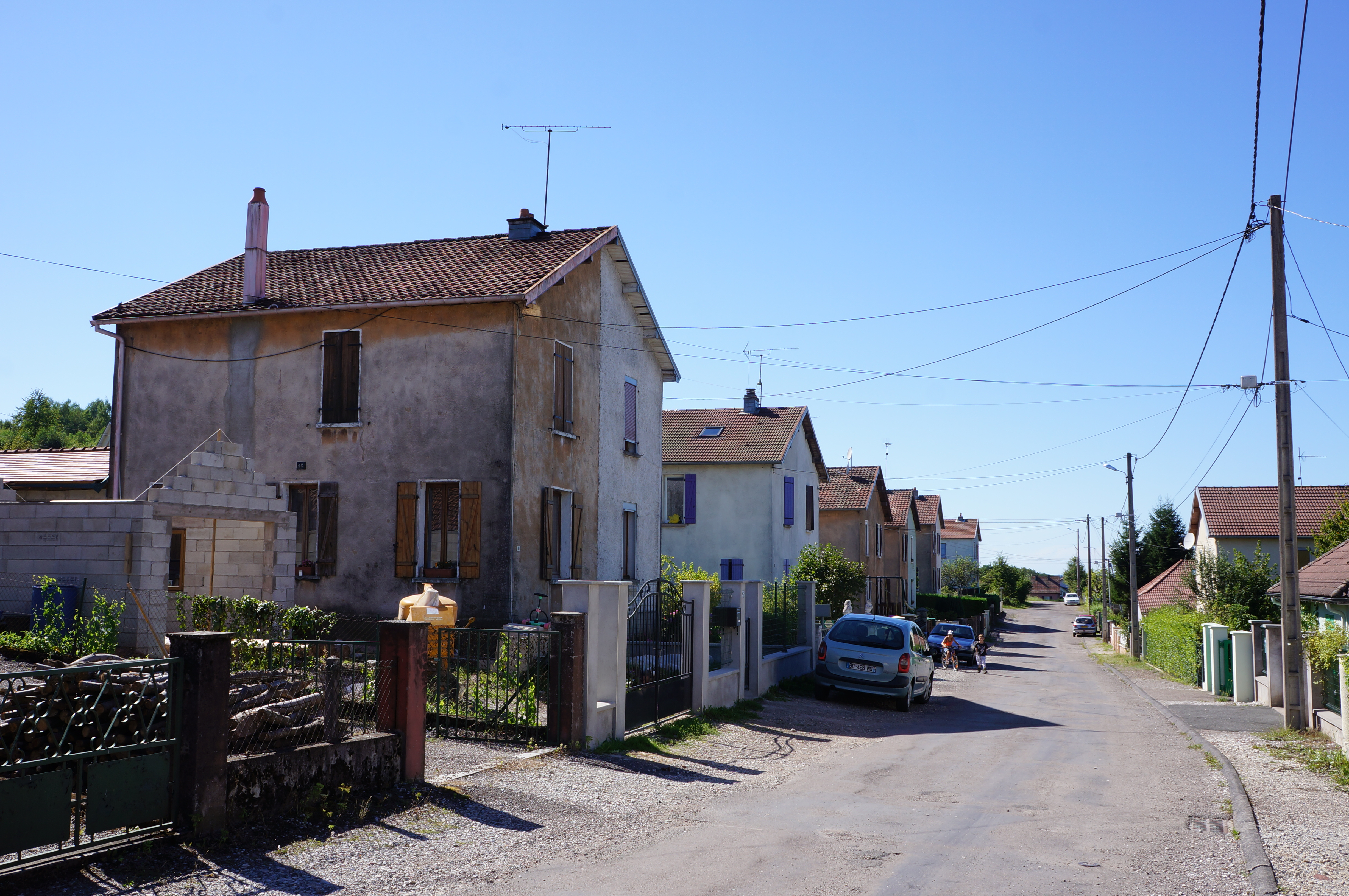
La cité minière d'Éboulet.
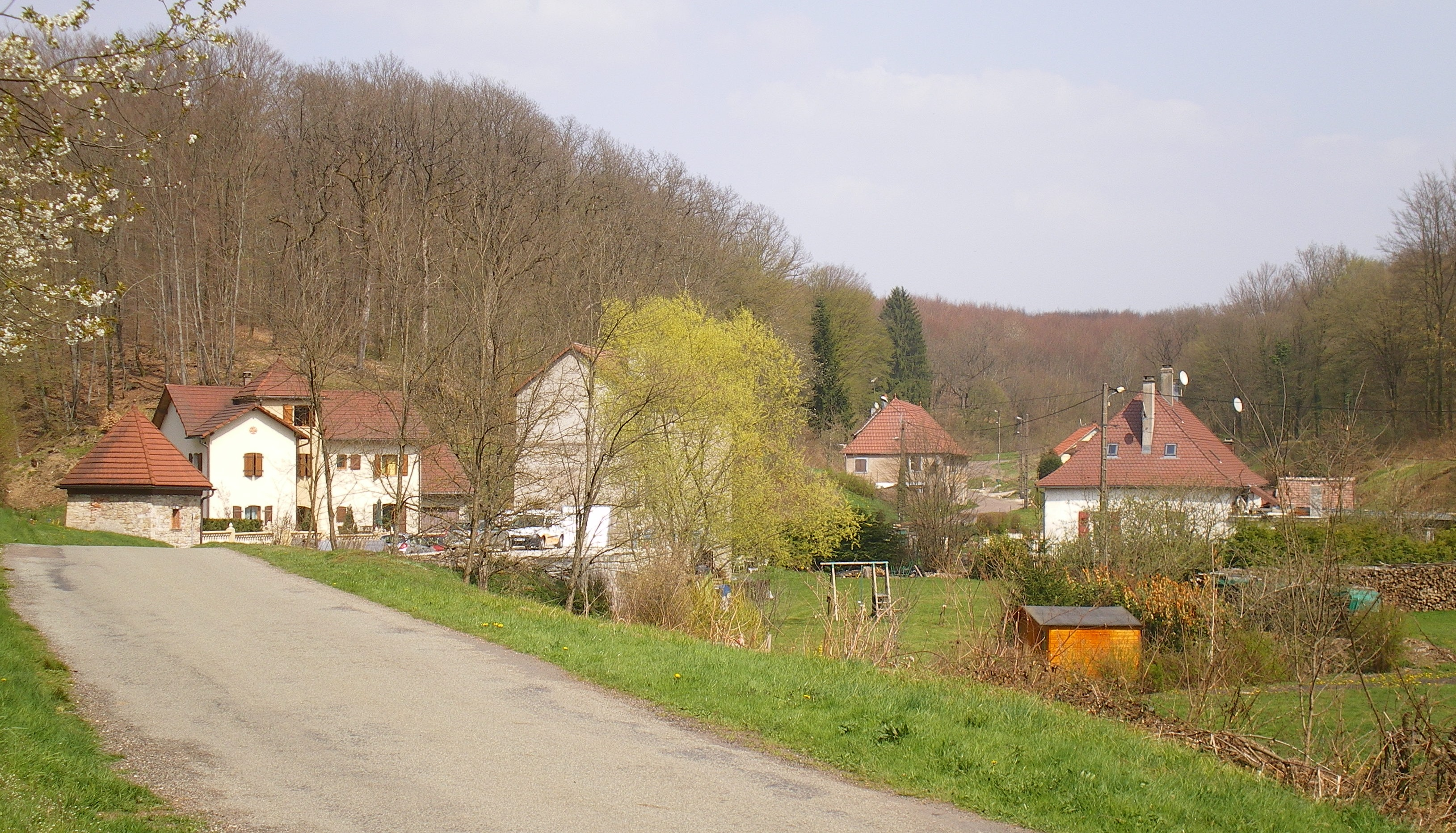
Le hameau de la Houillère.

### Logement
En 2016, le nombre total de logements à Champagney était de 1 826 dont 1 595 résidences principales, 73 résidences secondaires et logements occasionnels et 158 logements vacants. La commune totalisait 1 548 maisons et 253 appartements.
La proportion des résidences principales propriétés de leurs occupants était de 75,5 %, en 2016. Il existe 111 logements HLM sur la commune soit 7,0 % des logements.

### Urbanisme et paysage
La commune dispose d'un plan local d'urbanisme (PLU), comprenant un projet d'aménagement et de développement durable (PADD) et elle est inscrite dans le périmètre du schéma de cohérence territoriale (SCOT) du pays des Vosges saônoises, un projet de territoire visant à mettre en cohérence l'ensemble des politiques sectorielles, notamment en matière d’habitat, de mobilité, d’aménagement commercial, d’environnement et de paysage.
La communauté de communes Rahin et Chérimont a mis en place une démarche Plan de Paysage dont l'objectif est de conserver un paysage cohérent, préservant son caractère bucolique et respectant l'environnement. En collaboration avec le parc naturel régional des Ballons des Vosges, l'intercommunalité a pour projet de mettre en œuvre un contrat d’aménagement durable de l'espace, pour la période 2013-2016.

### Risques naturels et technologiques
La commune est installée sur une zone sismique de niveau 3. Il existe des risques de mouvements de terrains miniers et de rupture du barrage fermant le bassin de Champagney. Il existe également un risque d’inondation en cas de crue du Rahin et de coulée de boue. Champagney est située à environ 70 km de la centrale nucléaire de Fessenheim qui présente plusieurs risques en raison de son ancienneté et de sa position géographique.

### Transport et voies de communications

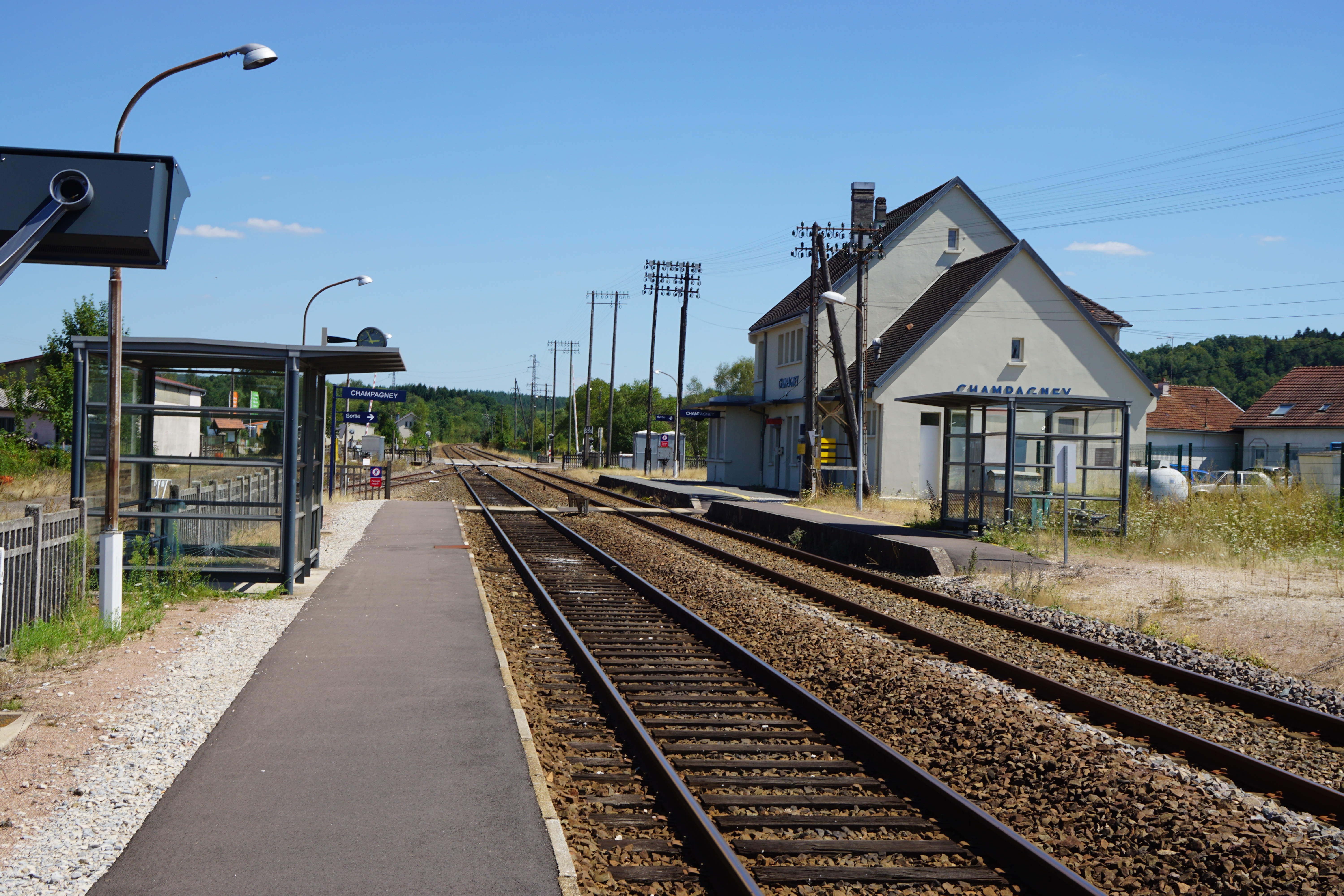
La gare de Champagney.

Champagney est traversée par la départementale RD 4, qui forme la rue principale de la ville, et par la RD 619 au sud.
La gare de Champagney, mise en service le 26 avril 1858, est située sur la ligne de Paris-Est à Mulhouse-Ville ; elle est desservie par les trains TER Franche-Comté qui effectuent des liaisons entre les gares de Vesoul, Belfort et Montbéliard. La ville est également desservie par les autobus du réseau interurbain de la Bourgogne-Franche-Comté (Mobigo) reprenant anciennes les lignes saônoises.
Pour faciliter la circulation des touristes, la communauté de communes a mis en place une navette estivale qui possède plusieurs arrêts : la gare TER de Ronchamp, la place de l'église de Ronchamp, la place du marché, la chapelle de Ronchamp, la plage des ballastières, le camping des ballastières, le centre de Champagney, le bassin de Champagney, un point de vue sur la chapelle, Plancher-les-Mines et la Planche des Belles Filles.
La gare de Belfort - Montbéliard TGV, qui se trouve sur la ligne à grande vitesse Rhin-Rhône, est localisée à moins de 30 kilomètres de Champagney. Autrefois, plusieurs lignes des chemins de fer vicinaux de la Haute-Saône passaient par la commune et la ville voisine de Ronchamp. De plus, un réseau industriel de voies ferrées desservant les houillères de Ronchamp existait autrefois et reliait tous les puits en activité à la gare houillère.
L'Aéroport international de Bâle-Mulhouse-Fribourg (ou EuroAirport) est l'aéroport international le plus proche de la commune, situé à environ 80 kilomètres.
De plus, la commune est bordée par le sentier de grande randonnée 59 ainsi que par le sentier des Ducs,. Une voie verte est en projet pour desservir l'écoparc de la filature, lier l'EuroVelo 6 et Moselle-Saône à vélo (dite aussi véloroute du Téméraire) mais aussi pour favoriser le cyclisme à la Planche des Belles Filles, régulièrement mise en valeur par le Tour de France depuis 2012.

## Toponymie

Suffixe -(i)acum > terminaisons en -ey (dans le Sud-Ouest, elles ne sont pas issues de -acum, c'est un autre suffixe sans rapport).

Le nom de la localité est attesté sous la forme latinisée Campaniacum en 1178, Champagney en 1760 - 1761 (Cassini).
Il s'agit d'une formation gallo-romaine en -(i)acum, suffixe indiquant la localisation ou la propriété, dont le premier élément représente un anthroponyme ou un appellatif.
Le type toponymique Campaniacum (autrement latinisé en Campaniacus) est répandu en France aussi bien sous les formes d’oïl Champagney que Champigny ; Campigny ; Champigné ; Champagné ; etc., ainsi que sous les formes d'oc Campagnac ; Champignac ; etc (comprendre oc Campanhac ; Champinhac).
Le nom de personne latin Campanius a été proposé pour expliquer le premier élément Champagn-,. Le sens global serait « le lieu (ou le domaine) de Campanius »,. On peut y voir également l'appellatif bas latin campanea « campagne » > champa(i)gne « vaste étendue de pays plat », d'où le sens global de « lieu possédant une campagne » ou « lieu possédant un ensemble de champs ».
Remarque : La graphie en -ey qui note une évolution locale du suffixe -(i)acum, se retrouve notamment dans tout l'est et le centre est de la France, mais aussi notamment dans l'Avranchin et le pays d'Ouche en Normandie.

## Histoire

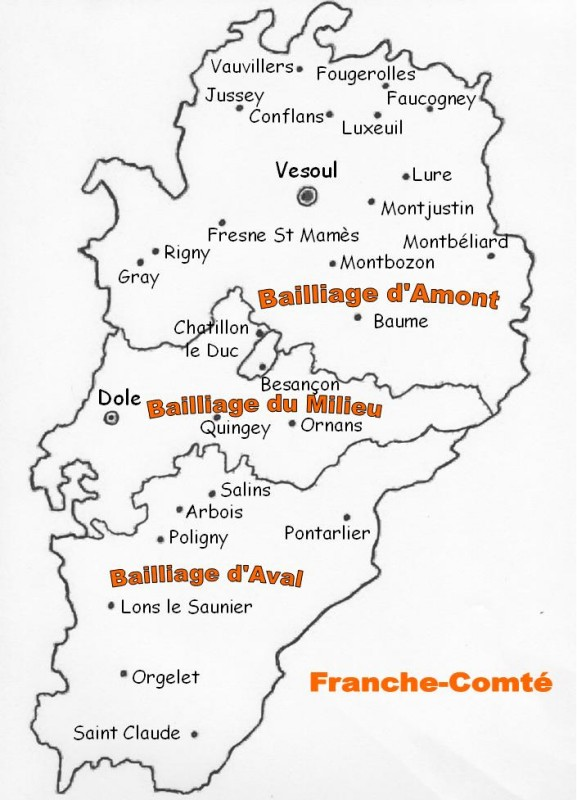
En 1333, Champagney est rattachée au bailliage d'Amont.

### Moyen Âge
Il est fait mention de l'acquisition du territoire de Champagney appartenant à l'archevêque de Besançon en 869 par Lothaire II. Ce territoire est acquis par l'abbaye de Lure au XIIe siècle. En 1479, une Charte de franchises est rédigée en faveur de quelques habitants, puis elle est étendue à l'ensemble de la population en 1547. Au XVe siècle, des débats éclatent entre les abbés de Lure et les seigneurs de Ronchamp au sujet des limites de leurs territoires respectifs pour le partage des pâturages et des exploitations forestières. Des bornes sont alors installées. À la limite orientale du territoire de Champagney se dresse la maison forte de Passavant qui défend les terres locales de l'abbaye luronne, qui comprennent alors Châlonvillars, Éboulet, Errevet, Frahier, Plancher-Bas et Plancher-Haut.
En 1333, le bailliage d'Amont, l'un des trois bailliages de Franche-Comté, ayant pour capitale Vesoul, est créé par Philippe VI de France. Le territoire de Champagney y est rattaché.

### Temps modernes

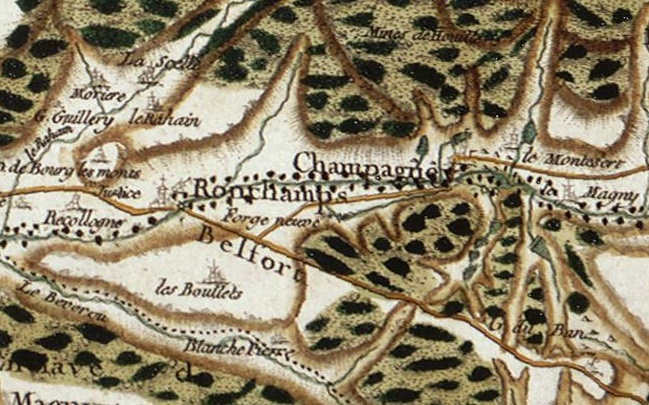
Ronchamp et Champagney sur la carte de Cassini.

Le village se trouve sur la Trouée de Belfort et a dû subir de nombreuses invasions. Celle qui fut la plus dévastatrice eut lieu pendant la guerre de Trente Ans. Au départ des Suédois en 1648, il ne reste plus que deux maisons. En 1674, l'armée du maréchal de Turenne traverse la vallée et se positionne en Alsace pour favoriser la progression de Louis XIV en Franche-Comté pendant la guerre de Hollande. En 1683, Louis XIV passe une nuit à Champagney lors d'un voyage dans les territoires nouvellement rattachés au royaume de France.
Au début du XVIIIe siècle, Champagney n'est qu'un village de 300 habitants mais en 1766, il devient un bourg de 1 200 habitants. Il dépasse les 2 000 habitants en 1800 notamment grâce à l’activité minière.

### Révolution française

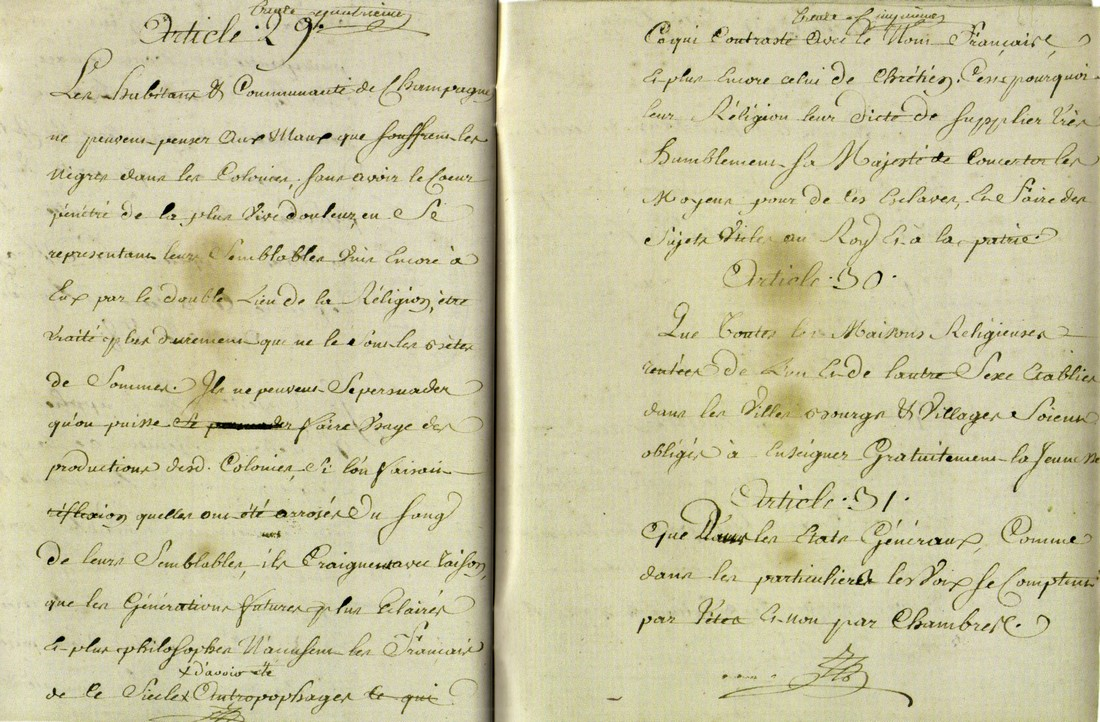
L'article 29 du cahier de doléances des habitants de Champagney.

Le Vœu de Champagney est rédigé en mars 1789 dans le cahier de doléances des habitants ; l'article 29 demande l'abolition de l'esclavage des Noirs. La Révolution française éclate quelques mois plus tard. Le 4 avril 1792, l'Assemblée nationale décide d'accorder la pleine citoyenneté à tous les libres de couleur.
En 1790, Champagney fait partie du canton de Ronchamp avant de devenir en 1802 le chef-lieu de son propre canton.

### Mines et industries

Les puits de mine de charbon des trois concessions établies au milieu du XIXe siècle.

Les houillères de Ronchamp sont exploitées pendant plus de deux siècles, du milieu du XVIIIe siècle jusqu'au milieu du XXe siècle. Leur exploitation marque profondément le paysage avec ses terrils, cités minières et puits de mine, mais aussi l'économie et la population locale (immigration polonaise et traditions minières notamment).
L'exploitation démarre dans des galeries à flanc de coteau avant que ne soit creusé en 1810 le puits Saint-Louis à Champagney, le premier véritable puits d'extraction du bassin minier (exploité 19 ans). Les couches de charbon s'enfonçant de plus en plus, les puits se succèdent et sont de plus en plus profonds vers le sud jusqu’à ce que la compagnie finisse par creuser deux fois de suite le puits le plus profond de France sur le territoire du Magny-Danigon : le puits du Magny (694 mètres) en 1878 et le puits Arthur-de-Buyer (1 010 mètres) en 1900. À Champagney, le charbonnage le plus productif est le puits Notre-Dame situé au hameau d'Éboulet, exploité pendant 38 ans. L'exploitation se fait également au puits Sainte-Pauline (23 ans) et au puits Sainte-Barbe (12 ans) mais d'autres puits ont une durée de vie plus éphémère (moins de dix ans) : puits no 1, le puits no 2, puits no 3, le puits no 4, le puits Saint-Georges ou encore le puits du Tonnet qui est le dernier puits creusé sur la commune en 1884, c'est aussi le plus profond de Champagney (574 m). Enfin trois puits ont été abandonnés avant d'atteindre le terrain houiller, ce sont les puits no 5, puits Saint-Jean et le puits de l'Espérance. Après l'arrêt du puits Notre-Dame en 1896, l'extraction du charbon cesse pendant plusieurs décennies sur la commune et se poursuit à Ronchamp et Magny-Danigon, le puits Notre-Dame servant à l'exhaure jusqu'à la fermeture définitive des houillères en 1958.

Les mines de charbon de Champagney au XIXe siècle.
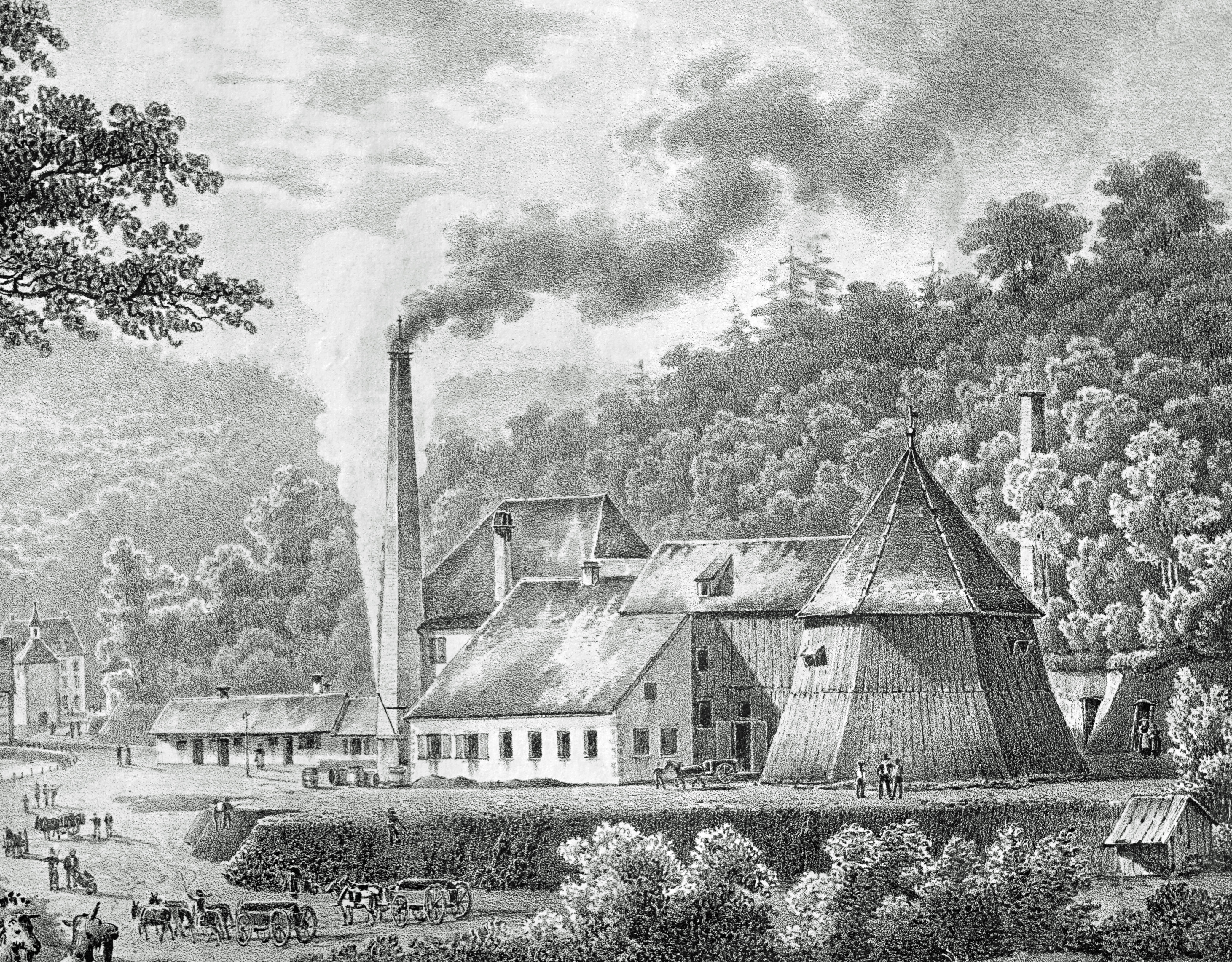
Le puits Saint-Louis dans les années 1820.
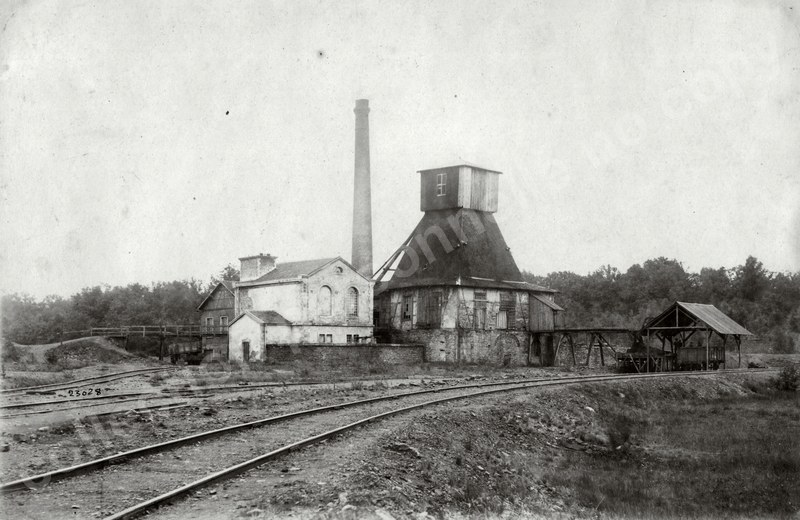
Le puits Sainte-Barbe dans les années 1880.
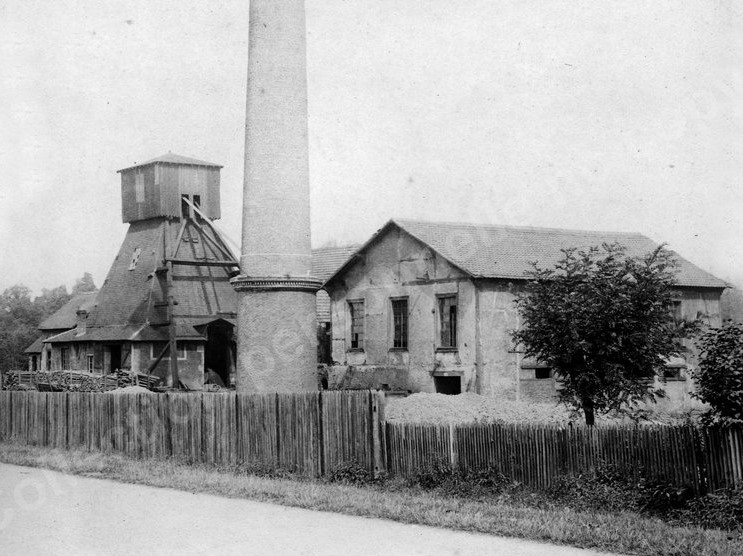
Le puits Sainte-Pauline dans les années 1880.
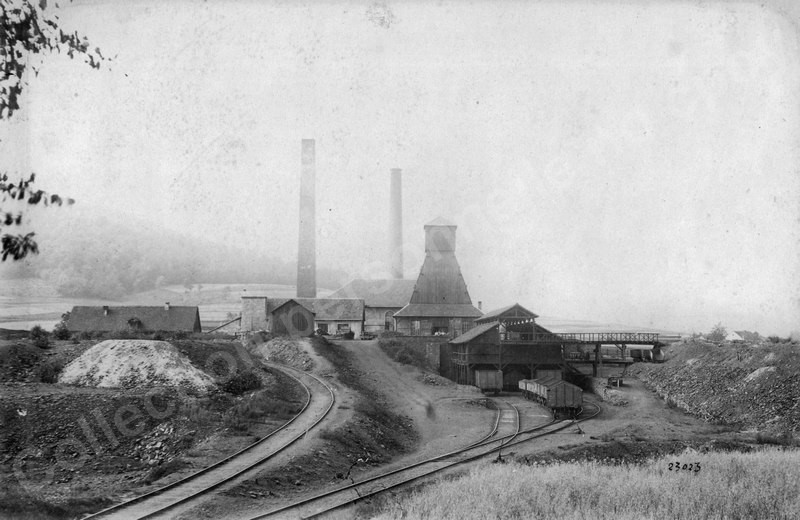
Le puits Notre-Dame dans les années 1880.
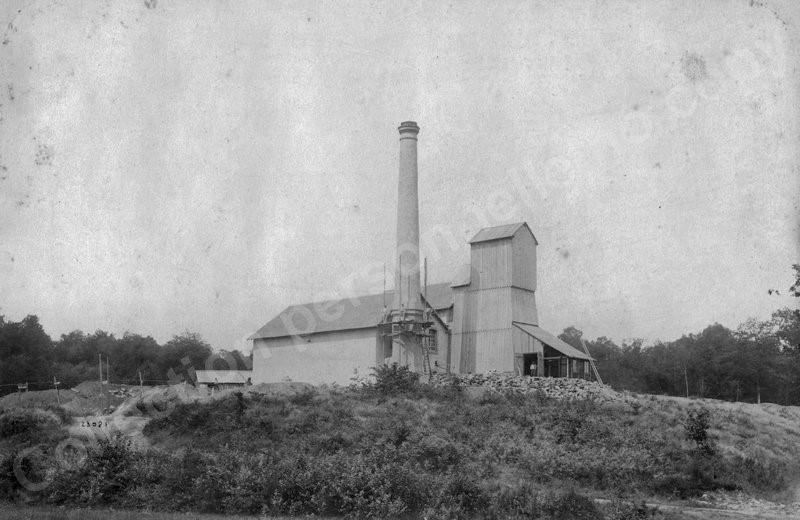
Le puits du Tonnet en fin de construction.

Lors de la nationalisation des mines en 1946, les puits en activité et la centrale thermique situés sur les communes voisines de Ronchamp et Magny-Danigon sont confiés à Électricité de France. Les affleurements situés dans les collines au nord de Ronchamp et Champagney sont de nouveaux exploités dès 1948. Après la fermeture en 1958, les sites miniers sont mis en sécurité, les infrastructures sont pour la plupart démolies et les ouvriers sont convertis à d'autres activités. Plus tard, un musée de la mine et deux associations sont créés à Ronchamp pour préserver la mémoire de ce passé minier ; plusieurs sites sont réaménagés pour devenir visitables.
Sous l’impulsion des mines, Champagney connaît une forte croissance démographique et économique tout au long du XIXe siècle, pendant la révolution industrielle. En 1866, la commune compte 4 260 habitants et plusieurs manufactures, tuileries, tanneries, huileries, scieries. Avec Ronchamp, Plancher-Bas et Plancher-les-Mines, elle forme alors une petite agglomération industrielle de 11 394 habitants constituée de quatre bourgs entourés de hameaux, et cités ouvrières ou minières.
Plusieurs usines sont en activité à Champagney dans la première moitié du XXe siècle : l'usine Ramondot (moulin à farine, puis usine de peintures et vernis en 1905 puis usine de petite métallurgie, décolletage en 1950 et affûtage en 1974, fermeture en 1998),, l'usine Corbin (usine de décolletage en 1897, puis fonderie en 1904, puis usine de petite métallurgie en 1936, fermeture en 1940), et l'usine Dorget-Mulfort (tissage entre 1910 et 1936).

Les usines de Champagney au début du XXe siècle.
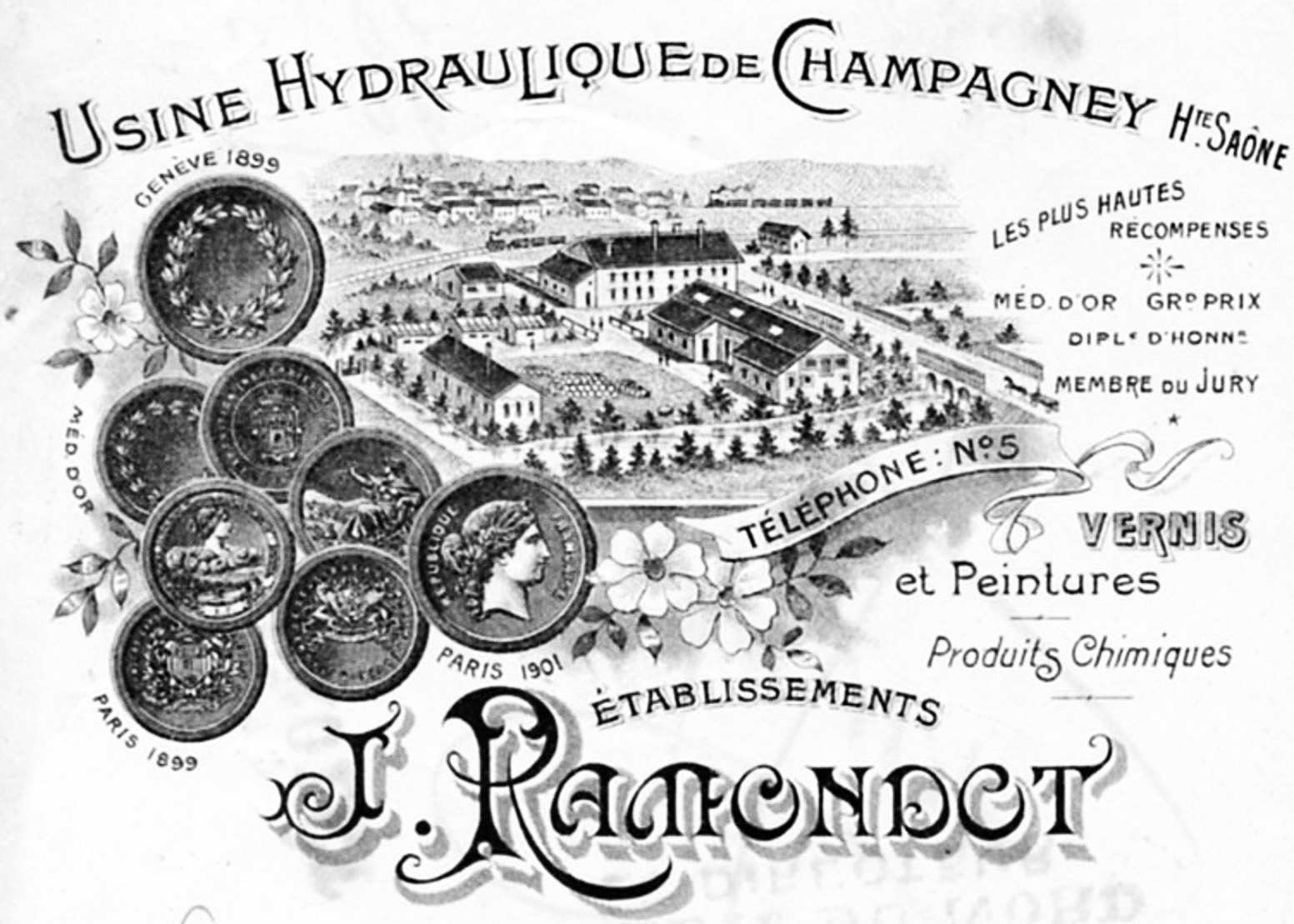
L'usine Ramondot.
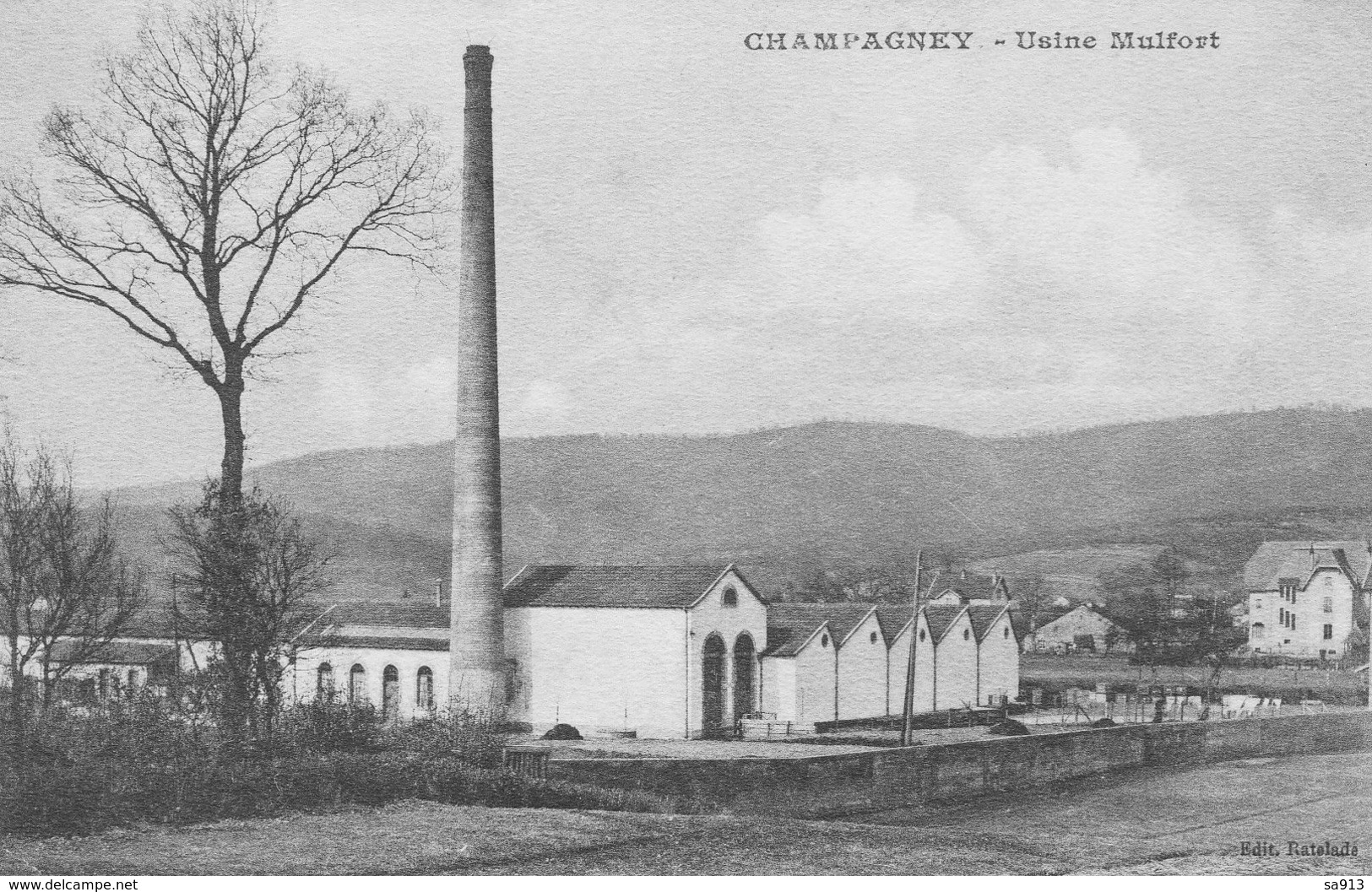
L'usine Dorget-Mulfort.
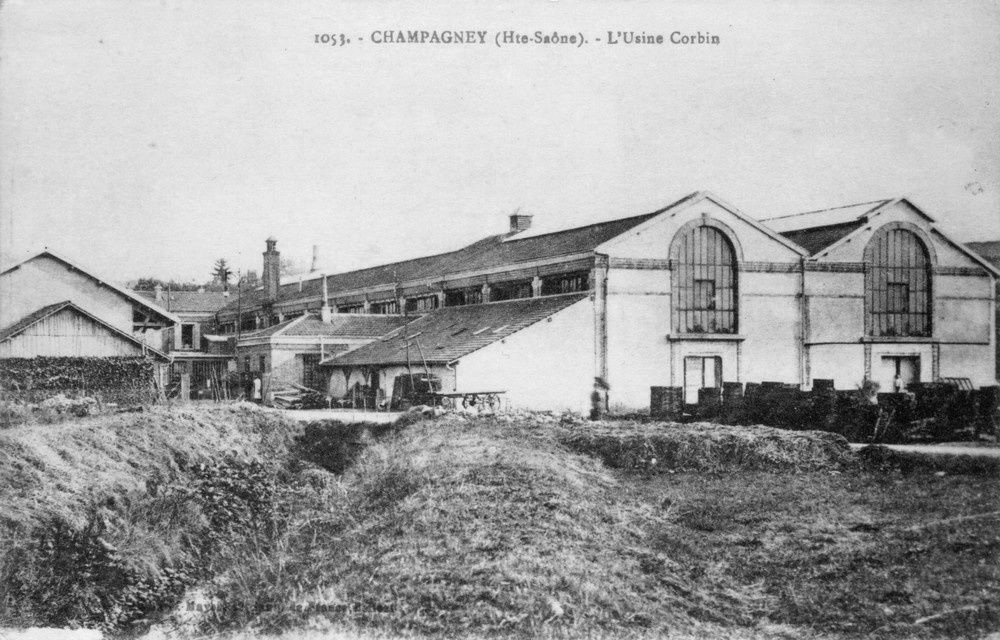
L'usine Corbin.
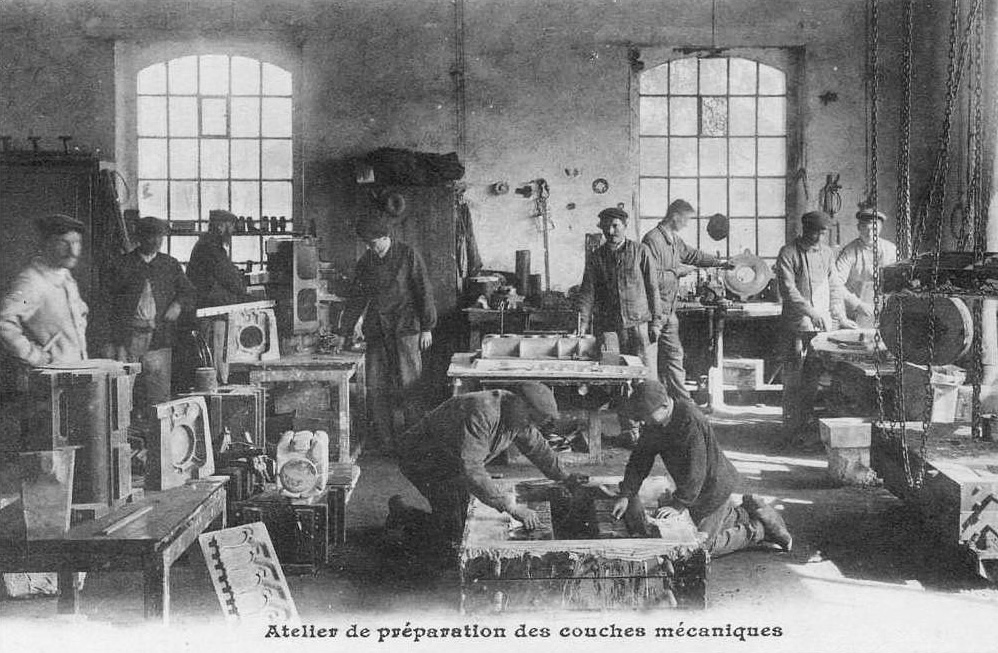
L'intérieur de l'usine Corbin.

### Occupation, Libération et reconstruction
Lors de l'exode de 1940, le 10e régiment du génie stationne à Champagney, le tissage Dorget désaffecté accueille le parc à matériel de la 8e armée. Une section d'aérostiers ont établis leurs campement à la fonderie Corbin.
Située depuis 1940 dans la zone occupée interdite au retour des réfugiés, Champagney subit une occupation douloureuse, les houillères sont contrôlées par l'occupant qui a besoin de charbon. La journée de travail passe ainsi à 8 heures 45 et les mineurs n'ont plus qu'un dimanche sur deux de repos. Les effectifs sont augmentés par des mineurs français démobilisés, des prisonniers de guerre et des jeunes recrutés pour le STO. Malgré ces mesures, la production décroît sans cesse et le rendement devient faible.
Entre la fin du mois d'août et le début du mois de septembre 1944, les troupes de la Wehrmacht se replient en empruntant la RN 19, réquisitionnant tous les véhicules possibles (bicyclettes, automobiles, calèches). La commune est également traversée par des troupes auxiliaires (Milice française, armée Vlassov, composée de Soviétiques ralliés au troisième Reich). Dans la débâcle, ces derniers sont craints à la fois par les habitants et par les soldats allemands pour leurs pillages. Le 20 septembre, le 2e corps d'armée arrive à hauteur de Champagney, mais sa progression est stoppée par la 19e armée commandée par le général Wiese qui verrouille la Trouée de Belfort.
Le 18 septembre 1944, alors que les soldats de la Wehrmacht s'emparaient de positions pour établir une ligne de résistance entre Ronchamp et Magny-Danigon pour freiner l'avancée des Alliés, le maquis du Chérimont, alors basés à Champagney reçoit l'ordre de rejoindre les troupes alliées à une vingtaine de kilomètres. Un accrochage a lieu au puits Arthur-de-Buyer. Fuyant vers les villages de Magny-Danigon et de Clairegoutte, une quarantaine de maquisards sont arrêtés, et huit sont emmenés pour un interrogatoire. Le reste des hommes est fusillé dos au cimetière de Magny-Danigon. Les huit jeunes hommes sont ramenés au cimetière afin d'y être fusillés du fait de l'interrogatoire stérile. Trois sont sortis des rangs (un est déporté), les cinq autres sont abattus.
La libération de Champagney dure 55 jours du 2 octobre au 19 novembre 1944, les avancées des troupes alliées stagnant après Ronchamp et Éboulet. Le village connaît des bombardements faisant 115 morts et 120 blessés chez les habitants ; 400 maisons sont détruites. Ce sont les soldats du 22e bataillon de marche nord-africain (22e BMNA) de la 1re DFL du général Brosset qui entrent les premiers dans Champagney,. Au hameau d'Éboulet, une place porte le nom de ce bataillon et une stèle est érigée en hommage aux 58 soldats du bataillon tués lors des combats avec les SS allemands entre le 29 septembre et le 3 octobre 1944 (36 étaient des tirailleurs ou des sous-officiers maghrébins et 22 des Français d'Afrique du Nord, de Corse ou de métropole).
La reconstruction commence juste avant le début de l'hiver et va durer une quinzaine d'années. Les tuiles des maisons en ruines étant réutilisées dans l'urgence pour mettre hors d'eau les bâtiments communaux, les familles doivent vivre dans une ou deux pièces de leurs maisons calfeutrées avec des planches et des matériaux de récupération. Progressivement, durant l'après-guerre, le territoire communal est déminé (des accidents surviennent tout de même) et les infrastructures sont remises en état. Un camp de prisonniers de guerre allemands est installé au Mont‑de‑Serre de 1945 à 1948. Ceux-ci travaillent sur place avec les habitants qui peuvent les employer contre une faible somme d'argent. Le 11 novembre 1948, la ville reçoit la croix de guerre 1939-1945 avec l'étoile d'argent.

### Depuis la Libération
Après la fermeture des mines en 1958, les sites miniers sont mis en sécurité, les infrastructures sont pour la plupart démolies et les ouvriers se tournent vers d'autres activités.
La Maison de la Négritude ouvre en 1971 dans l'ancien collège à l'initiative de René Simonin et qui retrace l'histoire de l'esclavage et son abolition. Les actuels locaux de Maison de la Négritude ont été inaugurés en 1995.
En 1980, la fermeture de la MagLum, implantée dans les anciens bureaux et ateliers des houillères en 1958 pour assurer une reconversion du bassin minier, déclenche un mouvement social. Le site est resté en grande partie en friche depuis cette date.
Le terril du puits Saint-Charles, devenu décharge pour une usine voisine, s'embrase de 1993 à 1994 en rejetant une épaisse fumée noire, causant la frayeur des populations locales.
En 2018, Champagney deviens une station verte.

## Politique et administration

### Rattachements administratifs et électoraux

Carte départementale représentant en rouge la communauté de communes Rahin et Chérimont.

Champagney se trouve dans l'arrondissement de Lure du département de la Haute-Saône, en région Bourgogne-Franche-Comté. Elle faisait historiquement partie, jusqu'en 2015, du canton de Champagney,.
La commune est membre depuis son origine de la communauté de communes Rahin et Chérimont, intercommunalité créée en 2003 et située dans le pays des Vosges Saônoises.
Enfin, Champagney relève de la deuxième circonscription de la Haute-Saône et depuis le redécoupage cantonal de 2014 en France, elle fait partie du canton d'Héricourt-1.

### Tendances politiques et résultats
Champagney est traditionnellement ancrée à gauche en raison de son passé minier et industriel. Comme dans d'autres bassins « ruralo-industriels », le vote FN se développe depuis l'élection présidentielle française de 2002.
Au référendum sur le traité constitutionnel pour l'Europe du 29 mai 2005, le pourcentage d'habitants qui ont voté contre la Constitution européenne est de 75,78 %, alors qu'il est de 54,67 % pour la France.
À l'élection présidentielle française de 2007, le premier tour donne un score serré entre Nicolas Sarkozy (UMP) avec 23,43 %, Jean-Marie Le Pen (FN) avec 22,46 % et Ségolène Royal (PS) avec 22,07 %. Au second tour, Nicolas Sarkozy reste en tête avec 52,78 %. À l'élection présidentielle française de 2012, le premier tour voit Marine Le Pen (FN) arriver en tête avec 34,24 % des suffrages exprimés, suivie de François Hollande (PS) qui totalise 25,02 %. Au second tour, François Hollande obtient 55,46 % des suffrages exprimés contre 44,54 % pour Nicolas Sarkozy.
Lors de l'élection présidentielle française de 2017, le premier tour voit se démarquer Marine Le Pen (FN) avec 39,90 %. Au second tour, cette dernière récolte 59,90 % des votes contre 40,10 % pour Emmanuel Macron (EM) qui remporte l'élection à l'échelle nationale.

### Administration municipale

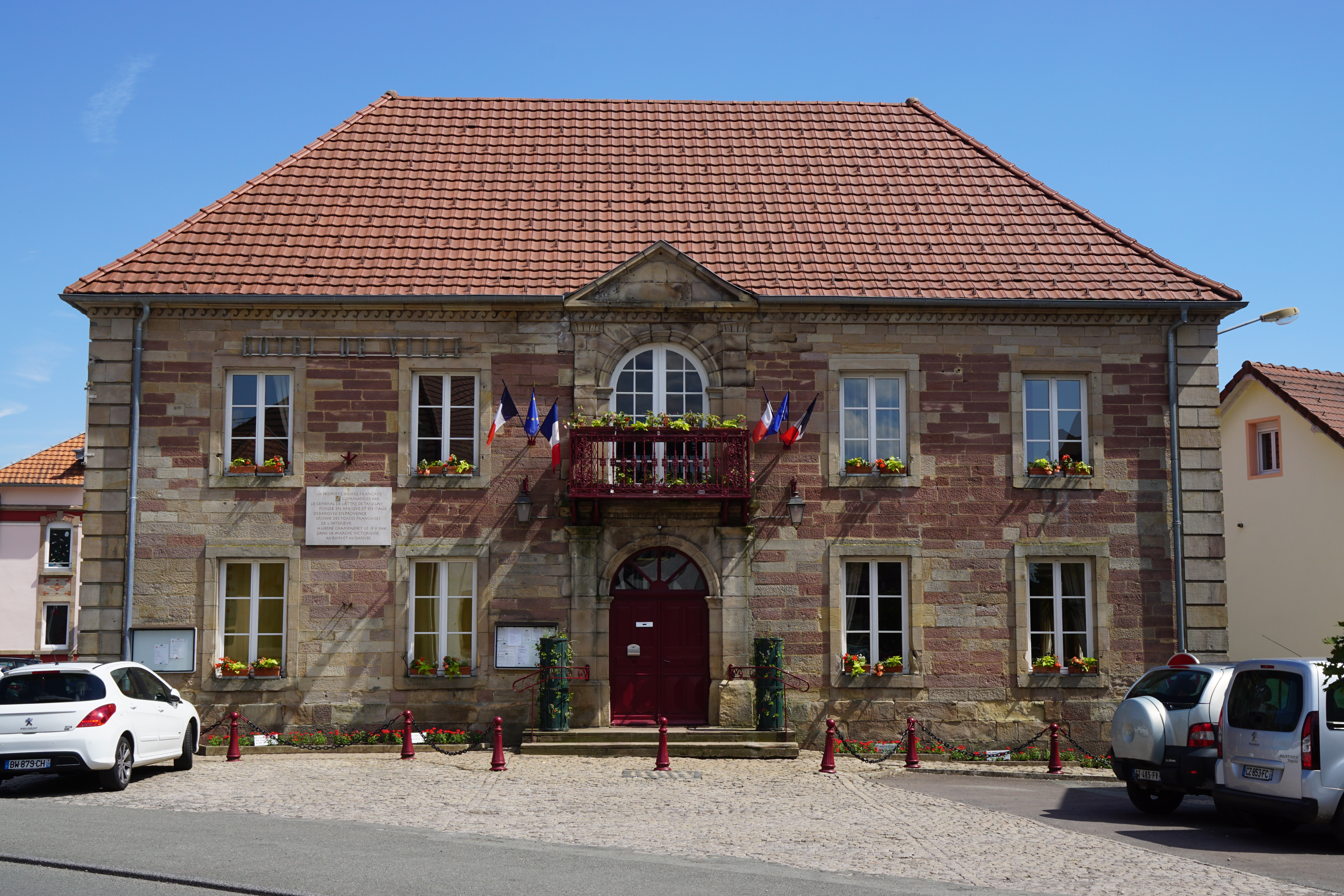
La mairie.

Le nombre d'habitants au dernier recensement étant compris entre 3 500 et 4 999, le nombre de membres du conseil municipal est de 27.

### Liste des maires

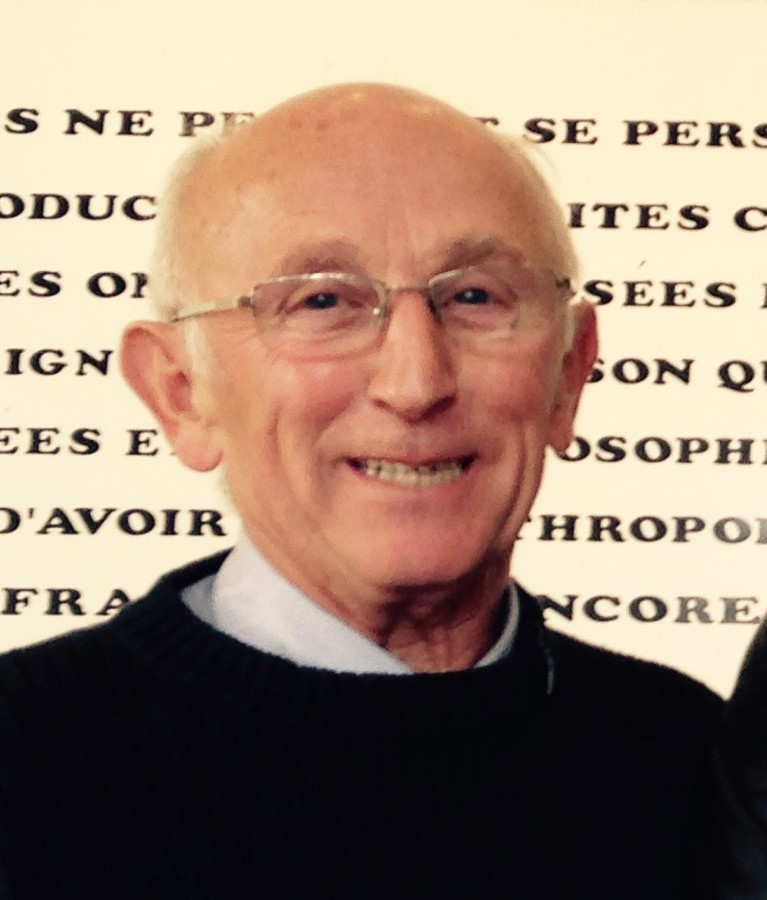
Gérard Poivey, maire de 1989 à 2015.

| Période | Période | Identité               | Étiquette | Qualité |
| ------- | ------- | ---------------------- | --------- | ------- |
| 1256    |         | Vauthier Progresse     |           |         |
| 1307    |         | Colin de Châlonvillars |           |         |
| 1572    |         | Thiébaud Claire        |           |         |
| 1700    | 1717    | Laurent Vergnedroye    |           |         |
| 1717    |         | Laurent Pequigney      |           |         |
| 1722    | 1725    | Claude Didier          |           |         |
| 1767    | 1784    | Pierre Vergnedroye     |           |         |
| 1788    | 1790    | Bonaventure Taiclet    |           |         |

| Période        | Période                   | Identité               | Étiquette   | Qualité |
| -------------- | ------------------------- | ---------------------- | ----------- | --- |
| 1791           | 1792                      | François Burcey        |             | |
| 1792           | 1811                      | Joseph Burcey          |             | |
| 1811           | 1813                      | Claude Arsène Didier   |             | |
| 1813           | 1814                      | M. Moton               |             | |
| 1814           | 1814                      | Pierre-Laurent Lacour  |             | |
| 1814           | 1815                      | Pierre-Laurent Taiclet |             | |
| 1815           |                           | Pierre-Laurent Lacour  |             | |
| 1829           | 1848                      | Jean-Baptiste Taiclet  |             | |
| août 1860      | juin 1861                 | Claude Cardot          |             | |
| juin 1861      |                           | Jean-François Mathey   |             | |
| mai 1884       | mai 1896                  | Théophile Tugnot       |             | |
| mai 1896       | septembre 1903            | Jules Pezet            |             | Démissionnaire |
| septembre 1903 | mai 1904                  | Jules Piguet           |             | |
| mai 1904       | décembre 1919             | Jules Décey            | Républicain | Instituteur à la retraite |
| décembre 1919  | mai 1929                  | Hippolyte Simonin      | SFIO        | |
| mai 1929       | avril 1930                | Henri Roth             | SFIO        | Industriel Démissionnaire |
| avril 1930     | juillet 1933              | Marcel Labbaye         | SFIO        | Marchand de vin |
| juillet 1933   | mars 1945                 | Jules Taiclet          | SFIO        | Mineur aux houillères de Ronchamp |
| mars 1945      | décembre 1945             | Gilbert Gillet         |             | |
| décembre 1945  | décembre 1946             | Marius Olivier         |             | |
| décembre 1946  | octobre 1947              | Henri Roth             | SFIO        | |
| octobre 1947   | février 1951              | Paul Jacquot           | SFIO        | |
| février 1951   | mars 1965                 | Jules Taiclet          | SFIO        | Mineur aux houillères de Ronchamp puis éleveur |
| mars 1965      | décembre 1968             | Aimé Cachot            | DVG         | |
| décembre 1968  | mars 1989                 | Eugène Coppey          | DVG, MRG    | Conseiller général de Champagney (1972 → 1985) |
| mars 1989      | mai 2015                  | Gérard Poivey          | PRG         | Agriculteur Conseiller général de Champagney (2004 → 2015) Vice-Président du Conseil Général[Quand ?] Démissionnaire                                                                       |
| juin 2015      | En cours (au 26 mai 2020) | Marie-Claire Faivre    | PRG-MRSL    | Conseillère départementale d'Héricourt-1 (2015 →) Vice-présidente du conseil départemental (2015 → ) Vice-présidente de la CC Rahin et Chérimont (2014 → ) Réélue pour le mandat 2020-2026 |

### Finances locales
En 2015, les finances de la commune étaient constituées ainsi :
- total des produits de fonctionnement : 2 337 000 €, soit 601 € par habitant ;
- total des charges : 2 012 000 €, soit 517 € par habitant ;
- total des ressources d’investissement : 711 000 €, soit 183 € par habitant ;
- total des emplois d’investissement : 518 000 €, soit 133 € par habitant ;
- endettement : 2 740 000 €, soit 705 € par habitant.

Avec les taux de fiscalité suivants :
- taxe d'habitation : 8,44 % ;
- taxe foncière sur le bâti : 8,57 % ;
- taxe foncière sur les propriétés non bâties : 67,19 % ;
- taxe additionnelle à la taxe foncière sur les propriétés non bâties : 0,00 % ;
- cotisation foncière des entreprises : 0,00 %.

### Politique environnementale
La commune est le siège du syndicat intercommunal d'alimentation des eaux potables de Champagney (SI AEP), qui alimente 16 communes membres : Ronchamp, Plancher-Bas, Plancher-les-Mines, Frahier-et-Chatebier, Châlonvillars, Mandrevillars, Errevet, Échavanne, Échenans, Luze, Chagey, Couthenans, Chenebier, Tavey, Laire et Brevilliers mais aussi des communes clientes non membres comme Héricourt,.
En mai 2018, une borne de recharge pour véhicules électriques est installée sur le parking de la mairie par le Syndicat intercommunal d’énergie du département de la Haute-Saône (SIED 70).
La communauté de communes Rahin et Chérimont, à laquelle appartient Champagney, est membre du Syndicat intercommunal de collecte et de traitement des ordures ménagères (SICTOM) de la zone sous-vosgienne, basé à Étueffont. La communauté de communes Rahin et Chérimont assure la gestion de la politique environnementale de Champagney, dont entre autres la mise en place et le suivi d’un service public d’assainissement non collectif.

### Jumelages
Au 17 avril 2020, Champagney n'a signé aucun jumelage.

## Population et société

### Démographie

#### Évolution démographique
L'évolution du nombre d'habitants est connue à travers les recensements de la population effectués dans la commune depuis 1700. Pour les communes de moins de 10 000 habitants, une enquête de recensement portant sur toute la population est réalisée tous les cinq ans, les populations de référence des années intermédiaires étant quant à elles estimées par interpolation ou extrapolation. Pour la commune, le premier recensement exhaustif entrant dans le cadre du nouveau dispositif a été réalisé en 2004.

En 2022, la commune comptait 3 674 habitants, en évolution de −3,54 % par rapport à 2016 (Haute-Saône : −1,4 %, France hors Mayotte : +2,11 %).
| 1700 | 1766  | 1793  | 1800  | 1806  | 1821  | 1831  | 1836  | 1841  |
| ---- | ----- | ----- | ----- | ----- | ----- | ----- | ----- | ----- |
| 300  | 1 200 | 2 080 | 1 968 | 2 118 | 2 088 | 3 192 | 3 032 | 3 000 |

| 1846  | 1851  | 1856  | 1861  | 1866  | 1872  | 1876  | 1881  | 1886  |
| ----- | ----- | ----- | ----- | ----- | ----- | ----- | ----- | ----- |
| 3 017 | 3 328 | 3 410 | 3 590 | 4 260 | 4 292 | 4 356 | 4 114 | 4 327 |

| 1891  | 1896  | 1901  | 1906  | 1911  | 1921  | 1926  | 1931  | 1936  |
| ----- | ----- | ----- | ----- | ----- | ----- | ----- | ----- | ----- |
| 4 164 | 4 012 | 4 090 | 4 087 | 3 834 | 3 394 | 3 547 | 3 284 | 3 300 |

| 1946  | 1954  | 1962  | 1968  | 1975  | 1982  | 1990  | 1999  | 2004  |
| ----- | ----- | ----- | ----- | ----- | ----- | ----- | ----- | ----- |
| 2 639 | 2 904 | 2 851 | 2 912 | 3 068 | 3 275 | 3 283 | 3 310 | 3 501 |

| 2006  | 2009  | 2014  | 2019  | 2022  | - | - | - | - |
| ----- | ----- | ----- | ----- | ----- | - | - | - | - |
| 3 552 | 3 728 | 3 797 | 3 745 | 3 674 | - | - | - | - |

Évolution de l'effectif et de l’exploitation charbonnière aux puits de Ronchamp.

Entre le XIXe siècle et le milieu du XXe siècle, la courbe démographique de Champagney est directement liée aux effectifs et à la production de houille des mines, notamment lors des pics de 1876 et 1886, année pendant laquelle l'effectif des houillères atteint son maximum avec 1 600 ouvriers.

#### Pyramide des âges
En 2018, le taux de personnes d'un âge inférieur à 30 ans s'élève à 32,3 %, soit au-dessus de la moyenne départementale (31,7 %). À l'inverse, le taux de personnes d'âge supérieur à 60 ans est de 27,6 % la même année, alors qu'il est de 29,7 % au niveau départemental.
En 2018, la commune comptait 1 886 hommes pour 1 880 femmes, soit un taux de 50,08 % d'hommes, légèrement supérieur au taux départemental (49,23 %).
Les pyramides des âges de la commune et du département s'établissent comme suit.
| Hommes | Classe d’âge | Femmes |
| ------ | ------------ | ------ |
| 0,1    | 90 ou +      | 0,8    |
| 7,5    | 75-89 ans    | 9,6    |
| 17,5   | 60-74 ans    | 19,7   |
| 22,2   | 45-59 ans    | 20,8   |
| 19,0   | 30-44 ans    | 18,2   |
| 14,4   | 15-29 ans    | 13,0   |
| 19,3   | 0-14 ans     | 17,9   |

| Hommes | Classe d’âge | Femmes |
| ------ | ------------ | ------ |
| 0,7    | 90 ou +      | 1,9    |
| 8      | 75-89 ans    | 10,6   |
| 19,9   | 60-74 ans    | 20,4   |
| 21,4   | 45-59 ans    | 20,8   |
| 17,2   | 30-44 ans    | 16,7   |
| 15,3   | 15-29 ans    | 13,5   |
| 17,5   | 0-14 ans     | 16,1   |

### Enseignement
La commune dépend de l'académie de Besançon.
Champagney possède des écoles maternelles et primaires publiques et accueille le collège Victor-Schœlcher. Pour la scolarisation des lycéens, le lycée Georges-Colomb de Lure est l'établissement privilégié.
En ce qui concerne les études supérieures, les établissements les plus proches sont situés dans l'aire urbaine de Belfort-Montbéliard et à Vesoul.

L'entrée du collège.
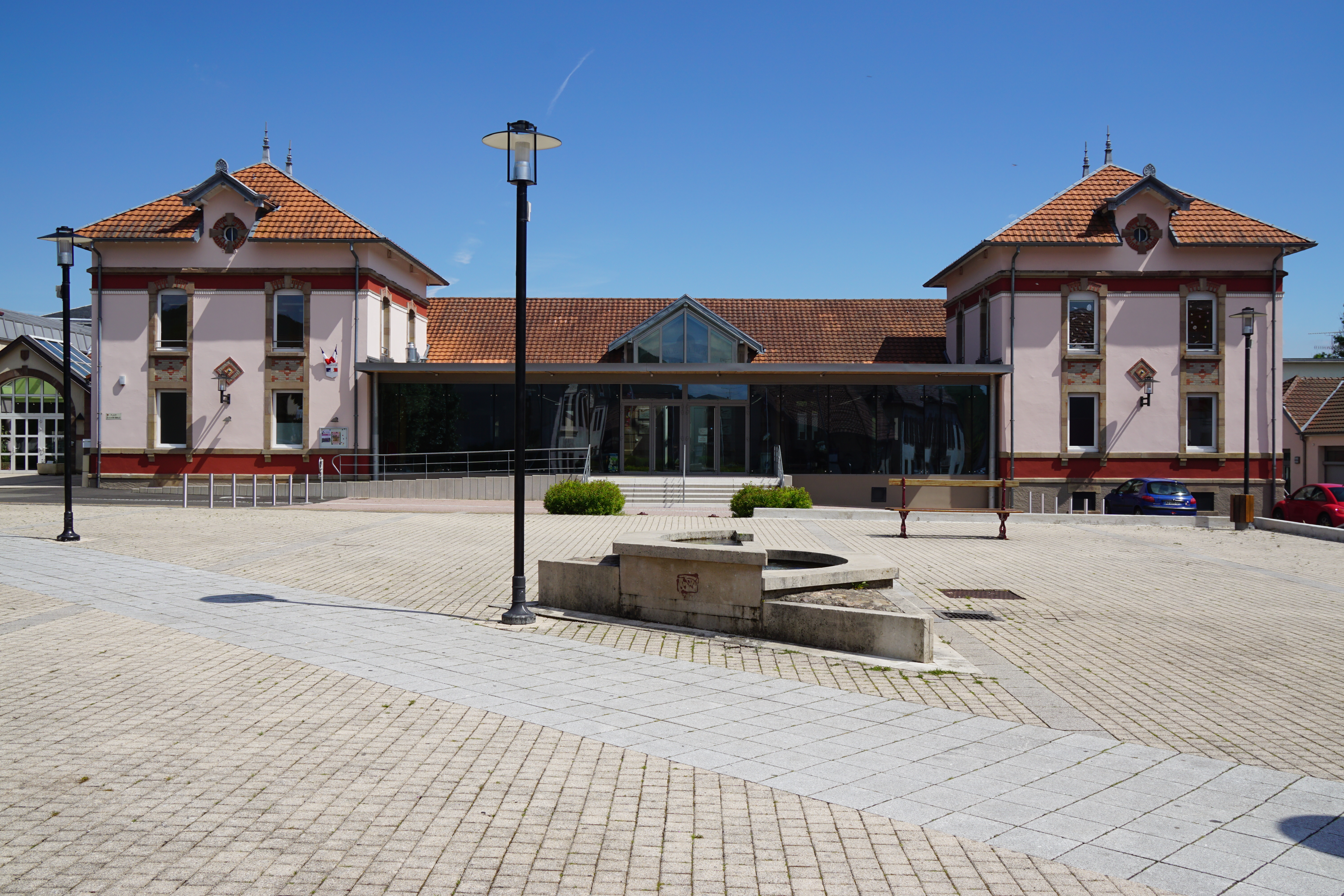
L'école du centre.

### Santé et sécurité

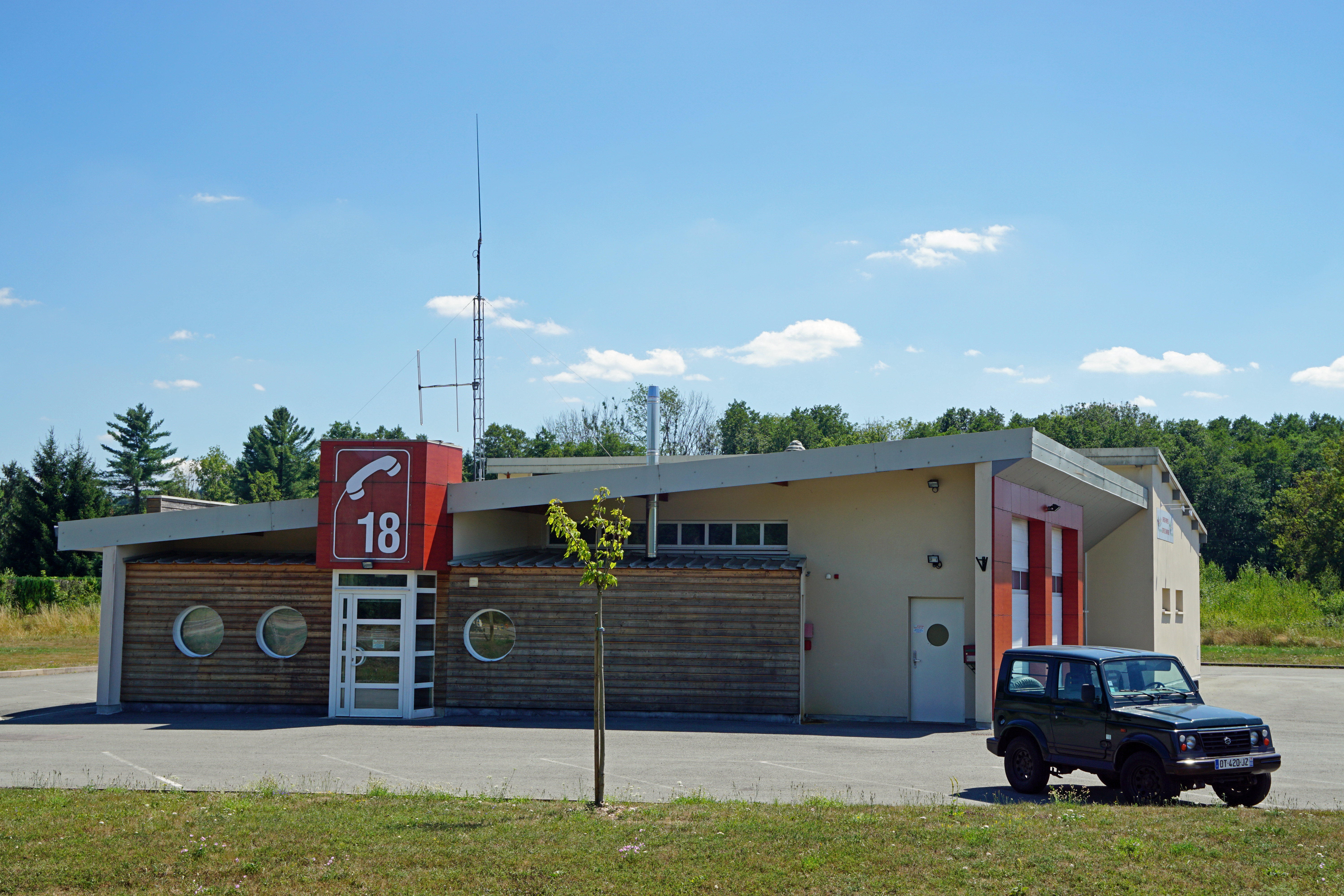
La caserne des pompiers.

Champagney est équipé d'une caserne de pompiers et d'une brigade de gendarmerie.
Sur le territoire communal se trouvent en 2017 deux médecins généralistes, une pharmacie, des infimières, un dentiste et un kinésithérapeute.
Concernant les services hospitaliers, l'hôpital le plus proche de Champagney est celui de Lure, mais il est de plus en plus désinvesti par les services publics au profit de celui de Vesoul, principal site du groupe hospitalier de la Haute-Saône. Par ailleurs, l'hôpital Nord Franche-Comté, situé à Trévenans entre Belfort et Montbéliard, est facilement accessible depuis Ronchamp.

### Services et équipements publics
La commune de Champagney possède une salle des fêtes, une bibliothèque-médiathèque, un bureau de poste et une Maison de services au public (MSAP),.
Les autres services publics sont disponibles à Lure, où l'on trouve notamment la sous-préfecture, les services sociaux locaux du Conseil départemental et une de ses antennes techniques routières, Pôle emploi, EDF, les services fiscaux et cadastraux et un tribunal de proximité.

### Instances administratives et judiciaires
La commune de Champagney dépend du tribunal judiciaire de Vesoul, du tribunal de proximité de Lure, du tribunal de commerce de Vesoul, du tribunal paritaire des baux ruraux de Lure, du conseil de prud'hommes de Lure et de la cour d'assises de Vesoul. De plus, la ville est dépendante du tribunal administratif et de la cour d'appel de Besançon ainsi que de la cour administrative d'appel de Nancy,.

### Sports
La commune est dotée d'un complexe sportif à La Bouverie. Il se compose d'un gymnase accolé au collège, d'un stade de football, d'un court de tennis et d'un skatepark fréquentés par différents clubs sportifs.
L'union sportive de Champagney aura été le dernier club du village proprement dit. Le club de football regroupe maintenant les anciens clubs de Ronchamp, Champagney et Plancher. Il a pris nom « Football-Club du Pays Minier » et joue sur les stades Frossard de Ronchamp, de la Bouverie à Champagney et de la Chevestraye à Plancher-Bas.
En 2021, la communauté de communes Rahin et Chérimont missionne un cabinet d'étude pour la création d'un nouveau complexe sportif au niveau du carrefour giratoire l'entrée occidentale du bourg-centre. Le projet comprend un terrain de football en herbe synthétique de 15 000 m2, quatre vestiaires, un club-house, une piste d’athlétisme de 200 mètres en enrobé, un garage et un local de stockage du matériel. Il est conçu pour le FC Pays Minier mais possède une vocation multidisciplinaire et multi-club. Les travaux démarrent en 2023 pour un coût de 702 225 €,.

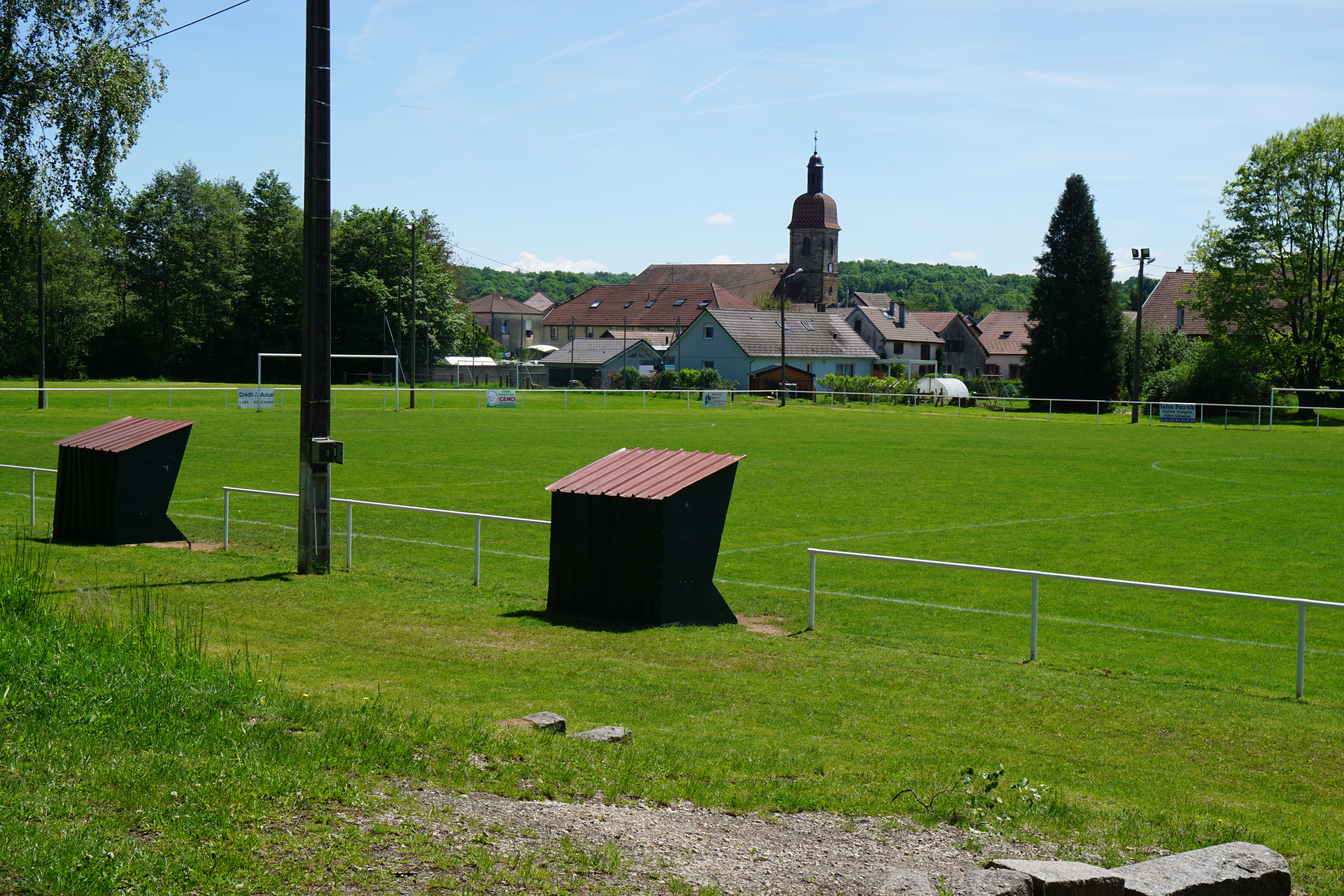
Le terrain de football.
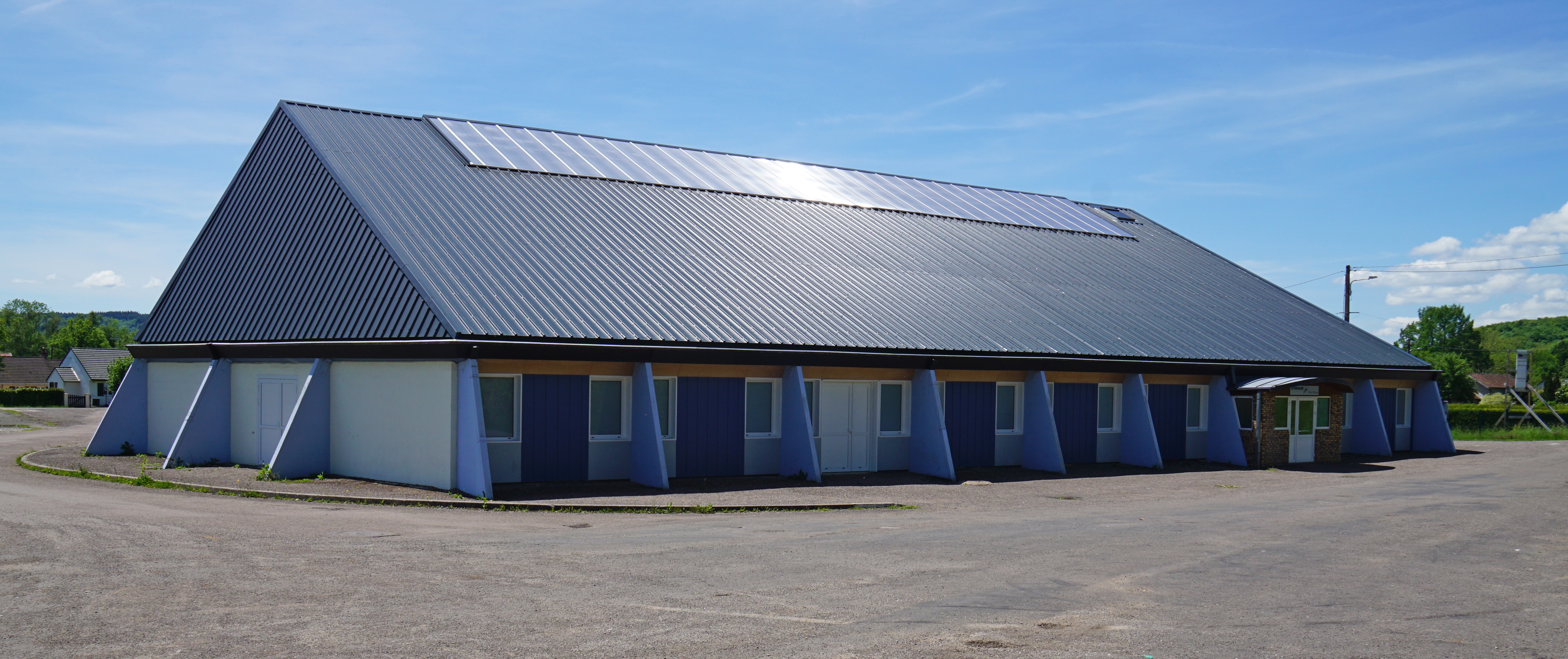
Le gymnase.
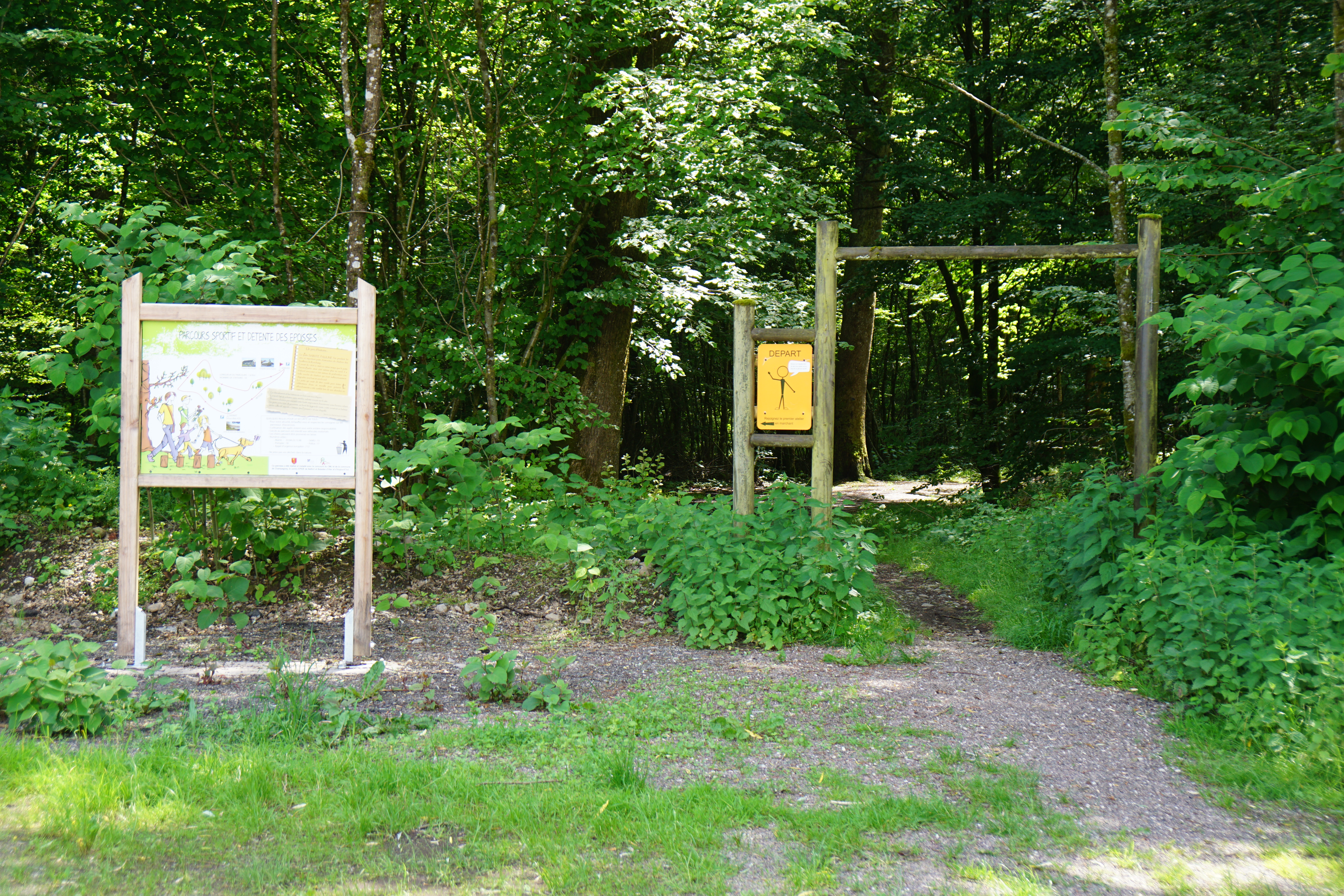
Le début du parcours de santé.

### Médias
La presse écrite est représentée par le quotidien régional L'Est républicain ainsi que par le journal hebdomadaire Les Affiches de la Haute-Saône. La ville est couverte par les programmes de France 3 Franche-Comté. Elle bénéficie d'un réseau 4G dans sa partie urbanisée.

### Cultes

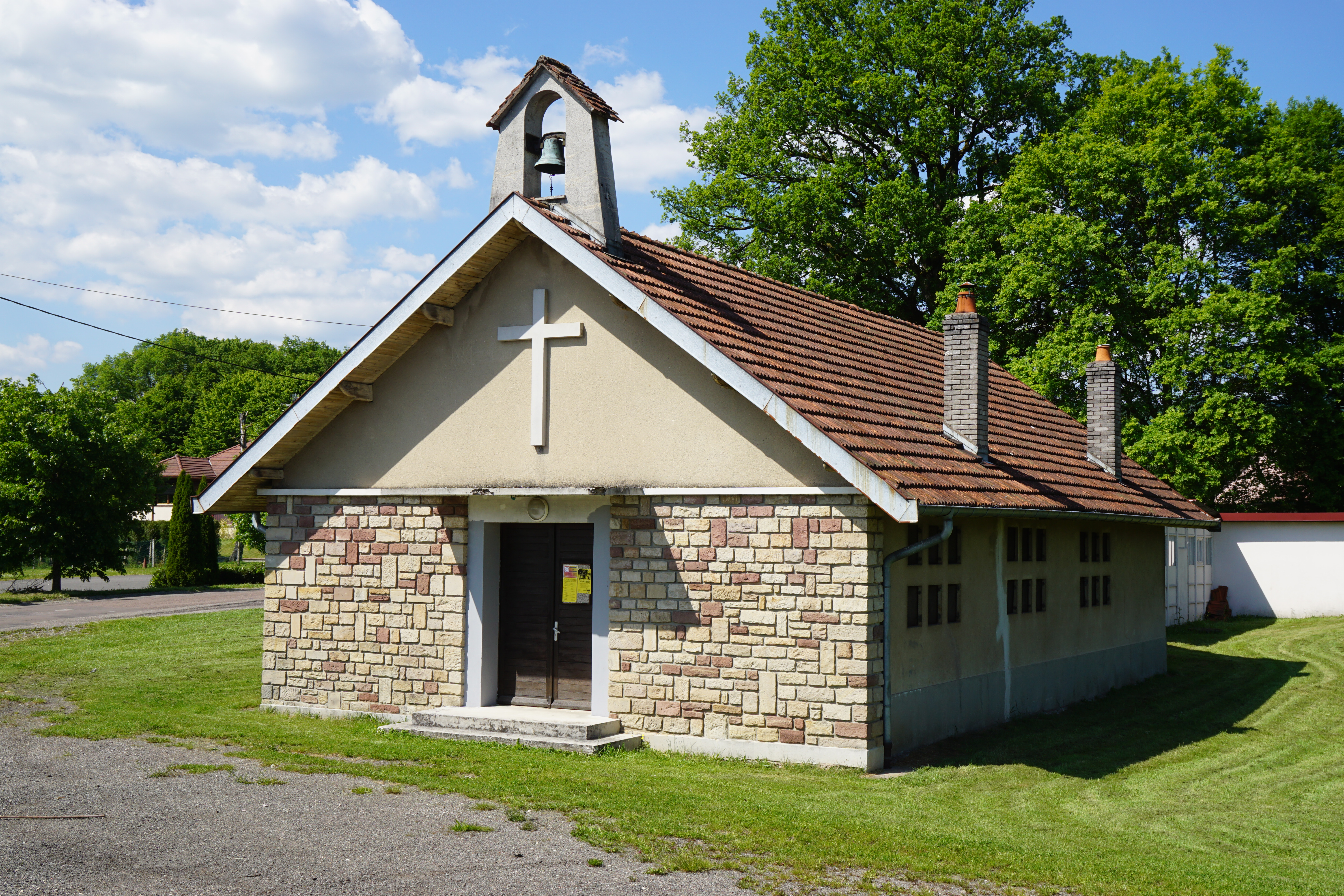
La chapelle Sainte-Pauline.

La commune est au centre de l'unité pastorale de Champagney, faisant partie du doyenné de Lure, qui dépend de l'archidiocèse de Besançon. Deux lieux de culte catholiques sont recensés dans la commune : la chapelle Sainte-Pauline et l'église Saint-Laurent,.
Concernant d'autres religions, les lieux de cultes les plus proches sont les temples de Magny-Danigon et Clairegoutte pour les protestants, la synagogue de Belfort pour les juifs et la mosquée de Lure pour les musulmans.

## Économie

### Revenus de la population et fiscalité
En 2016, 45 % des foyers fiscaux de Champagney étaient imposables. La même année, le revenu fiscal médian par ménage était de 20 157 € au-dessus de la moyenne départementale de 19 747 €.

### Emploi
En 2016, la population âgée de 15 à 64 ans s'élevait à 2 288 personnes, parmi lesquelles on comptait 74,2 % d'actifs dont 64,3 % ayant un emploi et 9,9 % de chômeurs contre 7,4 % en 2011.
On comptait 694 emplois dans la zone d'emploi, contre 635 en 2011. Le nombre d'actifs ayant un emploi résidant dans la zone d'emploi étant de 1 494, l'indicateur de concentration d'emploi est de 46,5.
Le taux d'activité parmi les 15 ans ou plus a atteint 57,3 % en 2013.

### Entreprises et secteurs d'activité
L'activité communale est essentiellement orientée vers l'agriculture (polyélevage) et l'exploitation forestière. Au 31 décembre 2015, la commune de Champagney comptait 209 établissements dont 17 dans l'agriculture, 20 dans l'industrie, 39 dans la construction, 103 dans le commerce-transports-services divers et 35 relatifs au secteur administratif. En 2018, quinze entreprises ont été créées à Champagney dont treize sous le régime auto-entrepreneur.
La ville dépend économiquement des deux centres urbains de Lure et de l'agglomération d'Héricourt-Belfort-Montbéliard (27 à 48 % de la population travaille dans ces deux dernières villes en 2004). Ces deux pôles offrent de nombreux emplois et sont rapidement accessibles par une voie express depuis Ronchamp, on y trouve les usines d'Alstom et de Stellantis notamment dont l'économie régionale dépend fortement. L'INSEE rattache le village au bassin de vie de Champagney - Ronchamp. Le bassin d'emploi de Ronchamp et Champagney est marqué par des pertes d'emplois à la fin du XXe siècle et au début du XXIe siècle.
La société Gestamp Automocion possède un atelier de découpage et d'emboutissage de pièces automobiles à Champagney. Celui-ci emploie 88 salariés en 2014,. L'usine est implanté dans une zone d'activité créée par la communauté de communes Rahin et Chérimont au milieu des années 2000, l'ancien site était établi à Ronchamp (ex-filature et ex-MagLum).

## Culture locale et patrimoine

Localisation des lieux touristiques et culturel :
: ballastières ;
: digue du bassin de Champagney ;
: tunnel du Chérimont ;
: église Saint-Laurent ;
: la Maison de la Négritude.

### Patrimoine architectural
La commune compte quinze objets protégés au titre des monuments historiques ainsi que six lieux et monuments recensés à l'inventaire général du patrimoine culturel.

#### Église Saint-Laurent

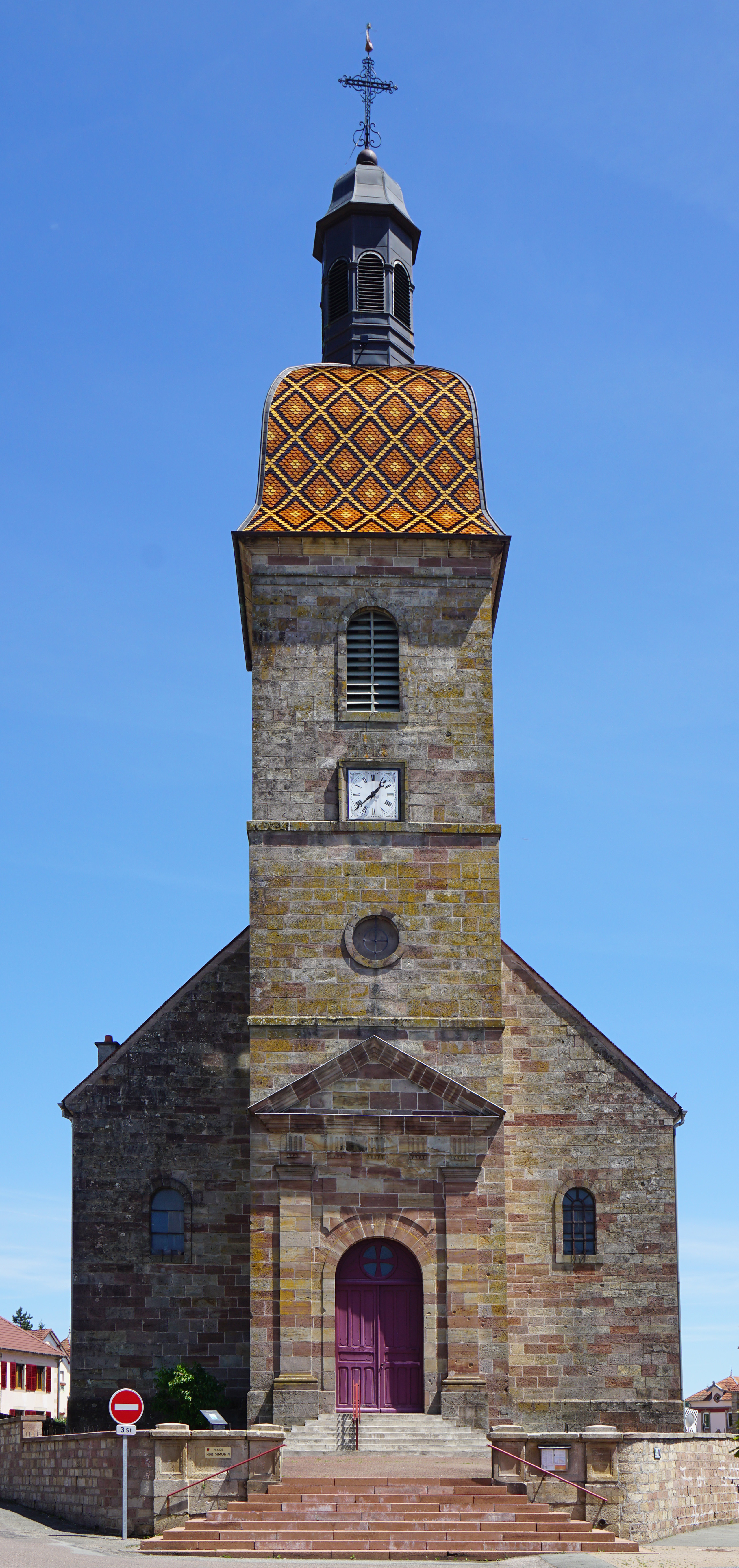
Façade du clocher comtois et du carillon.

L'église de Champagney est l'une des neuf plus anciennes églises du département de la Haute-Saône. Elle est construite entre 1785 et 1788 et de style baroque comtois. Placée sous le patronage de saint Laurent, martyr, elle reçoit la visite du roi Louis XIV le 21 juin 1683. Elle est restaurée par le service des monuments historiques en 1977.
À gauche, sous le porche, se trouve une plaque rappelant la visite du Roi-Soleil. L'inscription latine dit : « Le roi Louis XIV a passé à Champagney la nuit du 21 juin 1683 avec la reine. Celle-ci a donné 30 pièces d'or à cette église afin qu'avec cet argent une lampe brûle perpétuellement dans le sanctuaire. Cette pierre a été placée par ordre du roi. ».
La nef est supportée par des colonnes de grès vosgien. Au fond se trouve l'autel du XVIIIe siècle, la chaire et des stalles de même époque qui sont classées à titre objet des monuments historiques. L'édifice est surmonté d'un clocher de style comtois abritant un carillon de 35 cloches (31 fixes et quatre de volées). Ce carillon est restauré au début du XXIe siècle.

L'église Saint-Laurent.
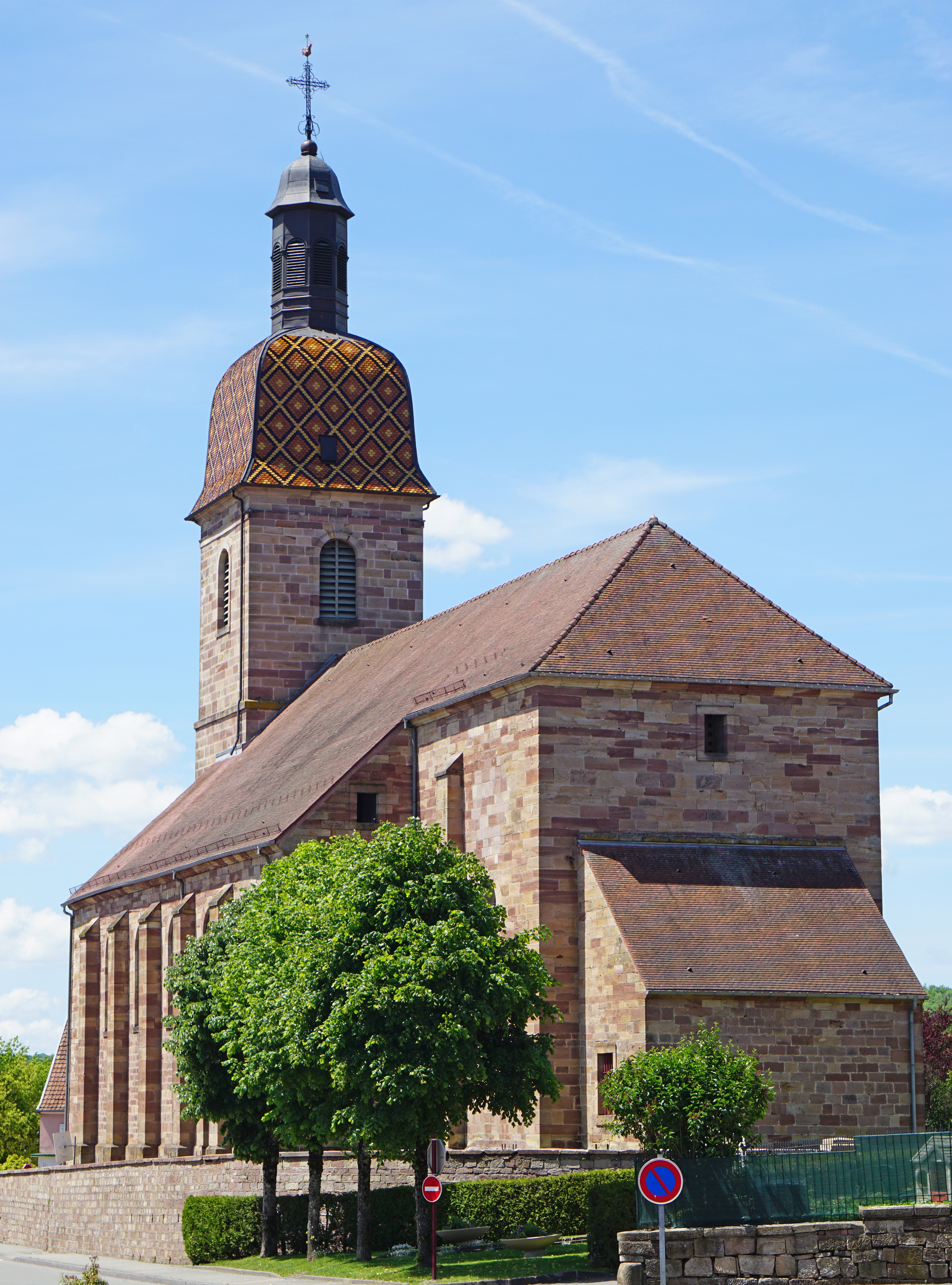
Arrière.
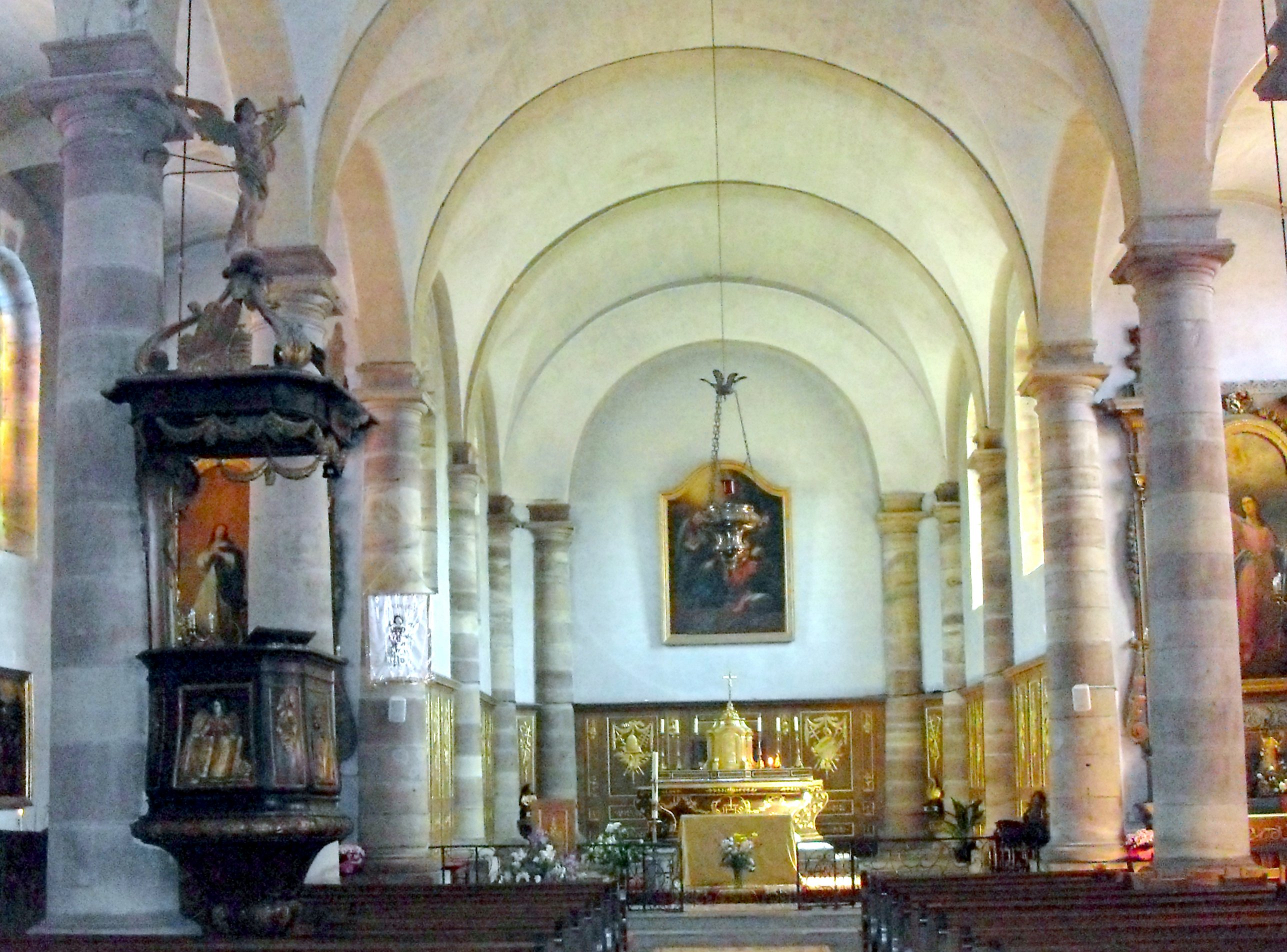
Intérieur.

#### Maison de la négritude et des droits de l'homme

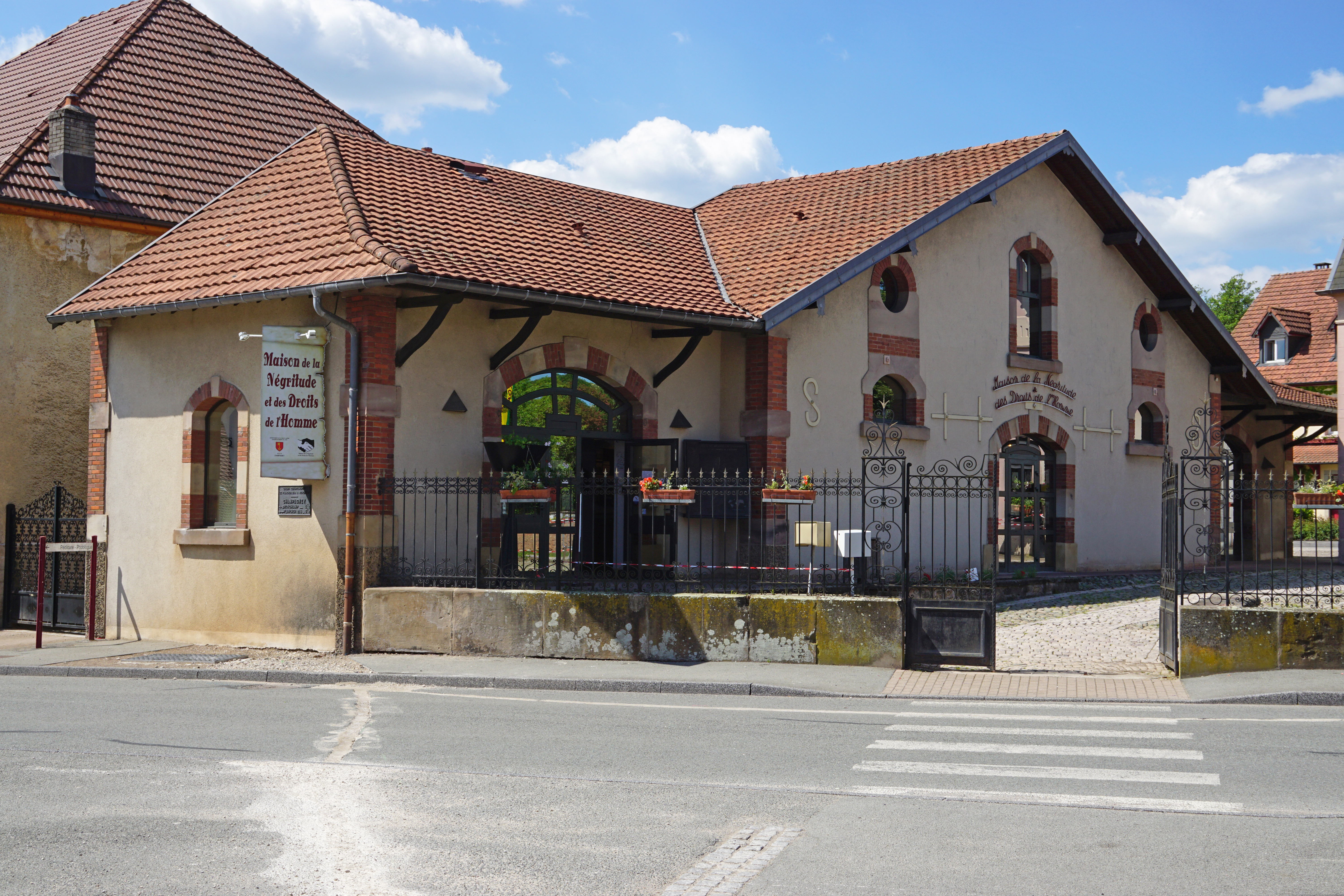
La Maison de la Négritude et des droits de l'homme.

Champagney fut l'une des premières communautés villageoises françaises à condamner l'esclavage. L'article 29 de son cahier de doléances, dit Vœu de Champagney, pour la convocation des États généraux de 1789 condamne l'esclavage des Noirs et en demande son abolition. Les habitants de Champagney auraient entendu parler de cette pratique par Jacques-Antoine Priqueler, garde du corps de Louis XVI en congé dans son village natal.
En souvenir de cet acte et à l'initiative de René Simonin, la ville ouvre en 1971 un musée dit Maison de la Négritude qui retrace l'histoire de l'esclavage et son abolition. Ce musée a été parrainé par Léopold Sédar Senghor, à l'époque président de la République du Sénégal.

#### Le canal et le tunnel du Chérimont
La commune possède une section inachevée du canal de la Haute-Saône comportant l'écluse du Beuveroux, un port d'attente (étang Déchaudé) et le tunnel du Chérimont (1 330 m) creusé entre 1884 et 1897,.
Cet ensemble est mis en valeur par un sentier pédestre de l'office de tourisme Rahin et Chérimont.

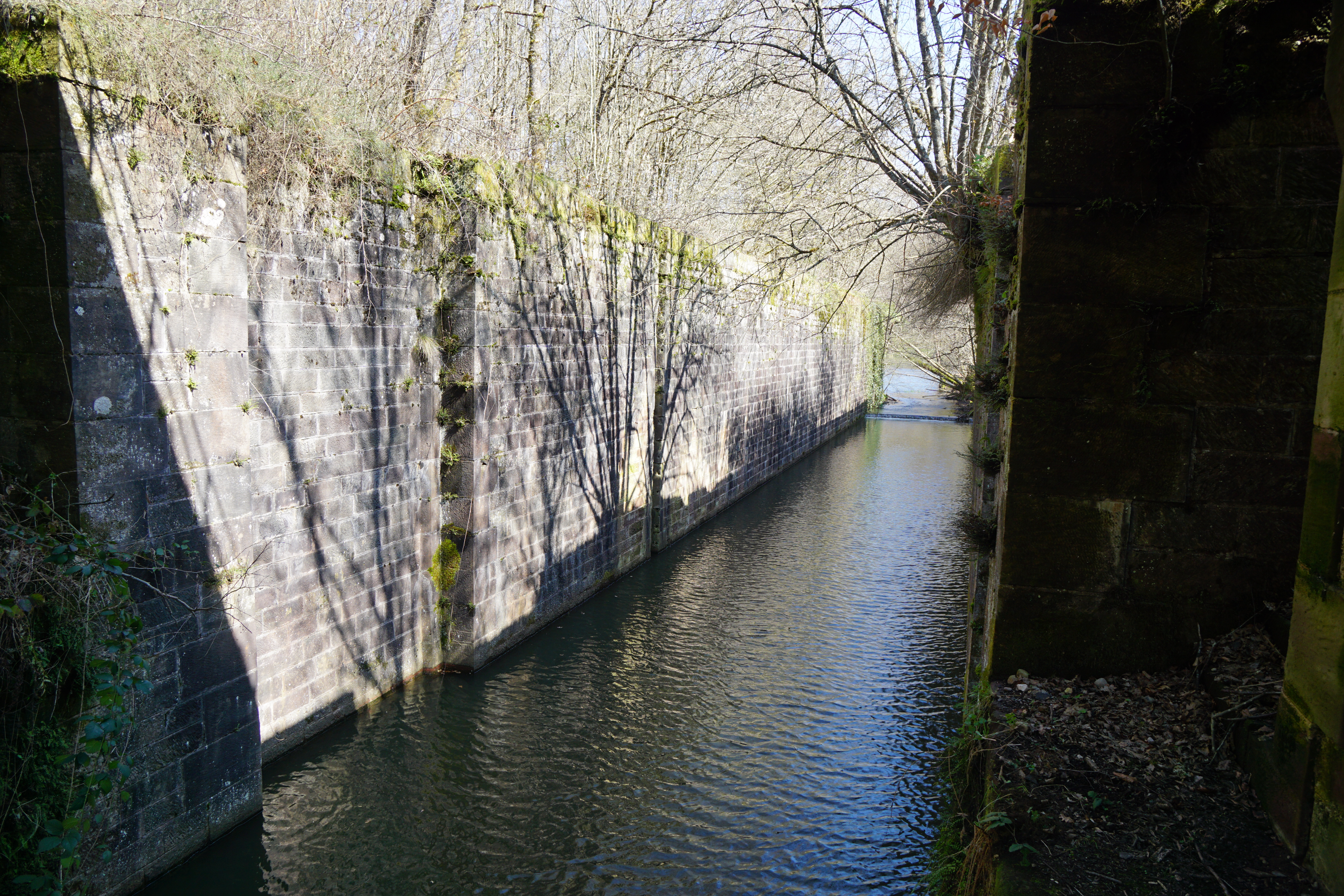
L'écluse du Beuveroux.
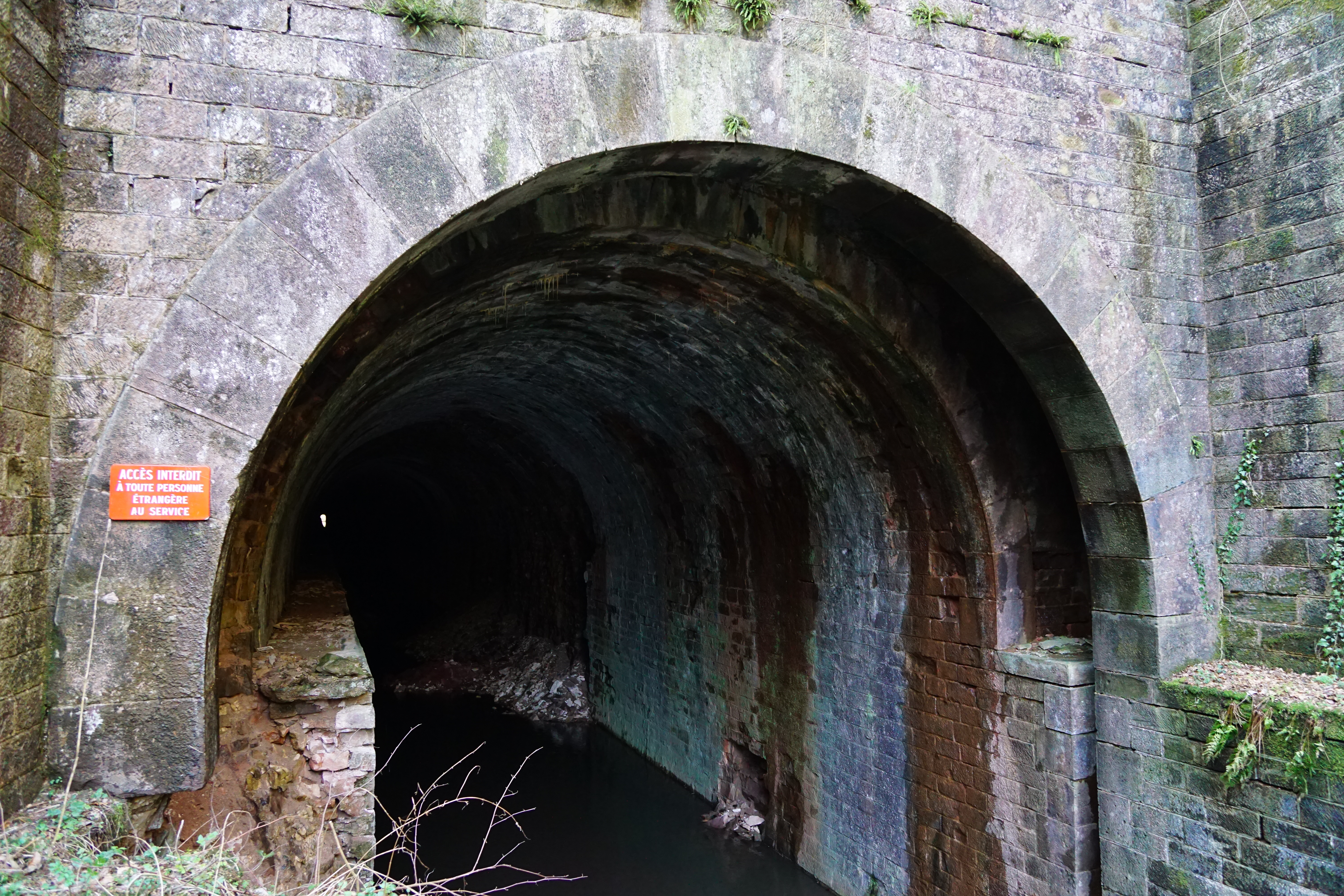
Le tunnel du Chérimont.
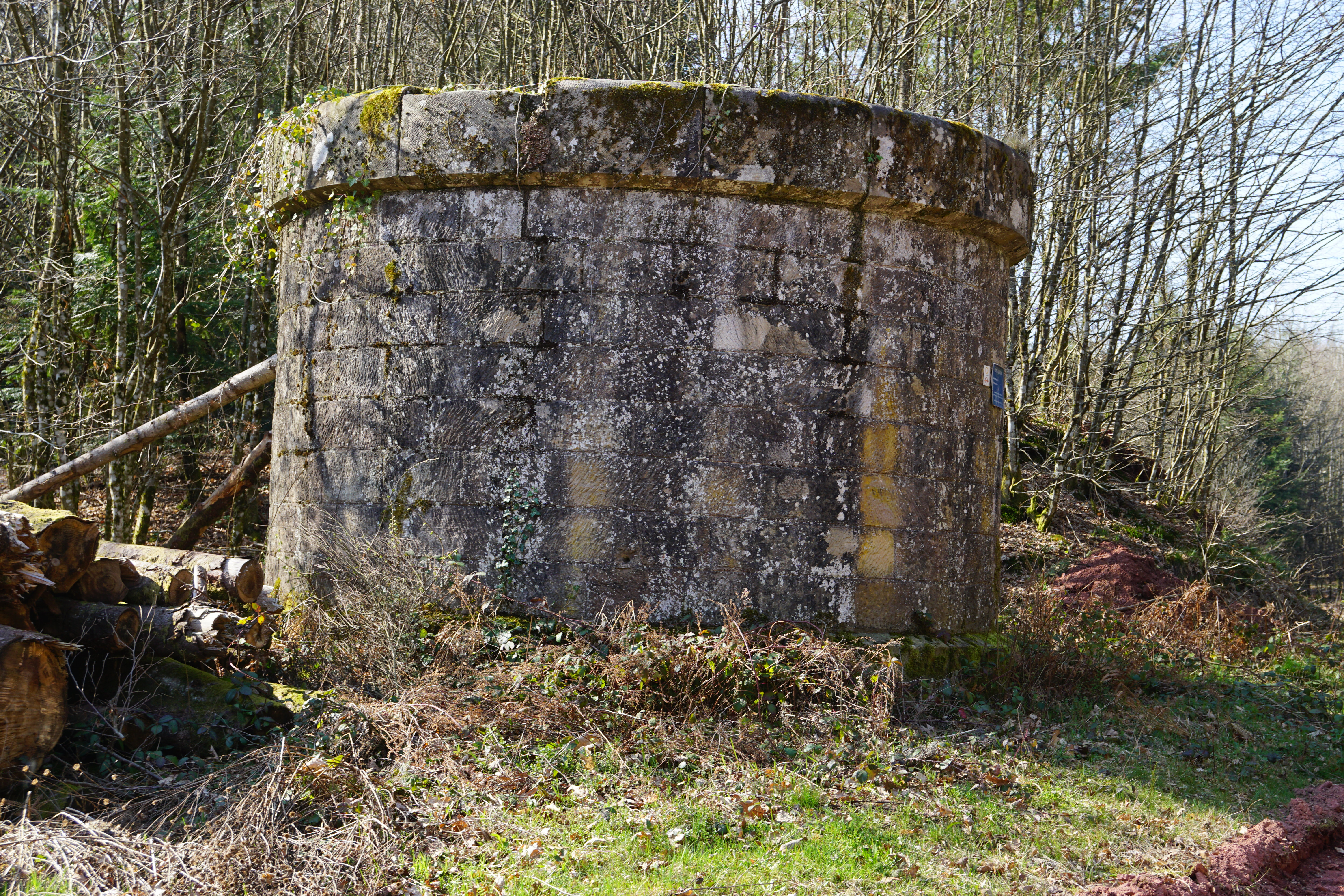
Puits d'aérage du tunnel sécurisé.
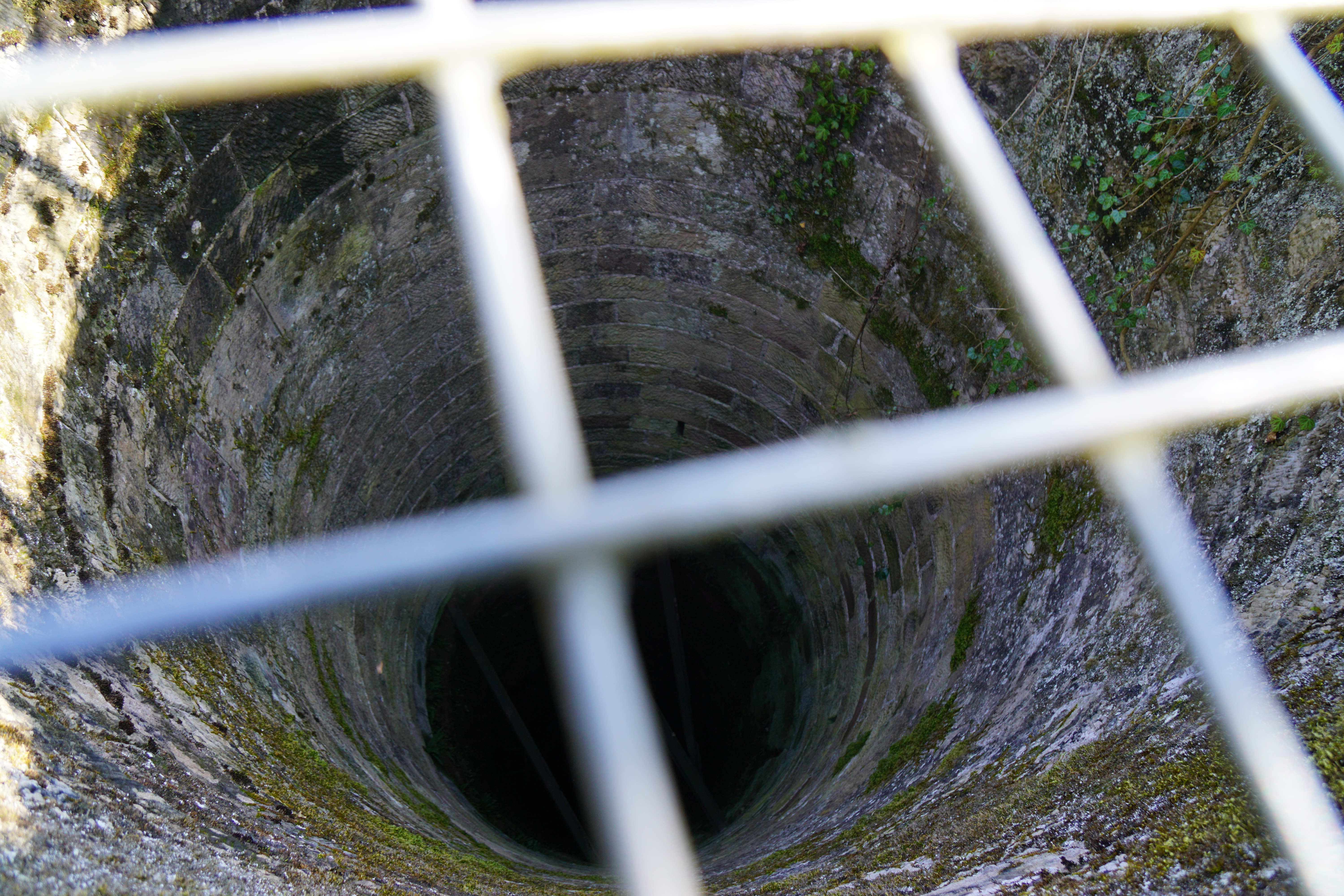
Vue plongeante.

#### Bassin de Champagney
Le bassin de Champagney a été construit à la fin du XIXe siècle pour servir de réservoir d'eau pour l'alimentation du canal de la Haute-Saône. Il mesure 785 mètres de longueur et 33 mètres de hauteur. Sa construction a duré plus de vingt ans. C'est maintenant une base nautique et un lieu de détente apprécié. La digue de maçonnerie s'étant révélée inapte, il a fallu construire une seconde digue, en béton, accolée à la première sur 700 m de long. On l'appelle « le mur-masque » ; sa construction a débuté avant la Grande Guerre.
Après la victoire, le canal de Montbéliard à la Haute-Saône devint inutile, et ses travaux cessèrent au lieu-dit l’Écluse, en pleine forêt du Chérimont.
Par contre, le barrage se révélait utile pour alimenter en eau le canal du Rhône au Rhin, et le mur-masque de béton fut achevé dans les années 1925-1930. Après un usage uniquement fonctionnel, les Voies navigables de France (VNF) essaient maintenant de concilier son utilité pour le canal du Rhône au Rhin et son utilité touristique locale. On remplit le barrage en hiver et au printemps (il peut servir d'exutoire aux crues du Rahin) et on tâche de maintenir le niveau au plus haut durant l'été pour les sports nautiques : voile, planche ou bateau. La baignade est interdite sur tout le plan d'eau.
Tous les dix ans, Voies navigables de France (VNF) procède à la vidange du Bassin (13 000 000 m3) pour vérifier à fond l'ouvrage et procéder à quelques réparations. L'ouvrage de type « barrage-poids » est surveillé en permanence, par un barragiste demeurant sur place, qui sera bientôt remplacé par des appareils de télé-sécurité électroniques. Le tremblement de terre de 2003 n'a eu aucun impact sur le barrage, les appareils étant pourtant sensibles au millimètre près.
La libération des 13 000 000 m3 d'eau en catastrophe durerait plus d'une semaine et inonderait la vallée de la Lizaine de Frahier jusqu'à Montbéliard en passant par Héricourt.

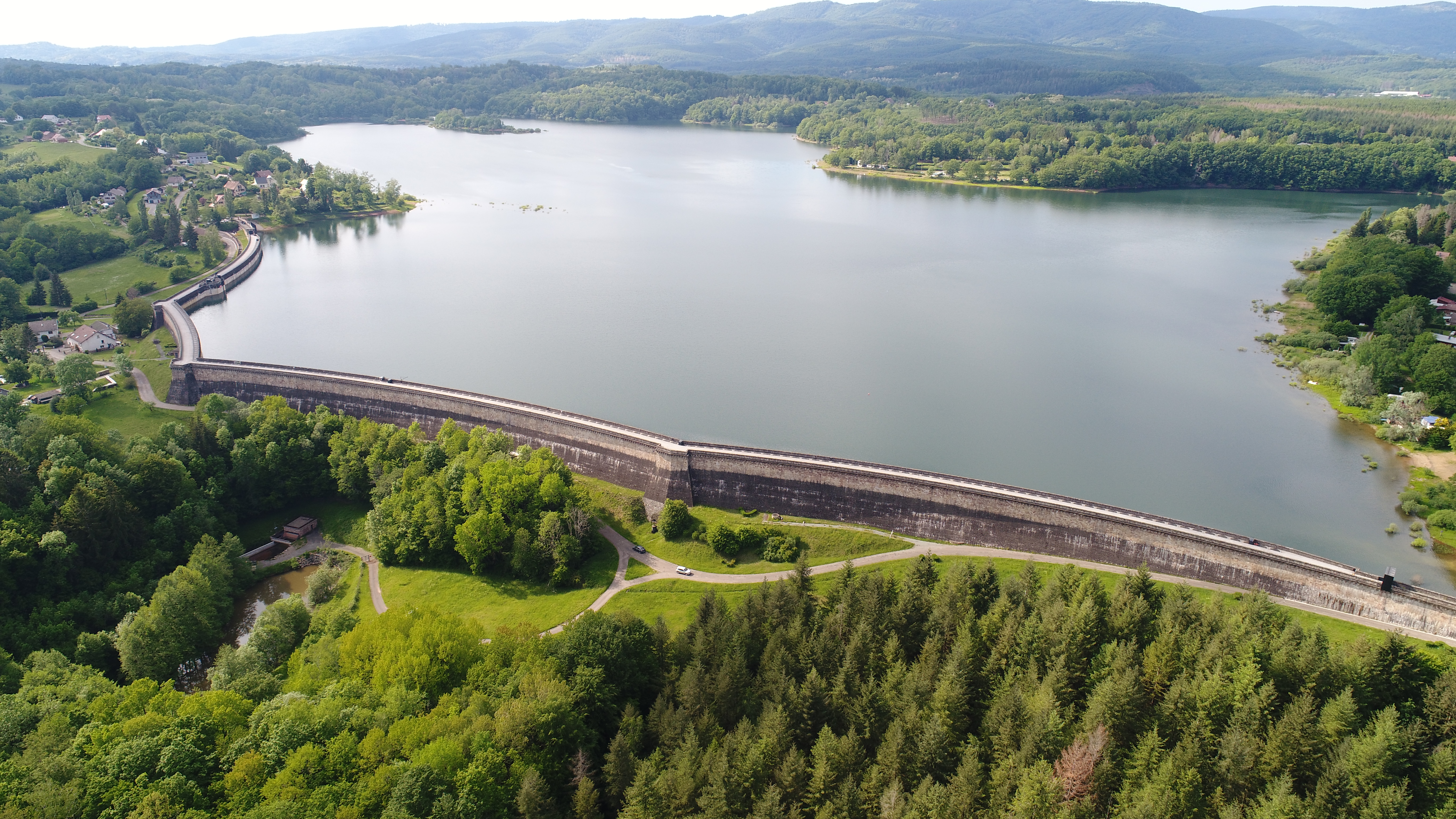
Vue aérienne.
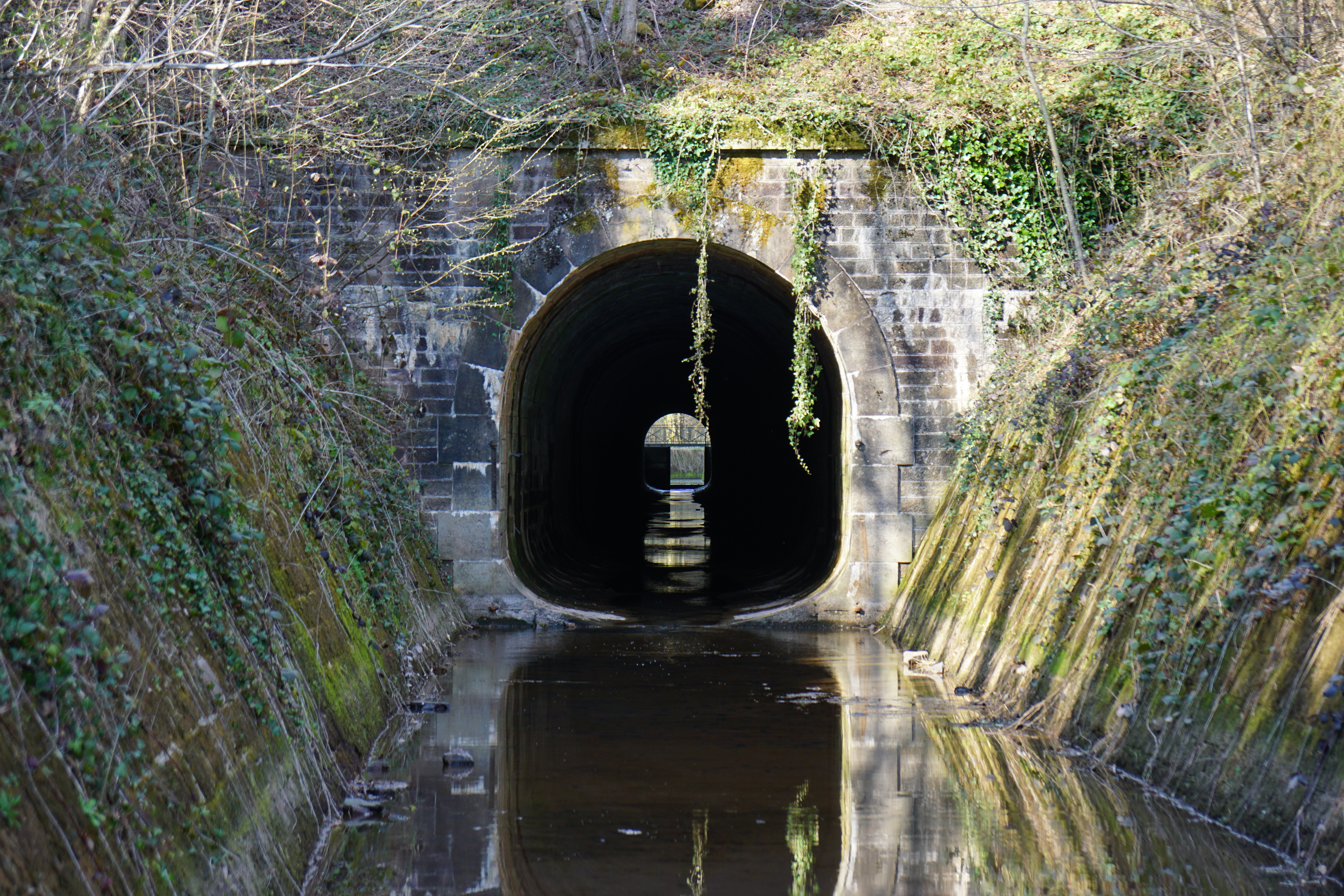
Le tunnel d'alimentation.
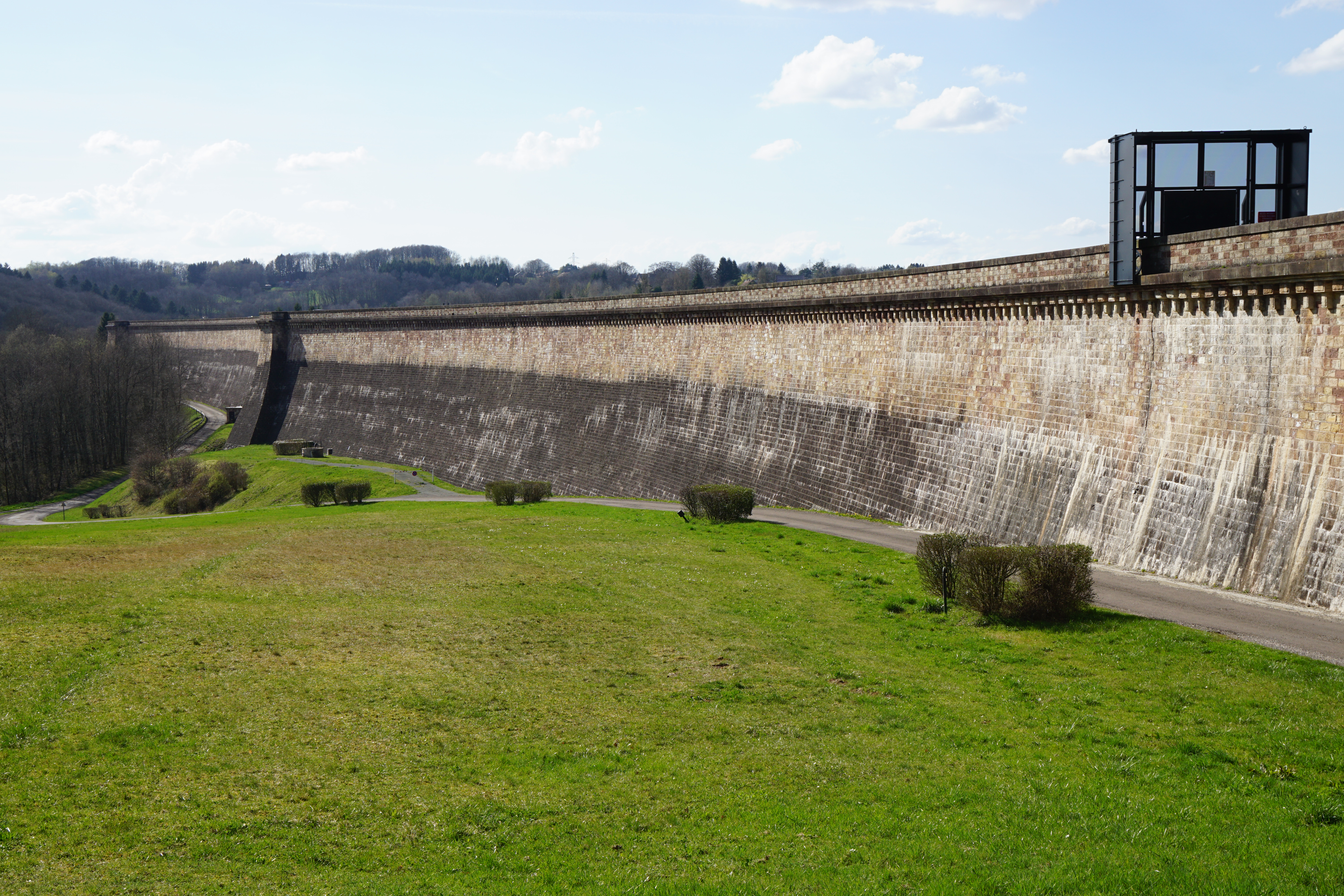
La digue.
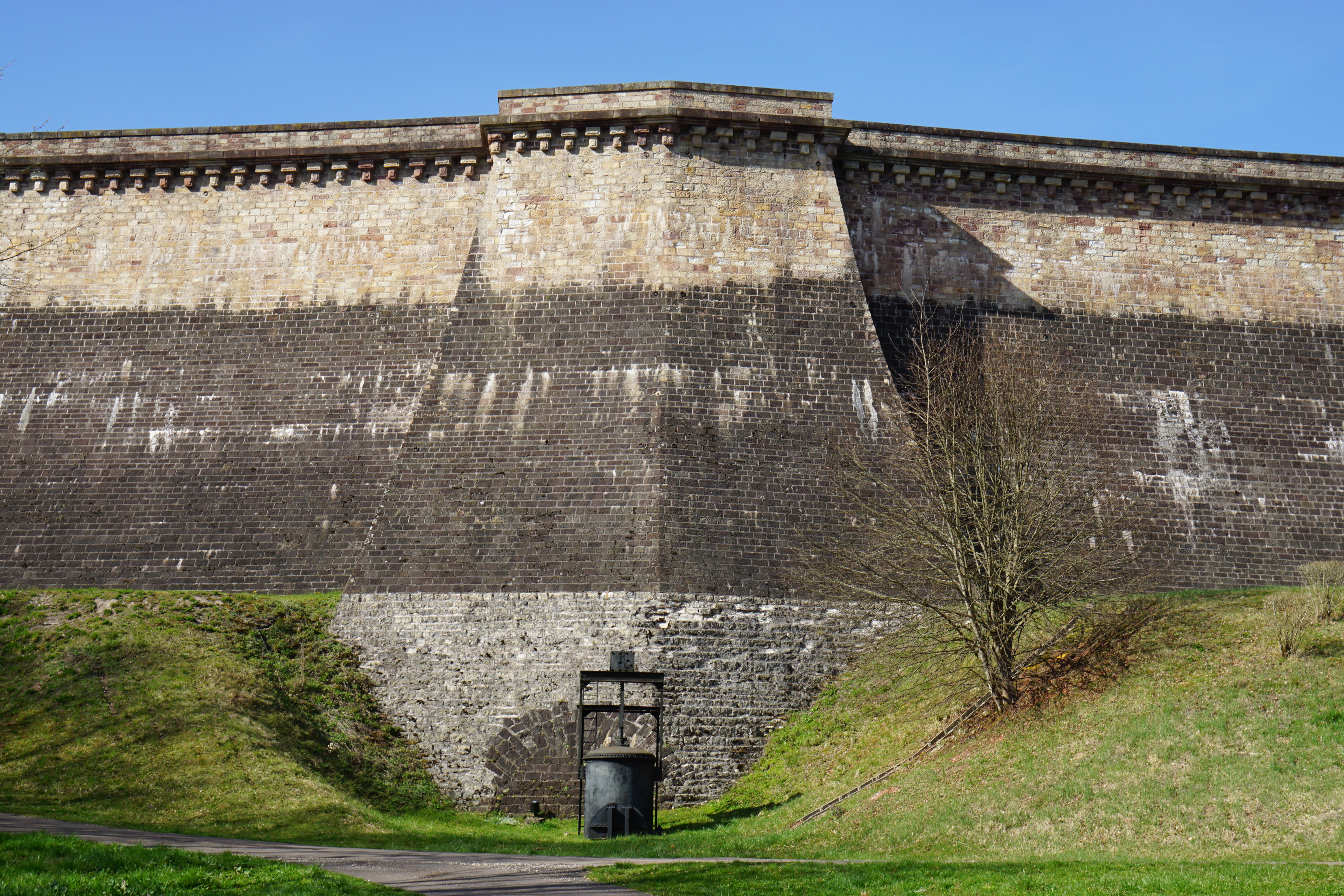
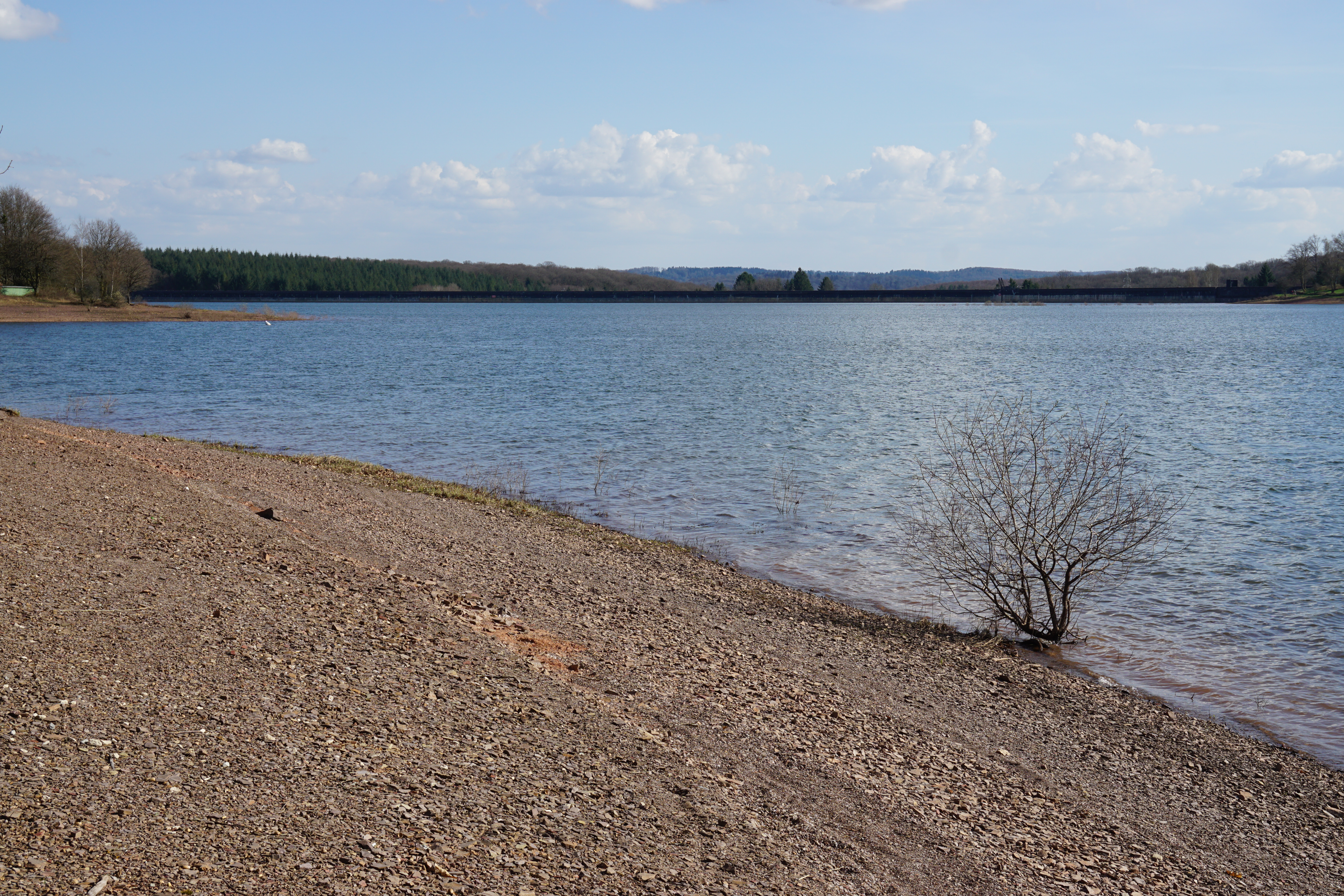
Plage autour du bassin.

#### Ballastières
Les ballastières sont formées de deux bassins de 7 mètres de profondeur séparés par un barrage. Elles sont exploitées à partir de 1910 par l’entreprise Drouard sur des terrains acquis par la Compagnie des chemins de fer de l'Est, qui compte utiliser le ballast pour les voies ferrées. En 1913, un pont métallique est construit pour franchir le Rahin. Il est démonté à la fin de l'exploitation, la commune n'en faisant pas usage. Au début de l'extraction, 70 ouvriers exploitent du sable et du gravier en trois équipes travaillant chacune huit heures. Ce nombre augmente jusqu'à une centaine à l’apogée de l'activité avant de redescendre à une soixantaine dans les années 1930. Dans les années 1920, la carrière est équipée d'une excavatrice à godets et d'un concasseur. Le site produit des granulats alluvionnaires (sable, gravillons, galets et des matériaux concassés). Le transport des matériaux se fait via le réseau ferré des houillères de Ronchamp. Une carrière de pierre sèche annexe est exploitée d'avril 1934 à 1949 au lieu-dit Sous‑Passavant. L'activité est fortement ralentie sous l'Occupation. Après 1945, le chantier n'est plus éclairé et le travail de nuit cesse. La production est essentiellement destinée à l'Île-de-France. Les plans d'eau étant régulièrement gelés de novembre à avril, la saison hivernale est consacrée à la maintenance.
L'exploitation cesse définitivement à l’épuisement du gisement en 1950. Les chemins de fer préfèrent utiliser par la suite les déchets de haut fourneau et exploiter la carrière de Lepuix‑Gy. La SNCF vend le site au syndicat intercommunal des Ballastières, qui assure la reconversion d'après-mine. Un camping est implanté avant la fin du XXe siècle. Les lieux sont alors consacrés au tourisme, à la pêche et aux sports nautiques,.

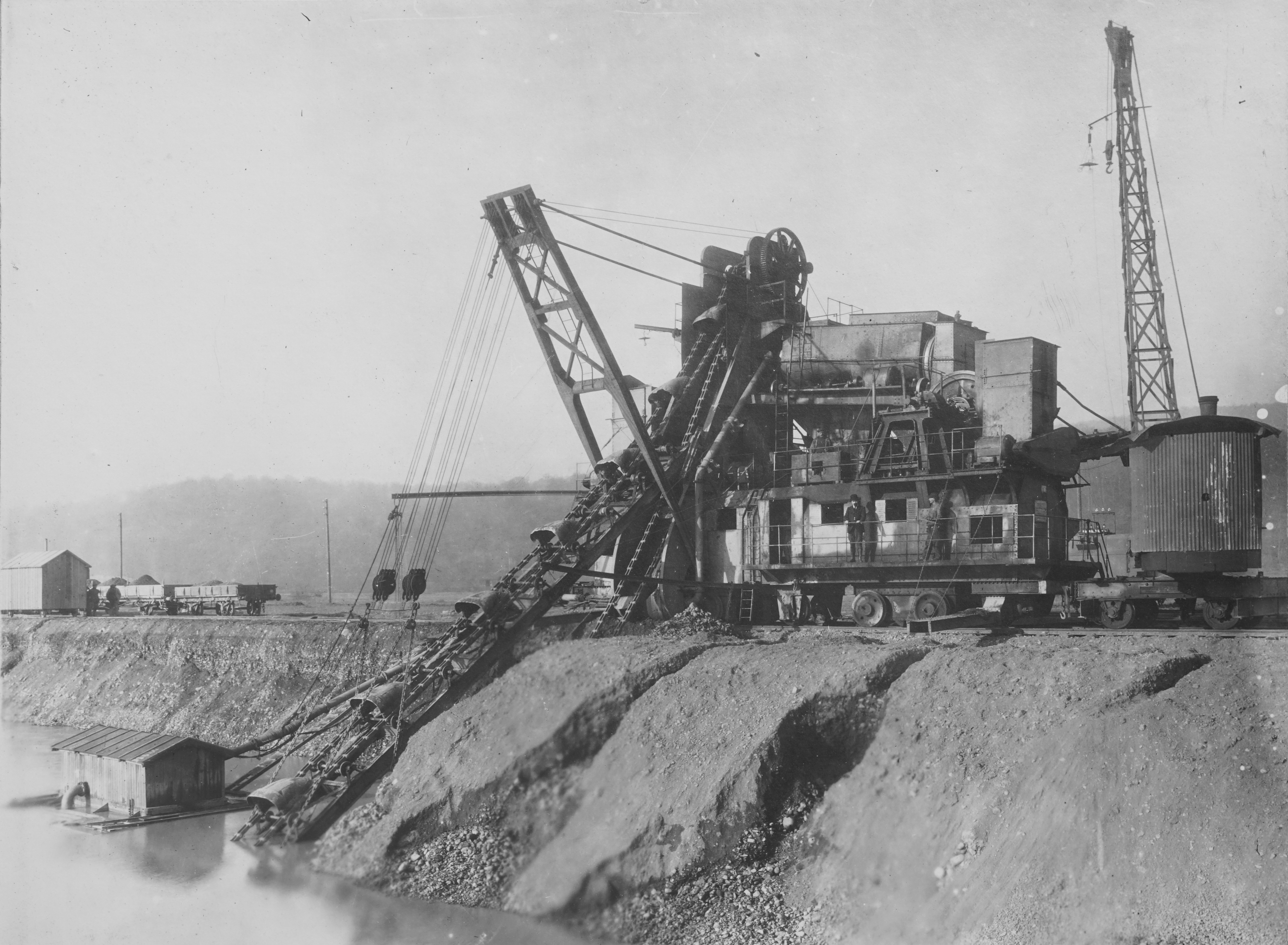
Excavatrice en fonctionnement.
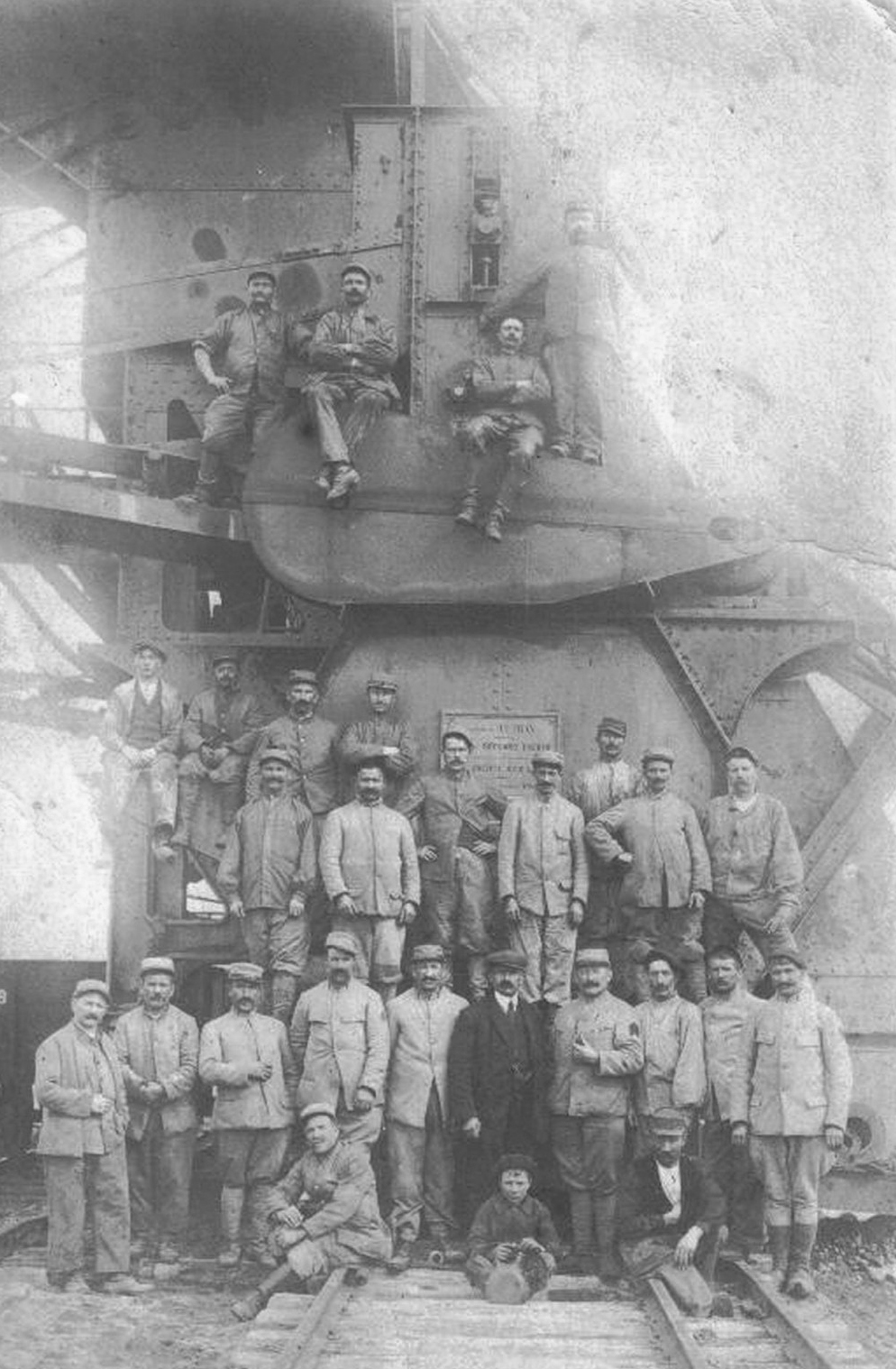
Une équipe devant l'excavatrice.
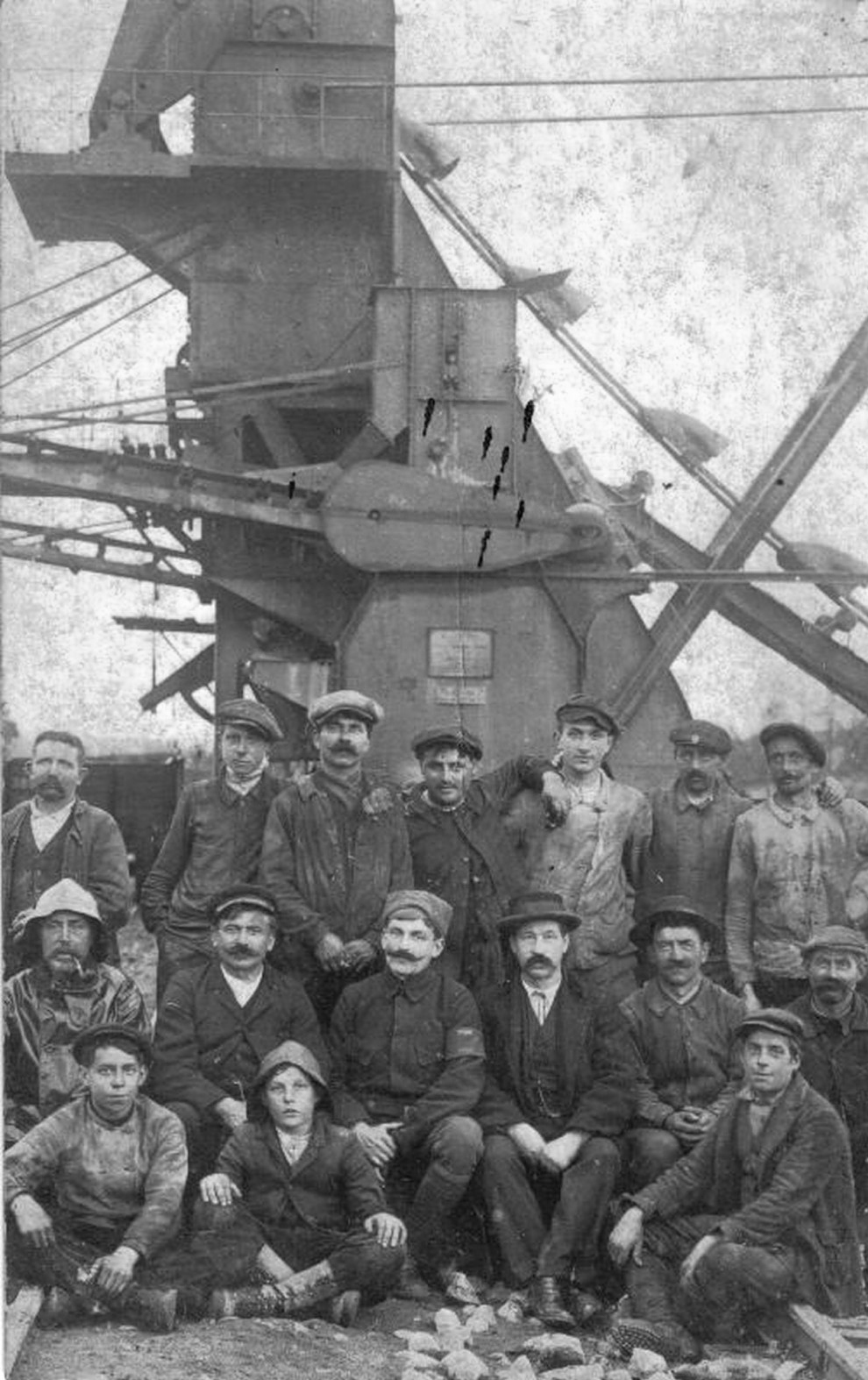
Autre équipe.
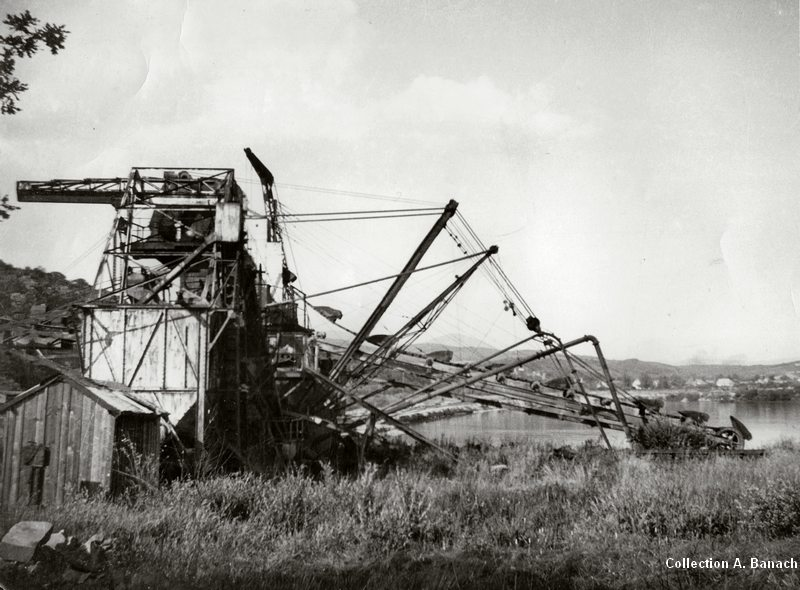
Le site à l’abandon.
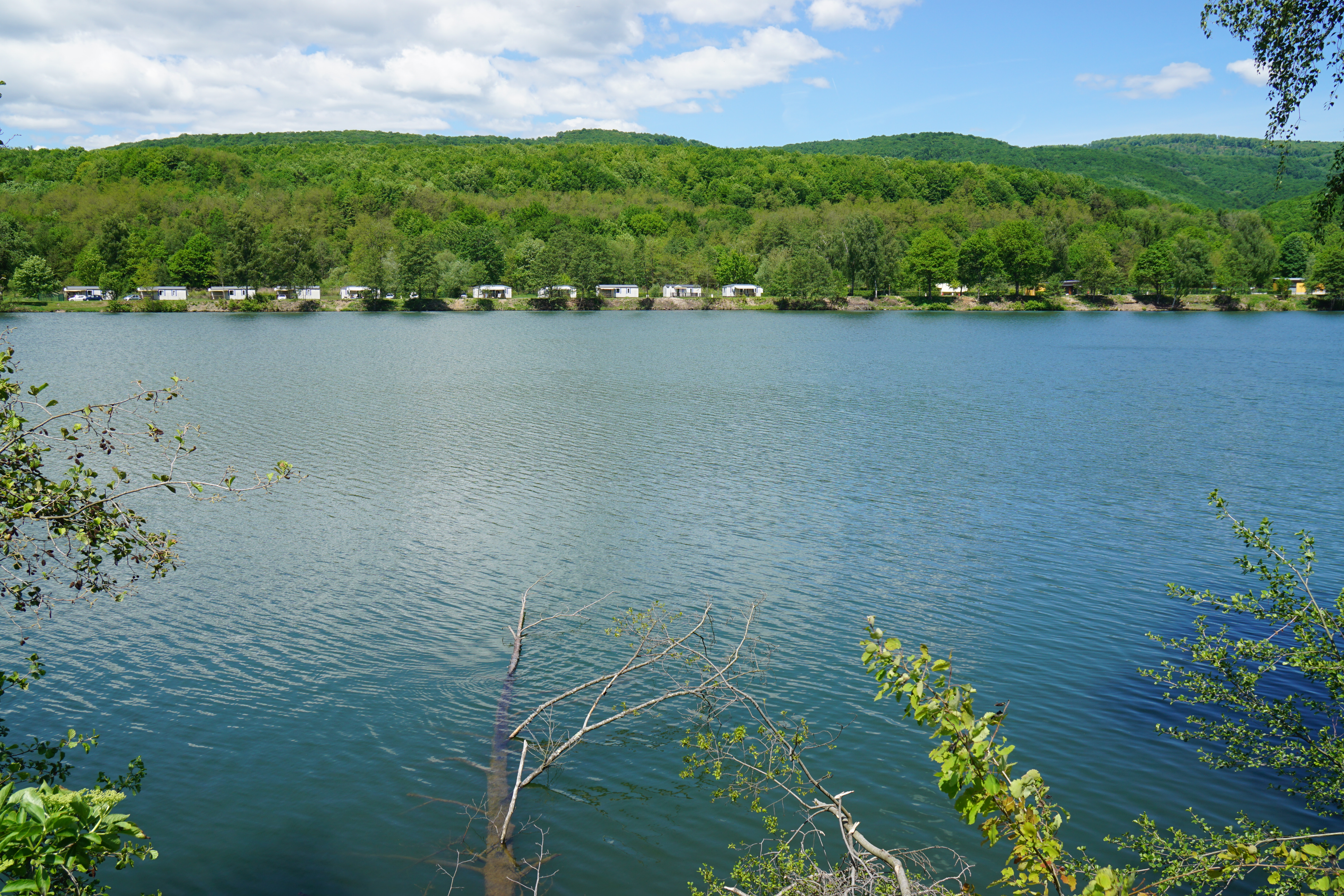
Le camping des ballastières.
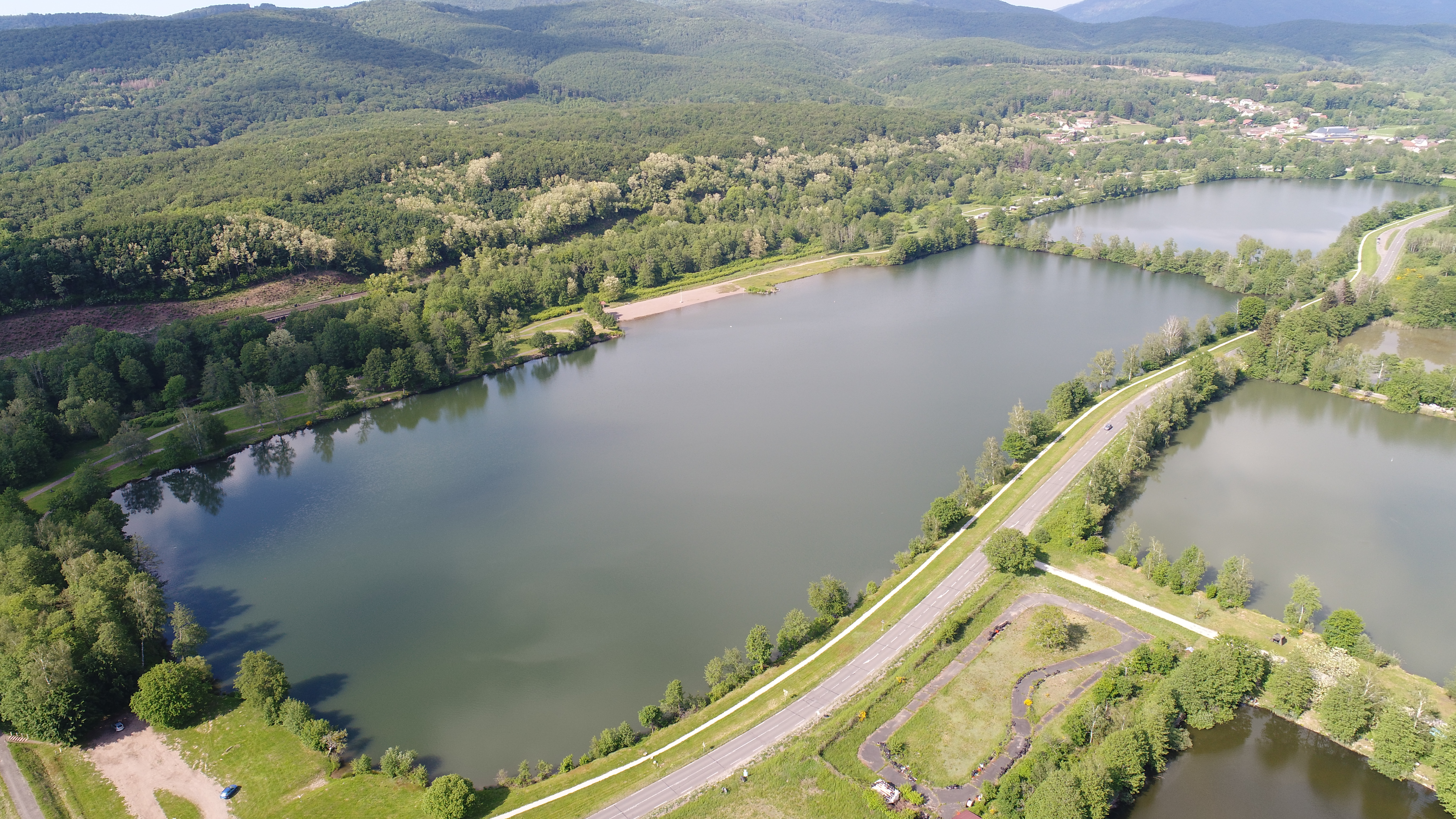
Vue aérienne générale des deux ballastières. Sur la droite, les trois étangs de la sablière.

Une sablière en plan d'eau est exploitée au sud des Ballastières, de l'autre côté de la route départementale, au moins à partir de 1970 par la société Martial Marques. Des arrêtés prefectoraux sont obtenus le 3 juillet 1975 puis le 3 mai 1978. Les installations de criblage-lavage sont installés sur l'ancien carreau du puits Sainte-Barbe. Cette activité engendre une pollution du Rahin par des matières en suspension. La proximité avec le camping empêche l'extension du site et un arrêté de 1984 demande le remblayage des étangs d'excavation et la fermeture du site. L'année suivante, un riverain dépose plainte contre le passage des camions ce qui met fin au travaux de remblaiement,.

#### Patrimoine minier
De même, Champagney concentre un important patrimoine minier. La compagnie des houillères a creusé vingt-sept puits dans le bassin minier, dont quatorze sont implantés sur la commune de Champagney. Ce sont les puits Saint-Louis, Henri-IV, no 1, no 2, no 3, no 4, no 5, Notre-Dame, Saint-Jean, Sainte-Barbe, Sainte-Pauline, de l’Espérance, Saint-Georges et du Tonnet. Au nord se trouvent les travaux des affleurements de l'Étançon qui regroupe des descenderies, terrils et anciens puits peu profonds. Le château de la Houillère, logement de fonction des directeurs des mines du milieu du XIXe siècle à la fermeture en 1958, fait partie du patrimoine architectural de la commune. Plusieurs cités minières sont également présentes.

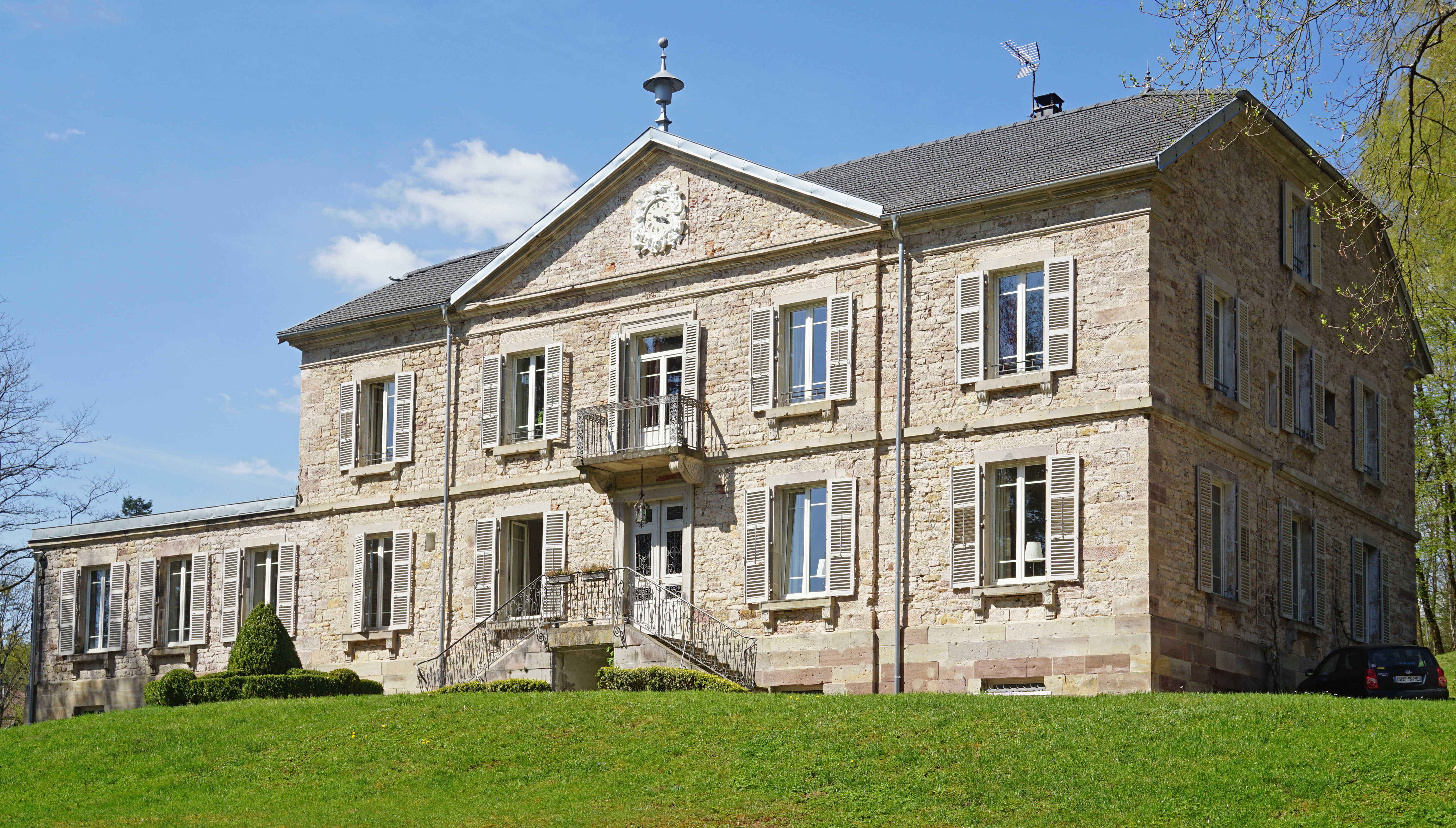
Le château de la Houillère.
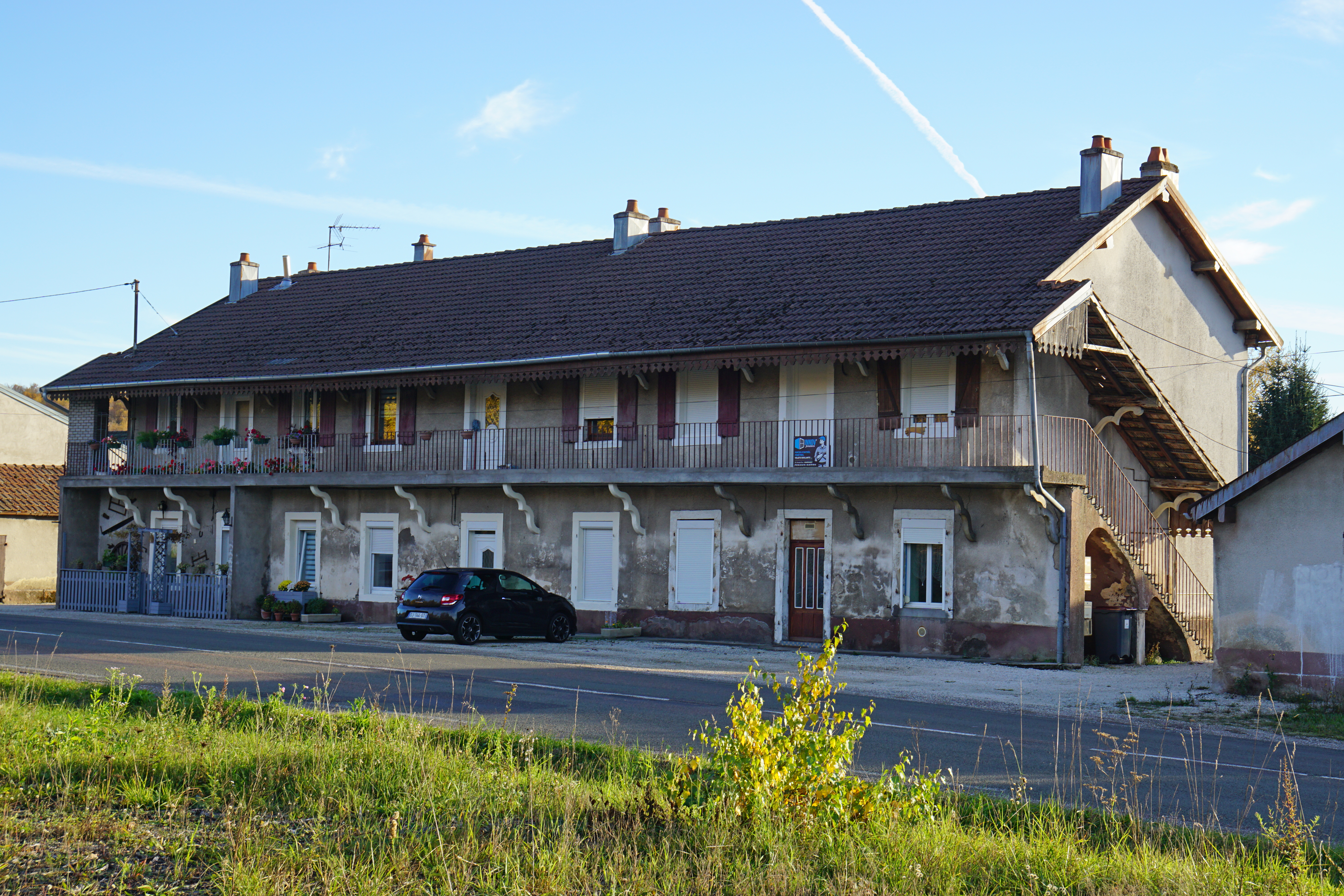
Le phalanstère du puits Sainte-Pauline.
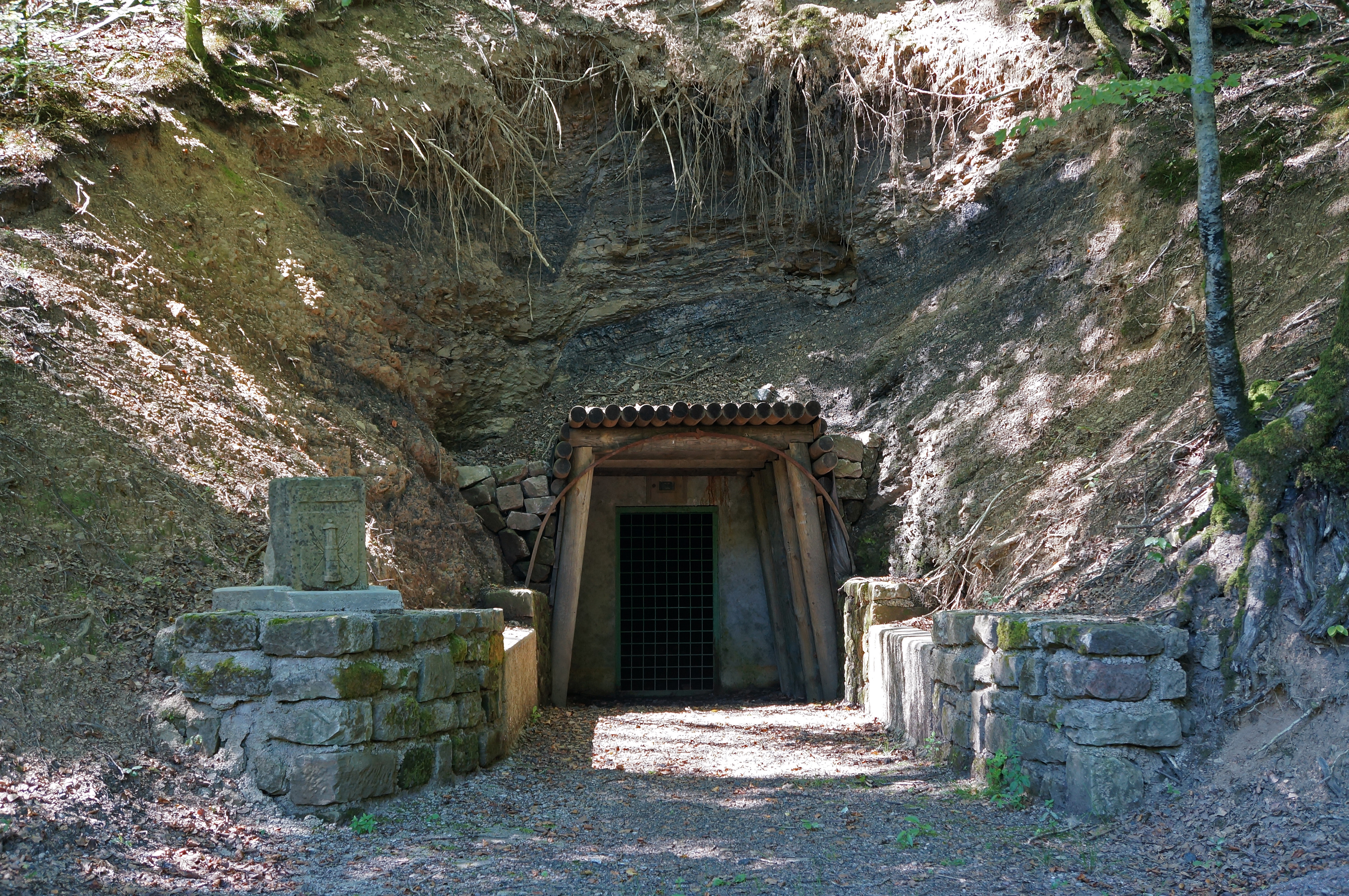
La galerie Datout, située aux affleurements.
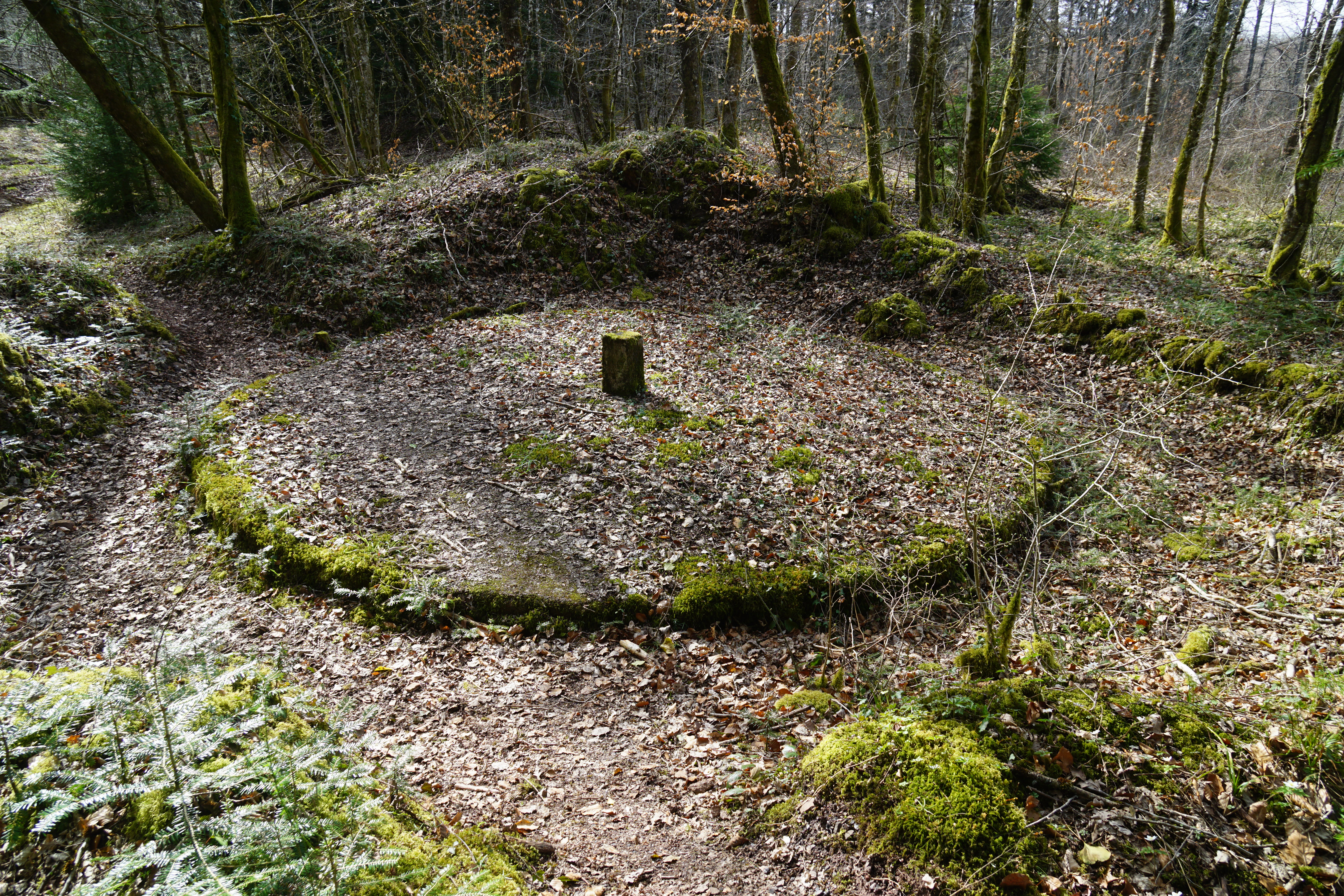
La dalle du puits du Tonnet.

#### Autres monuments
Des monuments commémoratifs sont présents à Champagney. Un monument aux morts est consacré aux deux guerres mondiales. Il existe également trois plaques commémoratives (celle de la 1re armée, celle de l'officier Louis Stiefvater et celle du général Brosset) ainsi que la stèle du hameau d'Éboulet,.

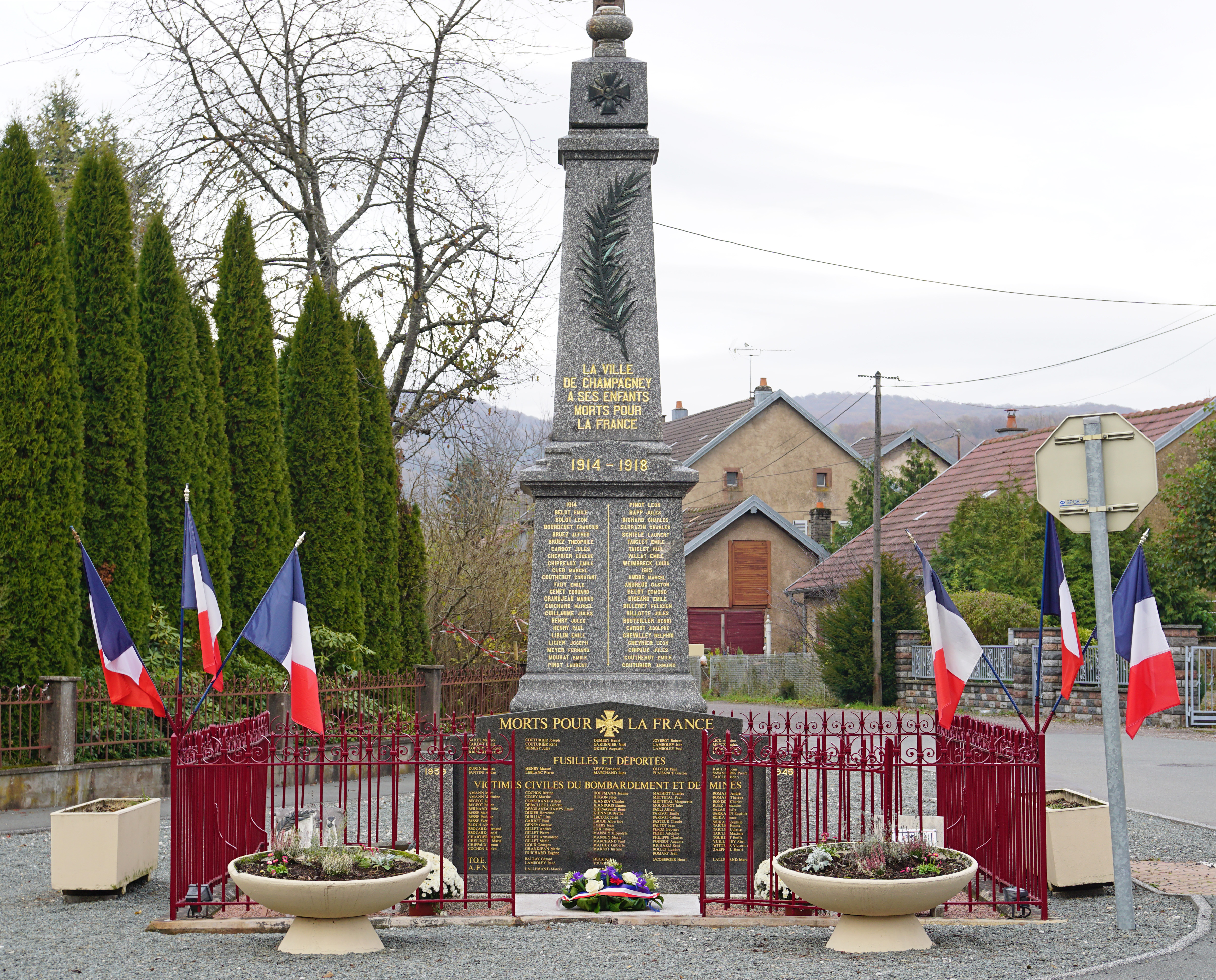
Le monument aux morts.
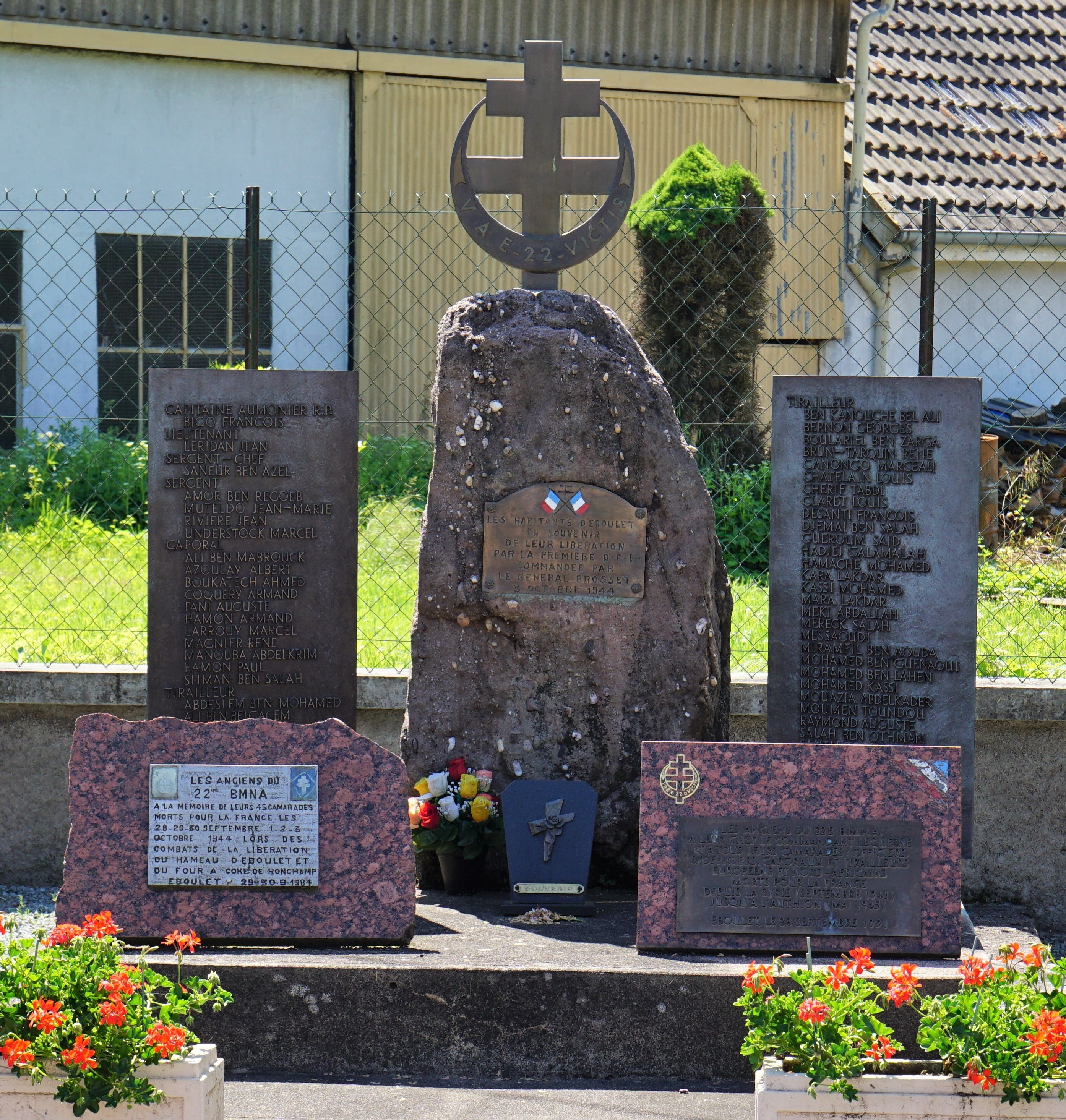
Stèle d'Éboulet.
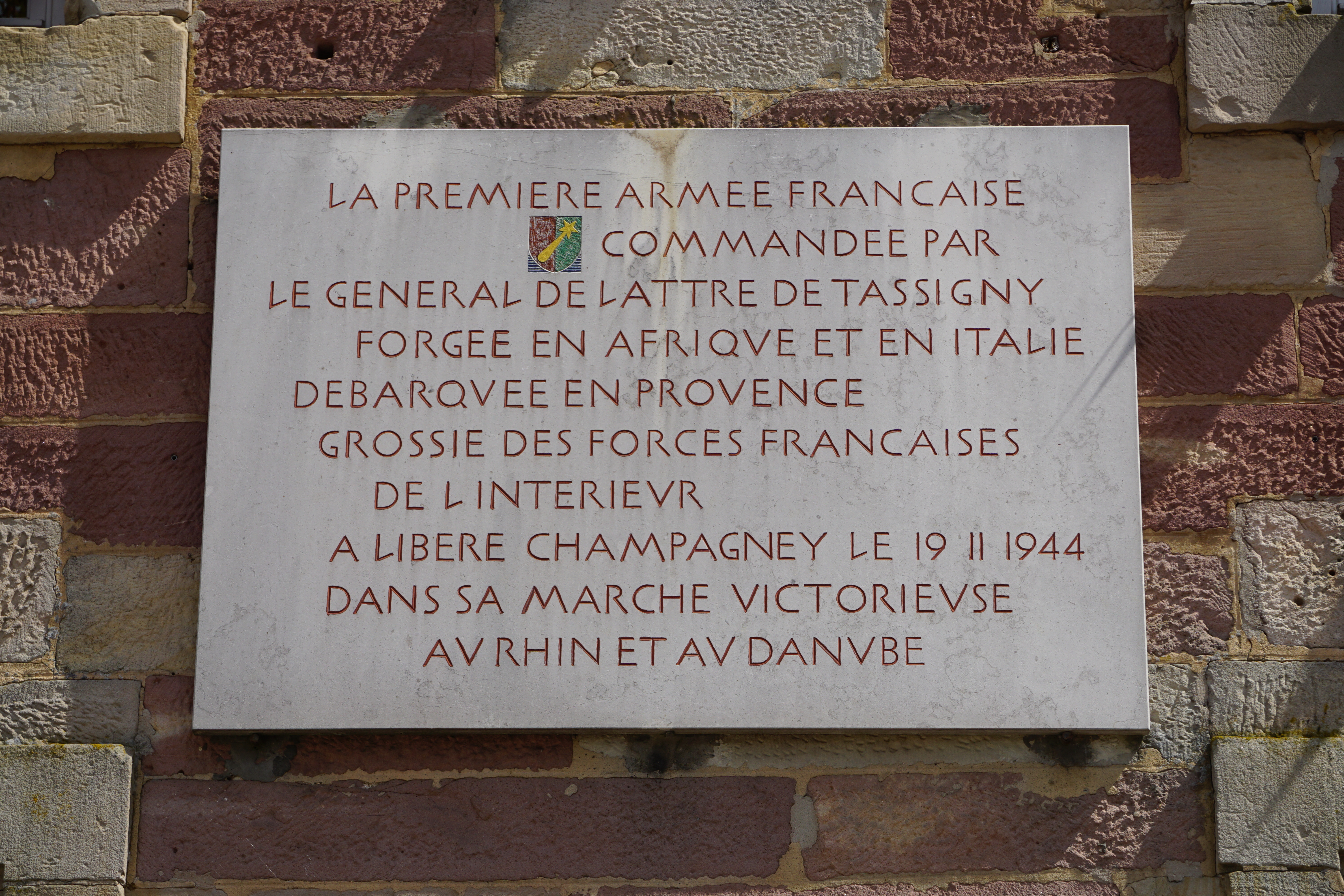
Plaque de la 1re armée.
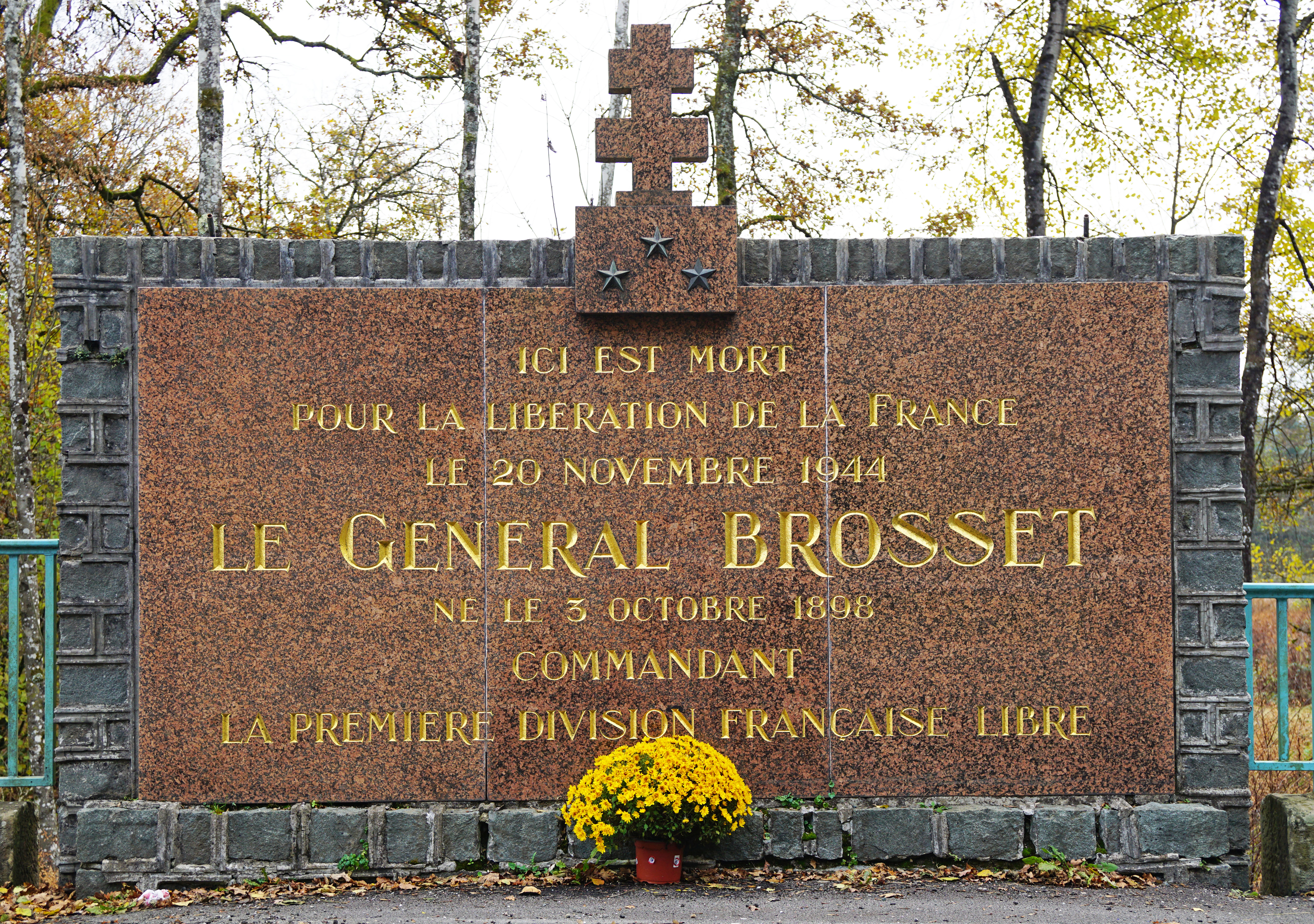
Plaque du général Brosset.
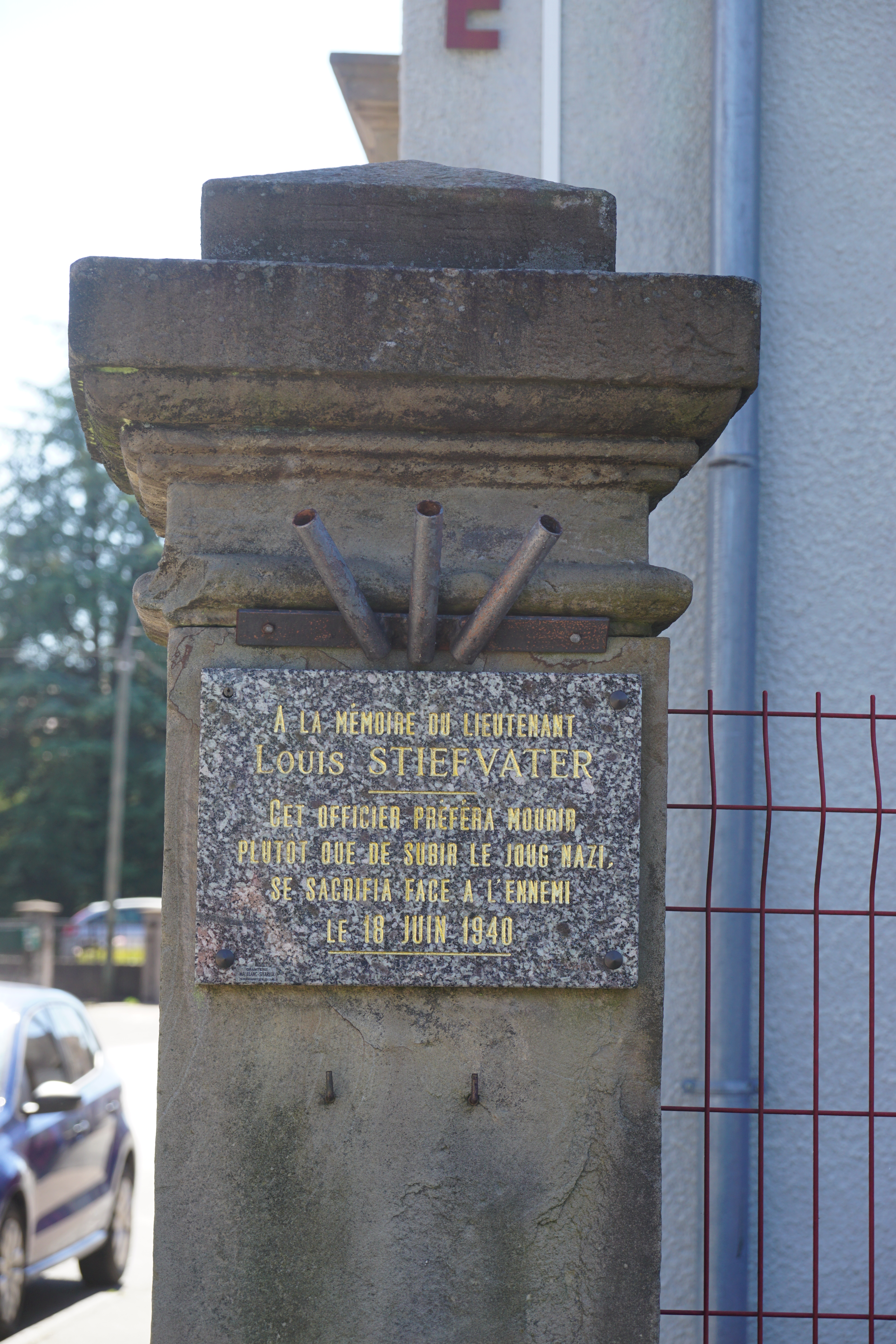
Plaque de Louis Stiefvater.

### Patrimoine naturel

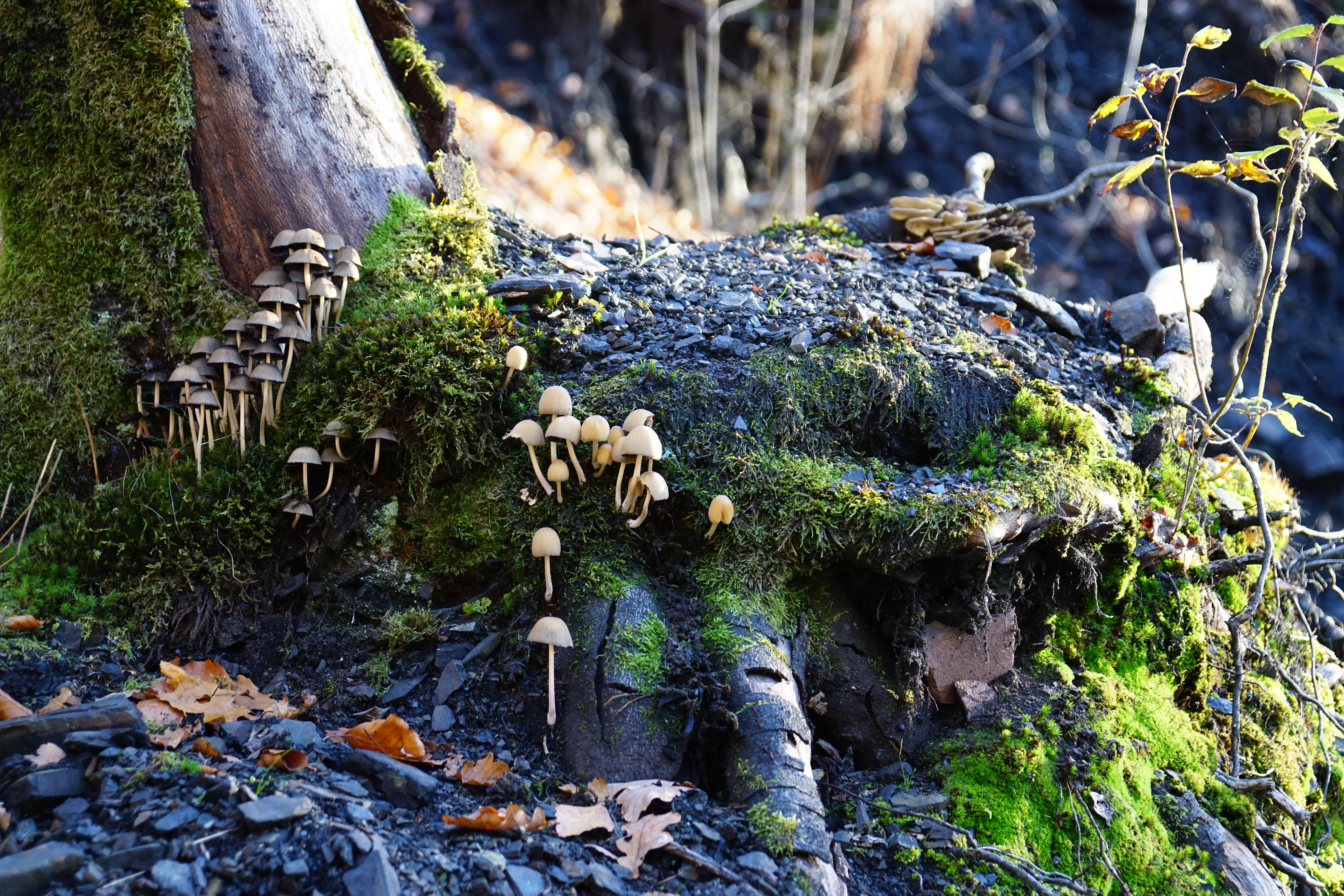
Le terril Sainte-Pauline colonisé par la mycoflore.

Champagney est couverte d'une forêt de feuillus comprise entre l'étage collinéen et l'étage montagnard du massif des Vosges. La commune compte 789 espèces indigènes (en particulier les genres Viola, Geranium, Euphorbia, Dryopteris, Carex, Leucanthemum vulgare, sapin, chêne, Fraxinus excelsior, Panicum virgatum, Reynoutria, Hélianthe), 33 espèces introduites parmi lesquelles six sont envahissantes (notamment les genres Reynoutria, Impatiens et Polygonum) et trois domestiques (Pseudotsuga menziesii, Spiraea x billardii et Festuca rubra). Parmi toutes les espèces présentes, 137 sont protégées, 25 sont inscrites dans la liste des espèces menacées, 25 font partie de la liste rouge au niveau régionale, 15 au niveau national, trois au niveau européen et deux au niveau mondial. Le Fuligule milouin a la particularité de figurer sur les quatre listes.
Les terrils laissés par l'activité minière sont rapidement envahis par les bouleaux. Une végétation spécifique s'y développe, notamment constituée de champignons, de lichen, de Drosera et de Rubus,.
Champagney fait partie du parc naturel régional des Ballons des Vosges. Champagney compte sur son territoire une zone naturelle d'intérêt écologique, faunistique et floristique (ZNIEFF), nommée « le Mont de Vannes et le Rhien » et protégée car particulièrement liée à la reproduction des espèces. La commune est classée station verte, un label d'écotourisme partagé avec la commune voisine de Ronchamp.

ZNIEFF de Champagney, Ronchamp et Magny-Danigon.

### Manifestations culturelles et festivités
La vie locale est animée par de nombreuses associations.
Depuis la création de la communauté de communes Rahin et Chérimont en 2003, des rapprochements sont faits entre les comités des fêtes et les associations de Champagney et de Ronchamp (principale commune limitrophe) en organisant des manifestations sur le territoire des deux communes, par adhésions d’habitants des deux agglomérations et par la fusion de plusieurs clubs sportifs.

### Personnalités liées à la commune
- Léopold Sédar Senghor (1906-2001), poète, écrivain, homme politique français puis sénégalais, a parrainé la Maison de la Négritude[B 12].
- Diego Brosset (1898-1944), général, compagnon de l'ordre de la Libération, mort dans la chute de la Jeep du pont du Rahin.
- Jacques-Antoine Priqueler (1753-1802), noble et officier de la garde du Roi, l’initiateur du Vœu de Champagney. Il est né à Champagney[B 12].
- Hélène Henry (1891-1965), décoratrice française, membre fondatrice de l'UAM (1929), native de Champagney.
- Maurice Ehlinger (1896-1981), artiste peintre né à Champagney[B 12].
- Claude Delécluse (1920-2011), parolière et musicienne, y est née[153].

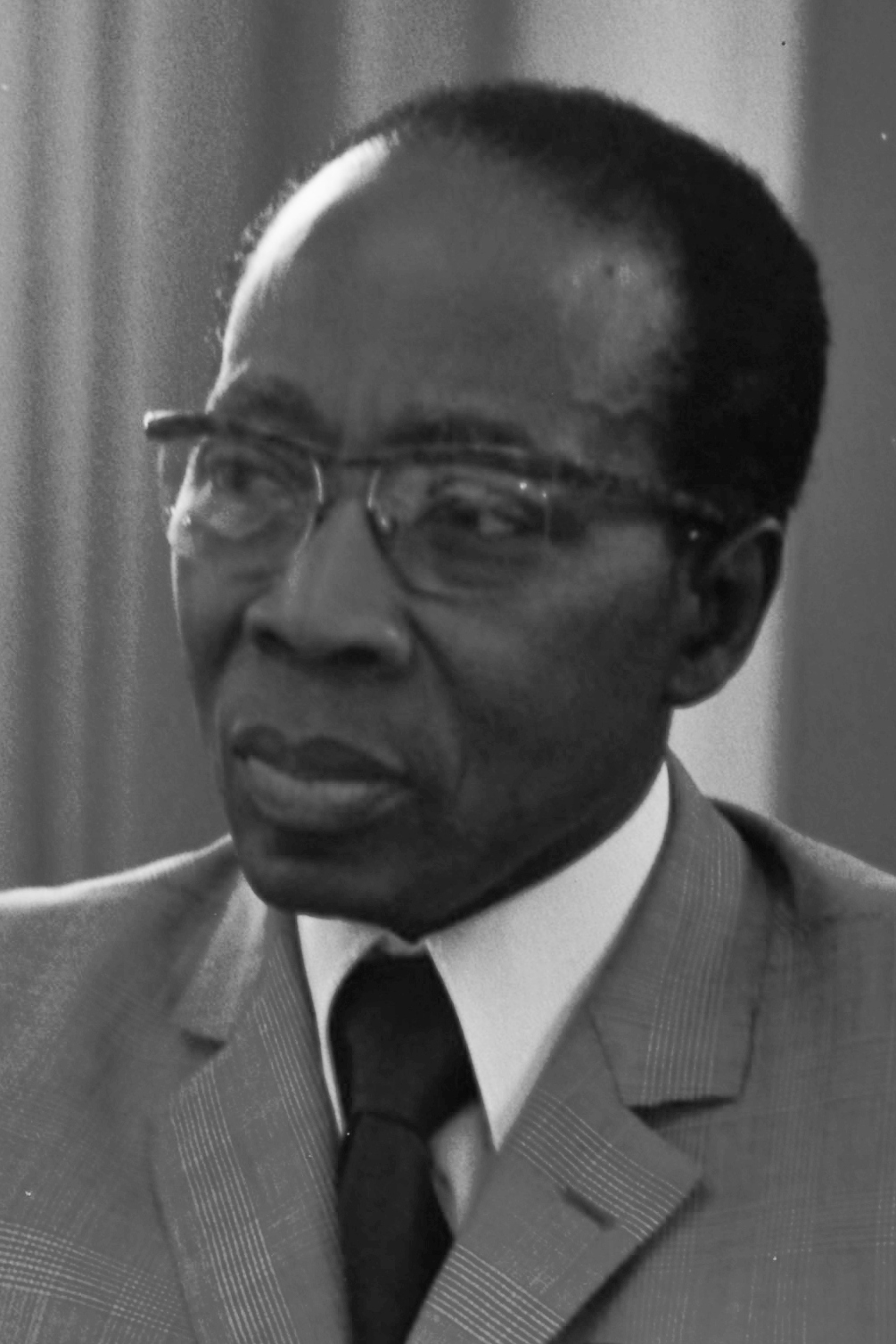
Leopold Sedar Senghor.
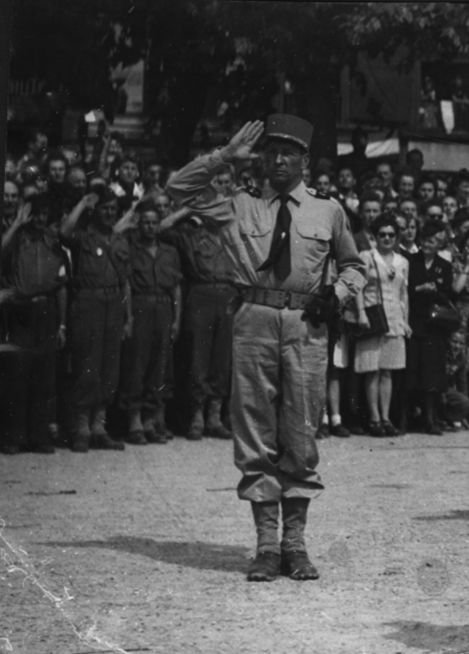
Diego Brosset.
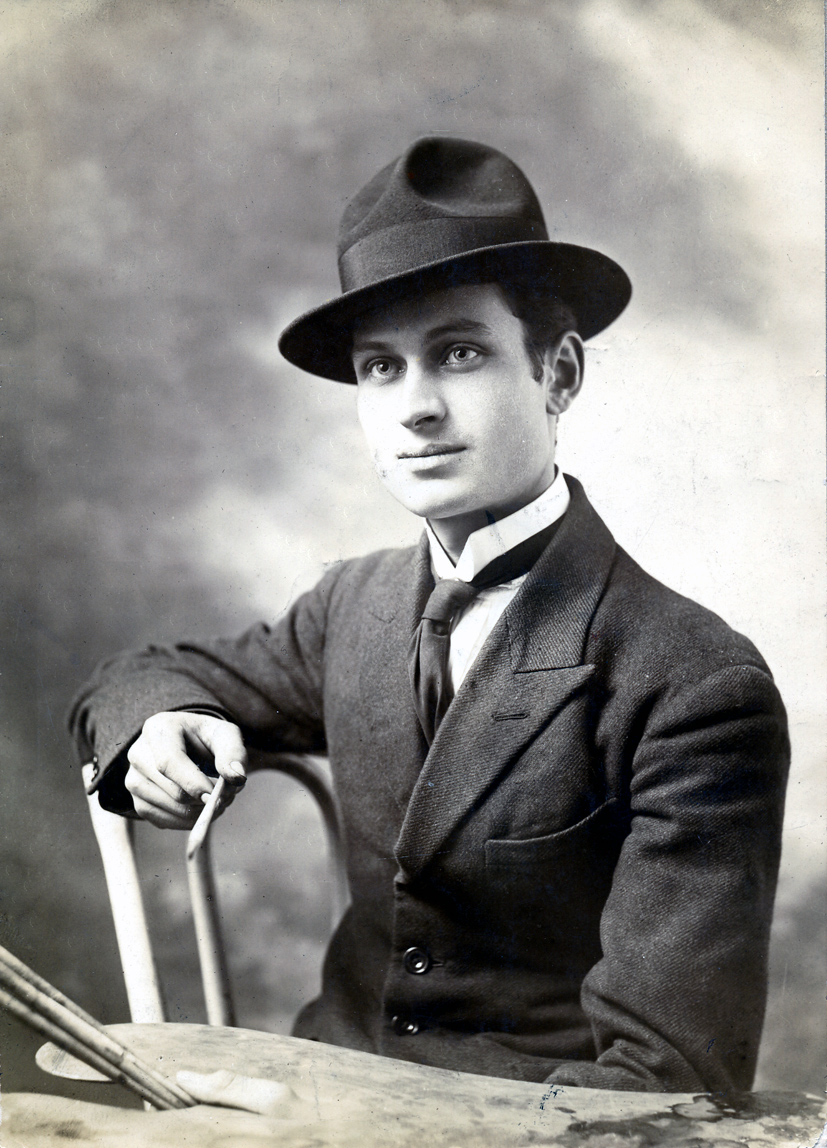
Maurice Ehlinger.

### Héraldique
|  | Les armes de Champagney se blasonnent ainsi : de gueules à la clef d'or. |

La devise de la commune est : « Point n’est besoin de poing ».